# Klassizismus

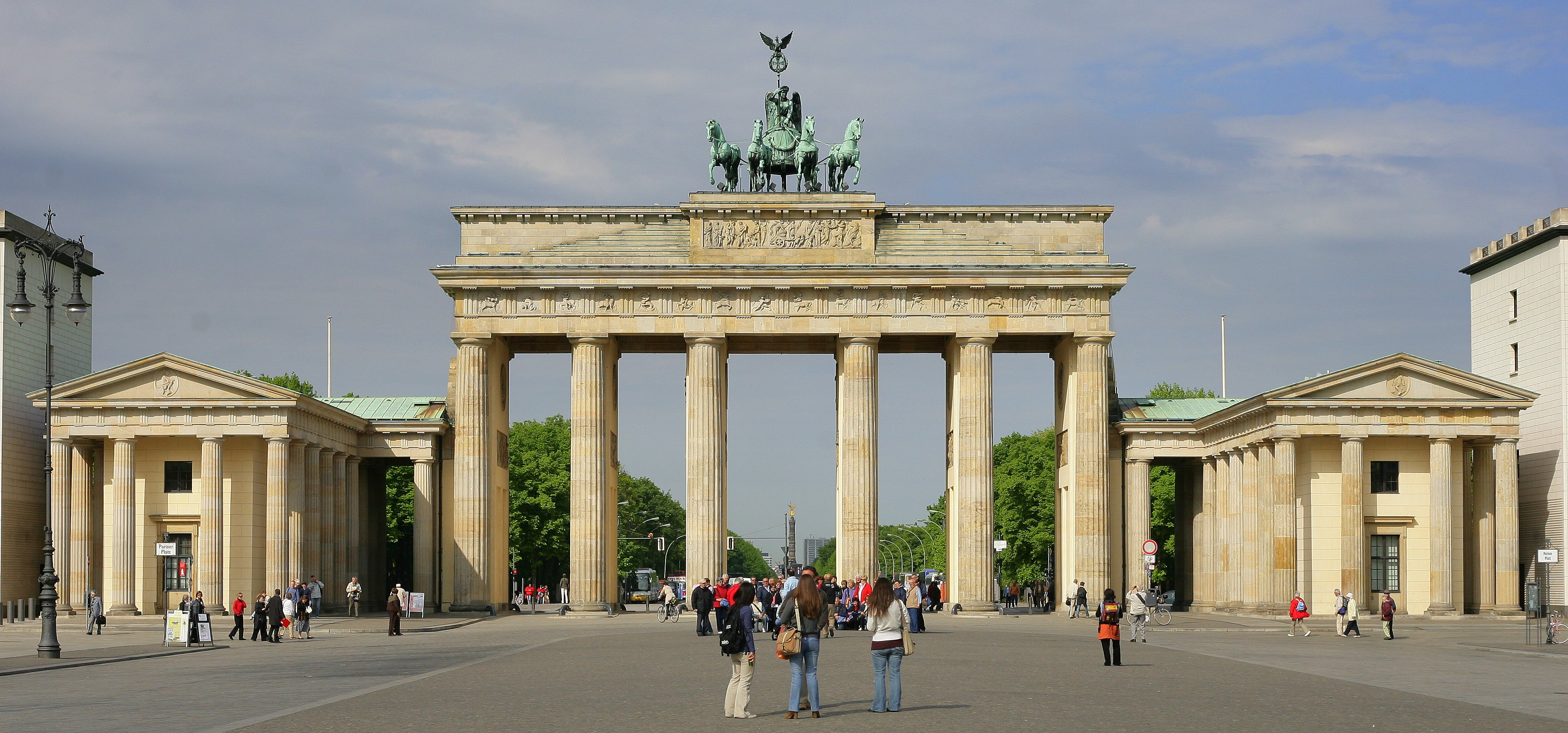
Das Brandenburger Tor in Berlin (durch C. G. Langhans 1789–93 erbaut)

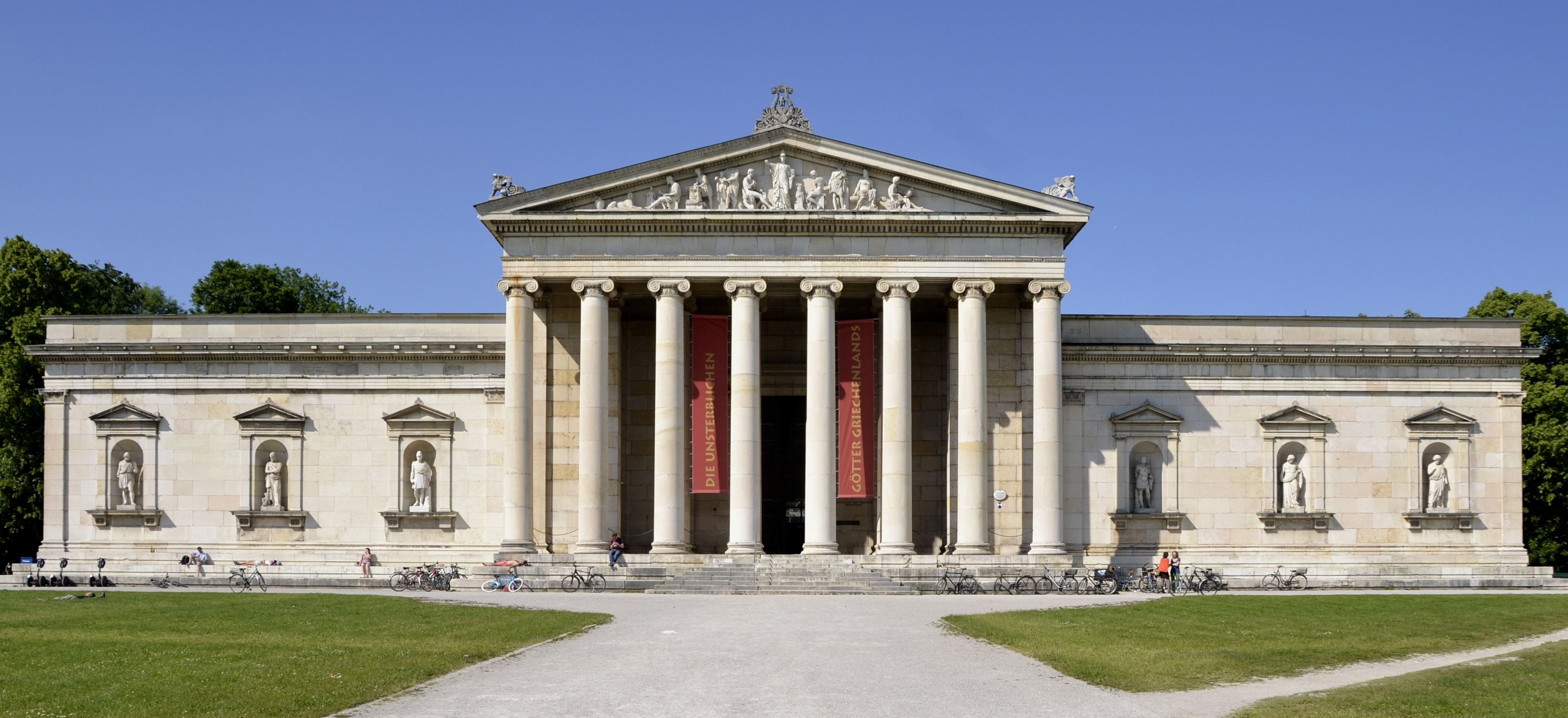
Die Glyptothek in München (durch Klenze 1816–30 erbaut)

Klassizismus bezeichnet als kunstgeschichtliche Epoche den Zeitraum etwa zwischen 1770 und 1840. Der Klassizismus löste den Barock bzw. das Rokoko ab. Zum Klassizismus gehören die Stile Louis-seize (1760–1790), Directoire (1795–1803), Empire (1803–1815), Regency (ca. 1810–1820) und Biedermeier (1815–1848). Die Epoche wurde in der Malerei, Literatur und (teilweise) Musik außerdem von der Romantik begleitet und in der Architektur vom Historismus abgelöst. Für die Musik der Epoche (bis in die 1820er Jahre) ist etwas abweichend der Begriff Klassik bzw. Wiener Klassik üblich.
Im Verhältnis zum Barock kann der Klassizismus als künstlerisches Gegenprogramm aufgefasst werden. Gegen Ende des 18. Jahrhunderts gelangte er nach einer ersten Phase der Koexistenz durch die anhaltenden Diskussionen über die ästhetischen Leitbilder des Barocks zur Vorherrschaft. Der Klassizismus in der Architektur basiert auf dem Formenkanon des griechischen Tempelbaus, lehnt sich teilweise aber auch an die italienische Frührenaissance an.
Über die Epochenbezeichnung hinaus wird der Begriff Klassizismus auch schon für solche Renaissancebauten verwendet, die sich mehr an der griechischen Antike als an der römischen Kaiserzeit orientieren. Ein Beispiel eines ausgesprochen klassizistischen Renaissancebaus in Deutschland ist die Fassade des Augsburger Rathauses.
Der Klassizismus hat sich von Europa aus global verbreitet und wird bis heute in Anlehnung an die klassizistische Epoche als sich universell einpassende und harmonische klassische Architektursprache verwendet.

## Begriff

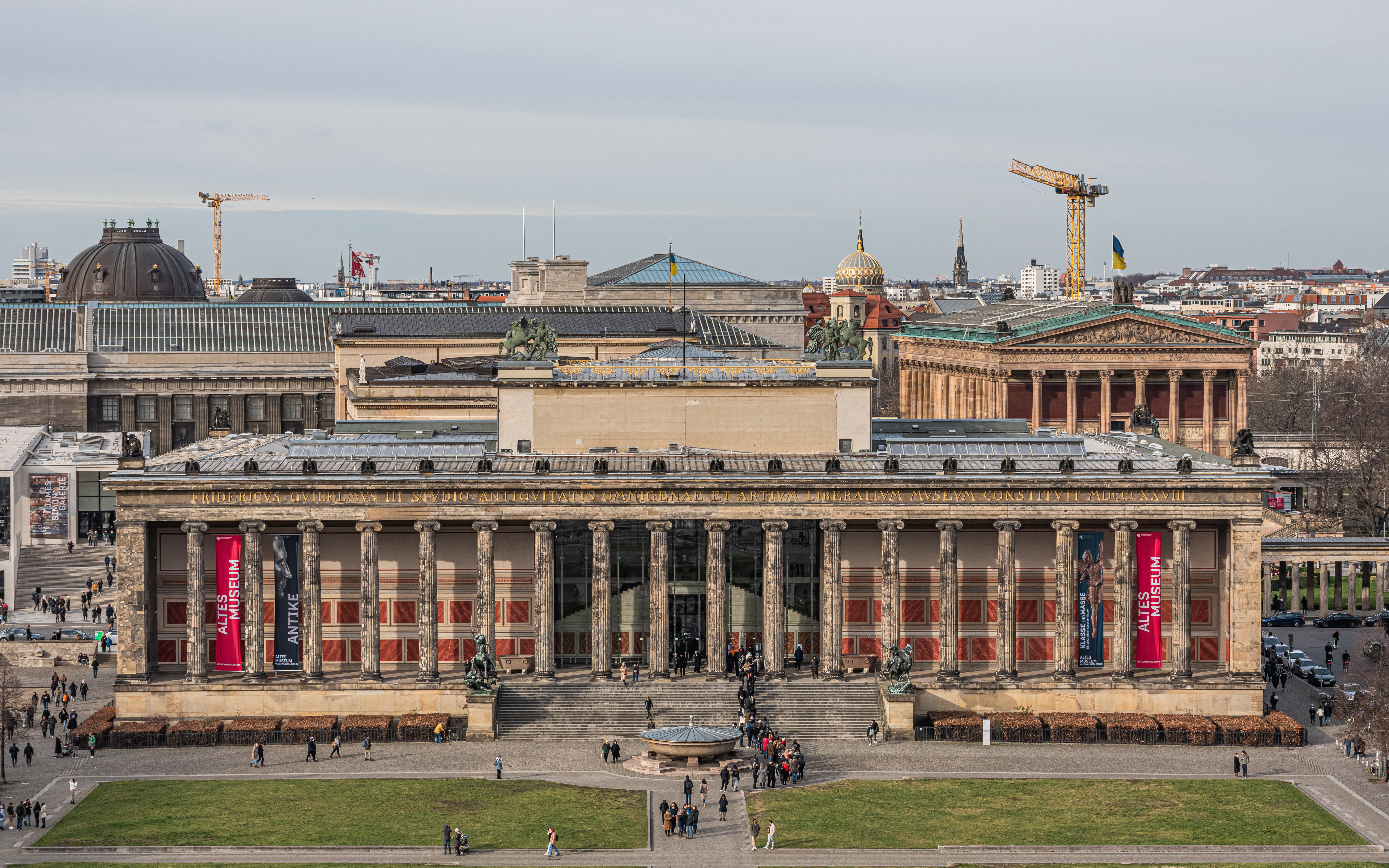
Altes Museum, Berlin (durch Schinkel 1825–30 erbaut)

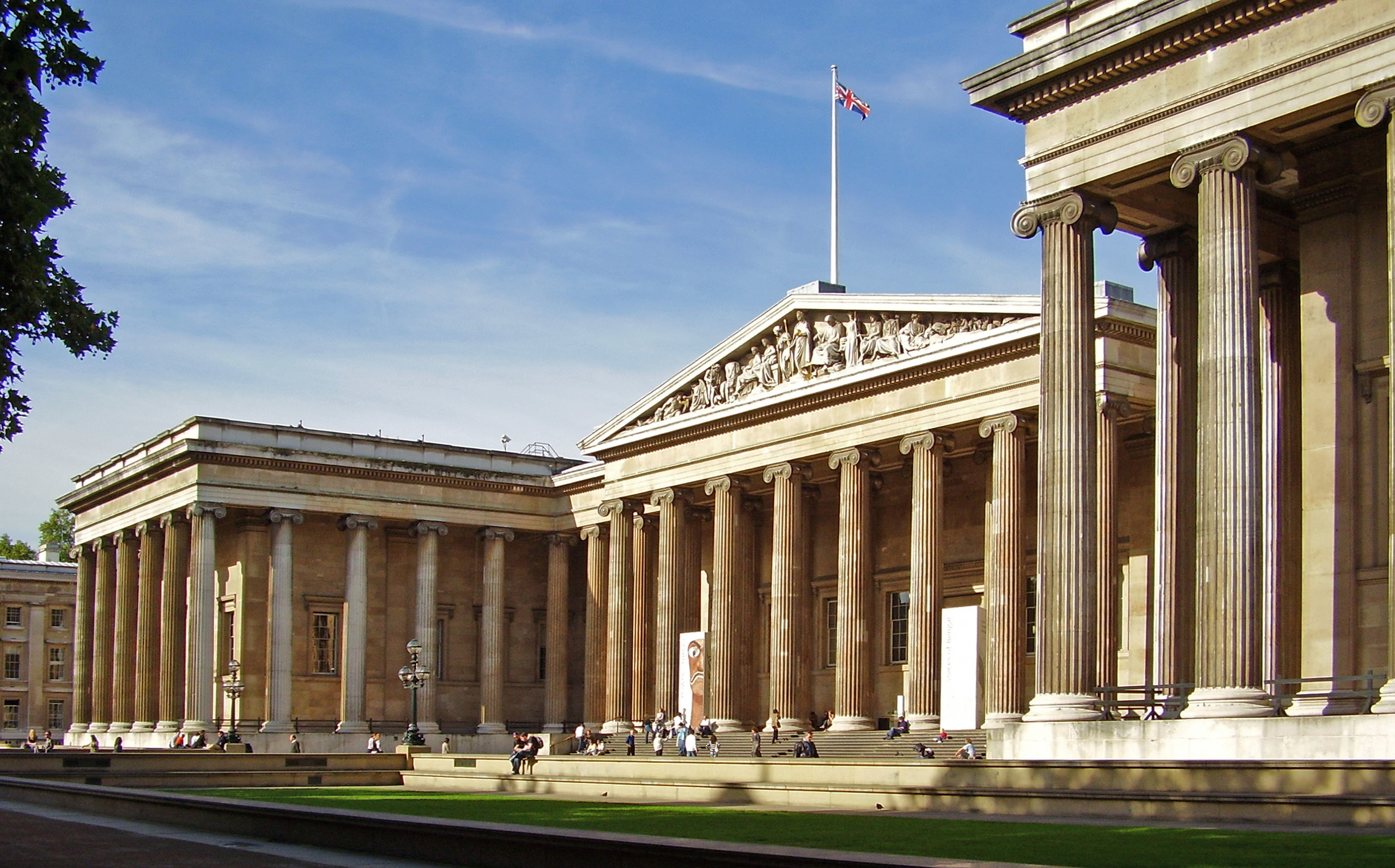
British Museum, London (durch Smirke 1825–50 erbaut)

Der Begriff Klassizismus wird verwendet im Sinn eines künstlerischen Rückgriffs auf antike griechische oder römische Vorbilder. Die Rezeption der Römischen Kunst in der europäischen Kunstgeschichte geht aber viel weiter zurück, von der handwerklichen Tradierung römischer Bautechniken in der Vorromanik über die Wiederaufnahme römischer Stilelemente durch die Romanik und erneut durch die Renaissance sowie den Klassizistischen Barock bis zum Frühklassizismus, der sich zeitlich mit spätem Rokoko und Louis-seize überlappte. Der britische Palladianismus nahm wiederum Renaissanceformen auf und zitierte damit antikisierende Zitate, beides in jeweils abgewandelter Form.
Der Klassizismus im weiteren Sinne trat bereits seit dem 17. Jahrhundert in den europäischen Künsten in verschiedenen Strömungen, Themenstellungen und unterschiedlichen regionalen Ausprägungen in Architektur, Malerei und Plastik in Erscheinung (siehe Classicisme). Die Forschungen Winckelmanns vermittelten ab Mitte des 18. Jahrhunderts zudem die antike Griechische Kunst in das europäische Stilbewusstsein und seine Ausgrabungen in Pompeji und Herculaneum lösten den Pompejanischen Stil aus, der durch die Wandmalereien von Pompeji inspiriert war.
Doch handelte es sich in all diesen Epochen nicht um stilistisch originalgetreue Kopien. Statuen wurden oft idealisiert oder leicht versüßt, Bauwerke römischer Architektur wurden weder bautechnisch noch stilistisch „eins zu eins“ kopiert, im Sinne etwa heutiger Rekonstruktionen antiker Bauwerke. Vielmehr übernahmen die klassizistischen Architekten zwar Konstruktionsmerkmale und Dekormotive von den antiken Vorbildern, wandelten sie aber durchaus ab – ähnlich wie einst die römische Kunst die griechische abgewandelt hatte. Schon der Römer Vitruv und seine Kollegen hatten zwar griechische Säulenordnungen übernommen, die Volumina der Baukörper aber durchaus verändert und etwa Baumerkmale der altitalischen etruskischen Tempel in die Konstruktion römischer Tempel übernommen, deren Dekor stilistisch jedoch an griechische Tempel angelehnt war. Außerdem führten sie ihre Bauwerke in jeweils aktueller römischer Bautechnik aus. So integrierte auch der Klassizismus zeitgenössische Technologien sowohl in die  Architektur als auch in das Design. Ebenso wie Neoromanik und Neugotik keine Kathedralen oder Burgen entstehen ließen, die man mit Originalen hätte verwechseln können, schufen auch die verschiedenen Phasen des Klassizismus eine neue Formensprache, die sich an die antiken Vorgaben nur anlehnte, sie aber meist nicht „originalgetreu“ kopierte, zumal sie die antiken Vorbilder oft idealisierte und zu „perfektionieren“ suchte.
Die lange Epoche der Gotik, die in Nordfrankreich um 1150 begonnen und durch die Kreuzzüge auch gewisse Einflüsse der Islamischen Kunst aufgenommen hatte (insbesondere den Spitzbogen), und bis weit ins 16. Jahrhundert andauerte, hatte ihre ganz eigene Formensprache entwickelt und sich von den antikisierenden Anlehnungen der Romanik weitestgehend abgelöst. Doch seit der Renaissance entstanden wieder klassizistische Unterströmungen, die auch in der Zeit des Barocks immer wirksam blieben. So bezeichnet man beispielsweise die Baukunst Andrea Palladios (1508–1580) und seiner Nachfolger, besonders im Englischen, als „Klassizismus“, während deren klassizistische Nachahmung des 18. und 19. Jahrhunderts „Palladianismus“ genannt wird.
In der Malerei des 17. Jahrhunderts, die vor allem auf die Antike und auf Raffael als Ideal zurückgriff, bezeichnet man als „Klassizismus“ eine bestimmte Strömung, zu denen als bedeutendste Vertreter Guido Reni, Domenichino, Albani, Claude Lorrain und Nicolas Poussin gehörten. Als „Klassizismus“ im weiteren Sinne benennt man oft auch die Kunst Frankreichs und Englands im 17. Jahrhundert, die auch auf andere Länder ausstrahlte, den sogenannten Klassizistischen Barock. Dieser ist der unmittelbare Vorläufer des „Klassizismus“ im engeren Sinne, also der Zeit von etwa 1780 bis 1840. Eine gewisse Begriffsverwirrung resultiert aus dem unterschiedlichen Sprachgebrauch: Im romanischen Sprachraum (Französisch, Italienisch, Spanisch, Portugiesisch) und im Englischen wird der hier behandelte Klassizismus (im deutschsprachigen Sinne) als „Neoklassizismus“ bezeichnet, während im deutschsprachigen Raum unter Neoklassizismus eine Strömung des Historismus im frühen 20. Jahrhundert verstanden wird. Dies führt bisweilen zu Verwechslungen. Auch die slawischen Sprachen oder das Ungarische verstehen unter „Klassizismus“ und „Neoklassizismus“ dieselben Stilepochen wie das Deutsche.

## Geschichtliche Entwicklung

### Klassizistischer Barock
Architektur und Malerei des Barock um 1700 hatten mit einem einheitlichen Stil aller Künste eine der glänzendsten Epochen der Kunstgeschichte hervorgebracht. Ganze Städte und Landschaften wurden in Kulissen verwandelt, Gebäude und ihre Ausstattung mit vergoldetem Stuck, prachtvollen Gemälden, kostbar eingelegten Möbeln, Marmorskulpturen, formalen Gärten sowie Theater, Oper und Musik sollten die Menschen beeindrucken, ja überwältigen. Herrscher und katholische Kirche stellten damit ihre Macht zur Schau und ließen sie glorifizieren. Die Gedanken des italienischen und französischen Barock wurden in Österreich, Böhmen und Süddeutschland am konsequentesten zu einem einheitlichen Stil verschmolzen. Doch blieb der eigentliche Barockstil im 17. Jahrhundert im Wesentlichen auf das katholische Europa beschränkt. Die protestantischen Länder konnten sich zwar dem Eindruck dieses alles durchdringenden Stils nicht entziehen, trotzdem übernahmen sie ihn nicht eigentlich. Der „klassizistische Barock“ verwendet zwar manche Formen und Effekte des Barock, hält sich aber zugleich an Vorbilder der Antike und der italienischen Renaissance und wirkt insgesamt rationaler als die ornamental-bewegte, gefühlsbetonte und dramatischere Variante des südeuropäischen Barock. So unterscheidet sich etwa Christopher Wrens Fassade von St Paul’s Cathedral in London (von 1675) erheblich von Borrominis geschwungenem römischen Barock.
Die Epoche umfasst das gesamte 17. und den Beginn des 18. Jahrhunderts bis etwa 1750. Klassizistische Erscheinungsformen ab etwa 1750 gehören bereits der Epoche des eigentlichen Klassizismus an (siehe unten). Dabei gab es jedoch Übergangsformen und Mischungen mit dem vorhergehenden Spätbarock oder Rokoko, denn auch dieses hatte den schweren barocken Glanz von Versailles zugunsten intimerer und delikaterer Wirkungen aufgegeben. Die Rokokoarchitektur erreichte ihren Höhepunkt in kleineren Lustschlössern und Kirchen, die Malerei in der anmutigen Galanterie eines Watteau. Künstler wie Vermeer oder Chardin schenkten dem alltäglichen Dasein schlichter Bürger wieder Aufmerksamkeit, wie einst Bruegel. Das Zeitalter der Vernunft machte gerade in England nicht den Palast, sondern den wohnlichen Landsitz zum Ideal. Der formale Barockgarten wich dem sorgfältig komponierten, aber natürlicher wirkenden Englischen Landschaftsgarten, dessen Ideal die Landschaftsbilder von Claude Lorrain waren. Als höchste Autorität in der Baukunst galt besonders in England Andrea Palladio, der sich wiederum an antike Vorbilder gehalten hatte. Die Malerei orientierte sich am poetischen Erfindungsgeist großer Renaissancemeister wie Raffael oder Tizian. Die Gemälde eines William Hogarth, Joshua Reynolds oder Thomas Gainsborough wollen nicht überwältigen, sondern wirken vergleichsweise frisch und natürlich.

### Frühklassizismus

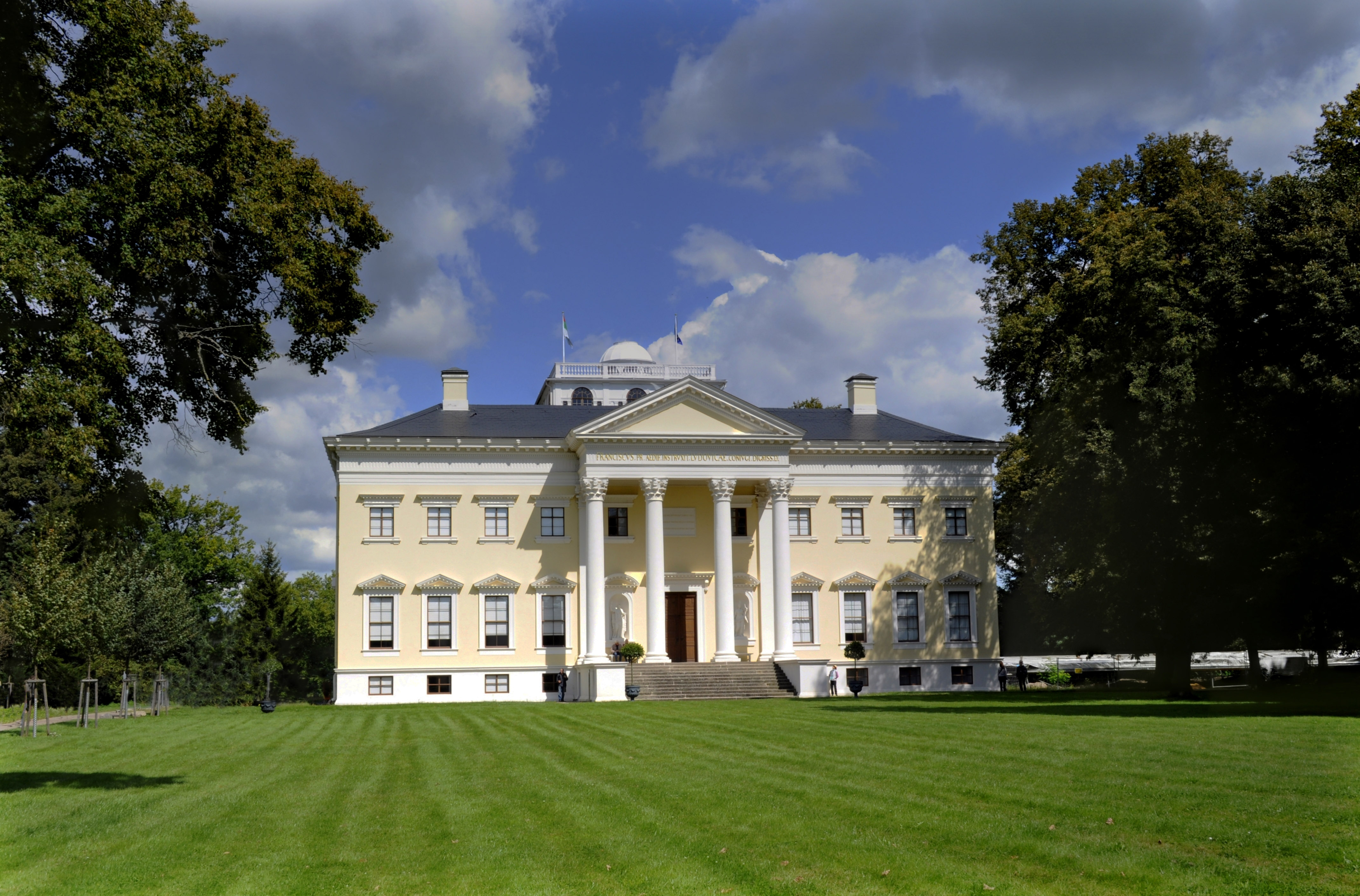
Schloss Wörlitz (ab 1769 erbaut von Erdmannsdorff)

Im 18. Jahrhundert galt der neue Stil als Gegenmodell zur Kunst des Barocks mit einer läuternden Vereinfachung der Formen. Gegenüber dem vorangegangenen Rokoko zeichnet sich der Klassizismus durch eine Rückkehr zu geradlinigen, schlichteren, klaren Formen und einer stärkeren Anlehnung an klassisch-antike Vorbilder, aber nicht selten auch durch eine gewisse rationale Kühle, aus.

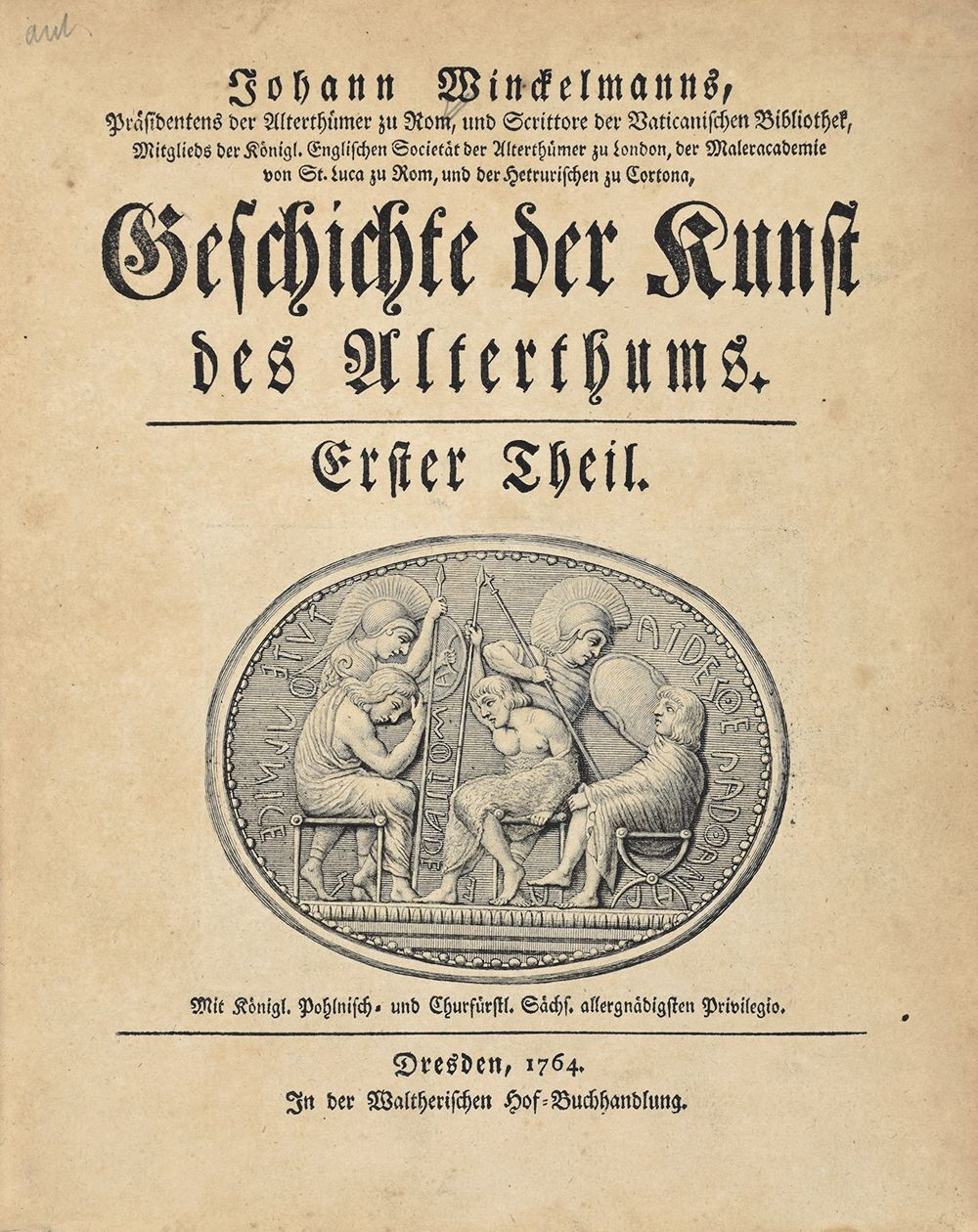
Geschichte der Kunst des Alterthums (1764)

Ausgelöst wurde der eigentliche Klassizismus insbesondere durch die archäologischen Ausgrabungen in Pompeji und Herculaneum und die darüber zirkulierenden Veröffentlichungen und Kupferstiche. Als geistiger Begründer im deutschsprachigen Raum gilt Johann Joachim Winckelmann (1717–1768), der in Rom für Kardinal Alessandro Albani wirkte und 1763 zum Aufseher der Altertümer im Kirchenstaat sowie zum Scrittore an der Bibliotheca Vaticana aufstieg. Schon in der Renaissance hatten die Gebildeten sich mit antiken Themen beschäftigt, insbesondere der Religion des antiken Griechenland, der auf ihr basierenden Römischen Religion, mit Griechischer und Lateinischer Literatur, etwa der Bukolischen Dichtung oder Ovid. Malerei, Bildhauerei und die Literatur des Renaissance-Humanismus hatten all diese antiken Mythen und Allegorien aufgenommen.
Winckelmanns Schriften, darunter viele über die antike Baukunst, allen voran aber seine monumentale Geschichte der Kunst des Alterthums, lösten im deutschsprachigen Raum eine erneute Begeisterung für die Antike aus – und die Besichtigung ihrer Überreste zog die Geistesgrößen der klassizistischen Epoche fast magisch nach Italien. Winckelmann aber lenkte den Blick von der Römischen Kunst, die ihn seit der Renaissance, ja seit der Karolingischen Renaissance, auf sich gezogen hatte – da die erhaltenen Beispiele nicht nur in Italien, sondern beinah überall in Westeuropa noch sichtbar waren – auf die fast unbekannte Griechische Kunst, der er ein Großteil der besten römischen Skulpturen zuschrieb. Nach Italien führte der Weg nun nicht länger nur Geistliche und Gläubige als Rompilger, Aristokraten auf Grand Tour oder Handwerker, Baumeister und Künstler, wie einst Albrecht Dürer, sondern nun fuhren – bei allen widrigen Reiseumständen – auch Schriftsteller und Bildungsbürger nach Italien, wie Goethe, dessen faszinierend beschriebene Italienische Reise fast eineinhalb Jahre (von September 1786 bis Mai 1788) währte und der sich intensiv mit bildender Kunst nicht nur beschäftigte, sondern sich in ihrer Ausübung (Zeichnen, Tuschen, Gipsformen) schulen ließ. Er reiste bis nach Sizilien, um dort Griechische Tempel zu besichtigen. Die kunstsinnigen Rompilger hatten den Reiseführer Volkmann in der Tasche, aber gelesen und im Sinn hatten sie zumeist Winckelmanns Werk. Wie ein Reformator der Kunst predigte er ihnen:

„Der einzige Weg für uns, groß, ja, wenn es möglich ist, unnachahmlich zu werden, ist die Nachahmung der Alten.“

„Das allgemeine vorzügliche Kennzeichen der griechischen Meisterstücke ist endlich eine edle Einfalt, und eine stille Größe, sowohl in der Stellung als im Ausdrucke. So wie die Tiefe des Meers allezeit ruhig bleibt, die Oberfläche mag noch so wüten, ebenso zeiget der Ausdruck in den Figuren der Griechen bei allen Leidenschaften eine große und gesetzte Seele.“

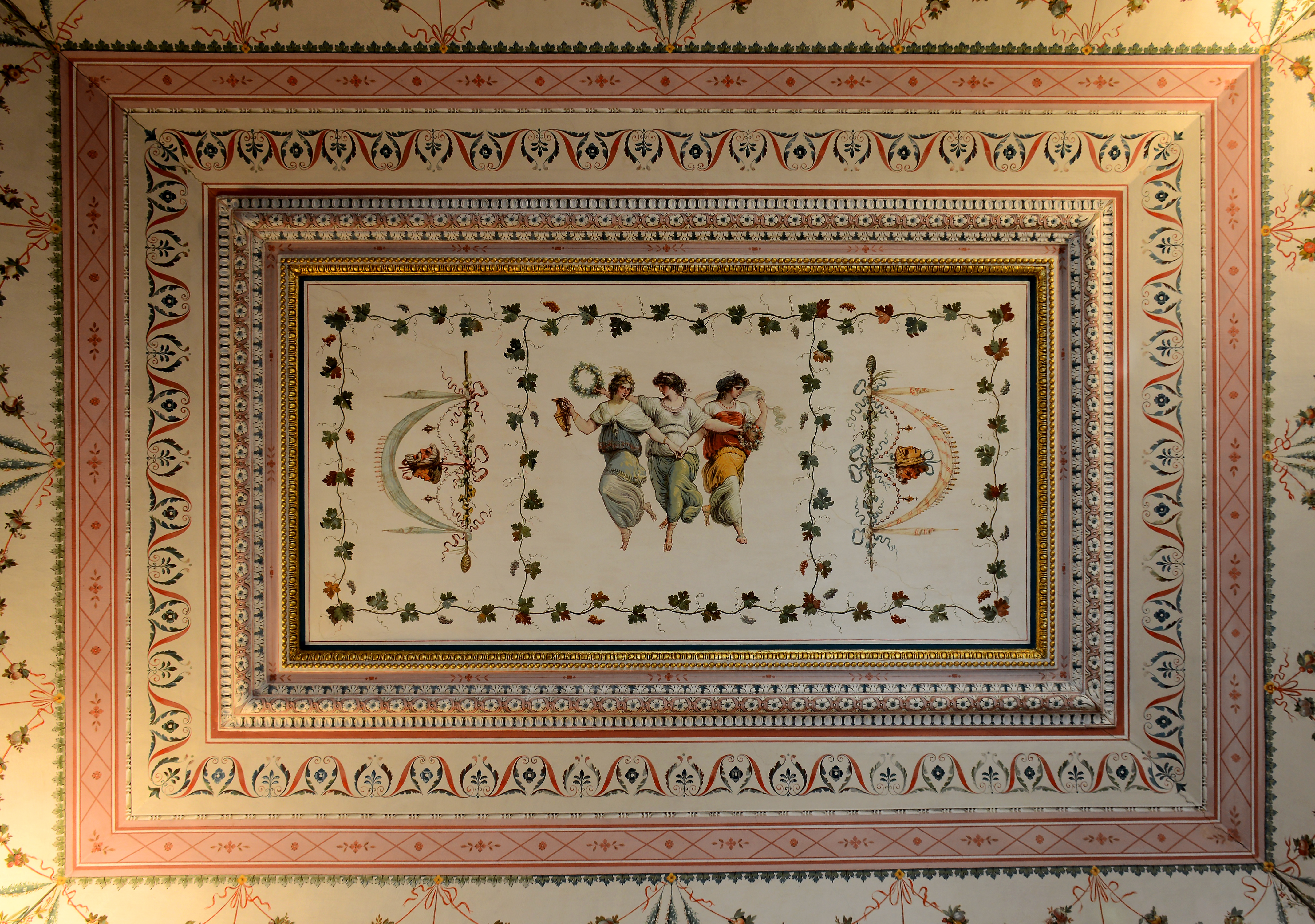
Deckendekor „Tanz der Bacchen“ in der Galleria Borghese, Rom. Die tanzenden Figuren und andere Elemente sind von antiken Wandmalereien beeinflusst und wurden ein beliebtes Motiv der klassizistischen Dekoration

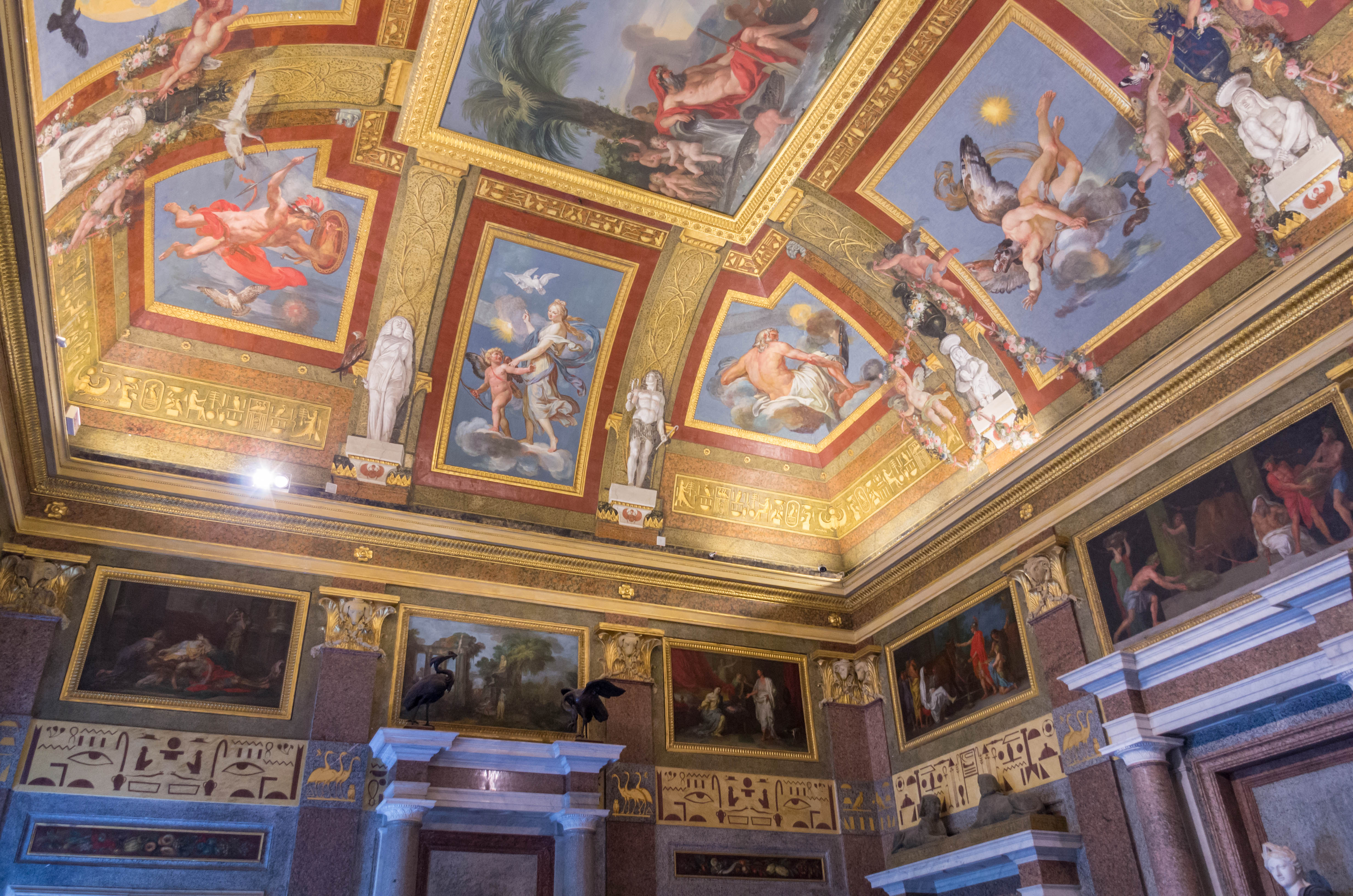
Ägyptischer Dekor in der Galleria Borghese, Rom

In Italien wurde allein durch die räumliche Nähe zu den antiken Stätten insbesondere in der Innendekoration Bedeutendes geschaffen. So ließ Kardinal Albani ab ca. 1750 seine gleichnamige Villa in Rom im klassizistischen Sinne gestalten, unter Beteiligung von Carlo Marchionni, Winckelmann, Anton Raphael Mengs, Paolo Anesi und dem Bildhauer Bertel Thorvaldsen. Typisch war dabei die ausgiebige Verwendung von Marmor und u. a. die Einbeziehung von ganzen Antikensammlungen mit Büsten, Statuen, Reliefs und sogar Mosaiken, die als Dekoration in den Baukörper integriert wurden (was allerdings seit der Renaissance eine römische Tradition war). Ein ähnliches und noch berühmteres Beispiel dafür ist die Umgestaltung der Villa Borghese unter Marcantonio IV. Borghese (1730–1800) im letzten Drittel des 18. Jahrhunderts, an der zahlreiche Künstler beteiligt waren, u. a. der Architekt Antonio Asprucci, Domenico Corvi, Mariano Rossi, Giuseppe Cades, Felice Giani, Anton von Maron, Gavin Hamilton, Vincenzo Camuccini und Luigi Valadier. In der Dekoration wurden dabei auch Elemente der antiken Wandmalereien in Pompeji und andernorts verwendet, sowie Grotesken im pompejanischen Stil und alt-ägyptische Elemente (Sphingen, Ibisse, Hieroglyphen u. ä.; siehe Abbildung).

In einer weniger direkten Weise mit dem antiken Vorbild verbunden sind die Bauten von Luigi Vanvitelli, u. a. der Neubau der Kirche Santissima Annunziata Maggiore in Neapel (ab 1757), und der monumentale Königspalast von Caserta, dessen Innendekoration sich noch bis in den Empire und Spätklassizismus hinzog, und von seinem Sohn Carlo weitergeführt wurde. Ein bedeutendes Hauptwerk von Carlo Vanvitelli ist die klassizistische Umgestaltung der Kirche Santissima Trinità dei Pellegrini in Neapel.

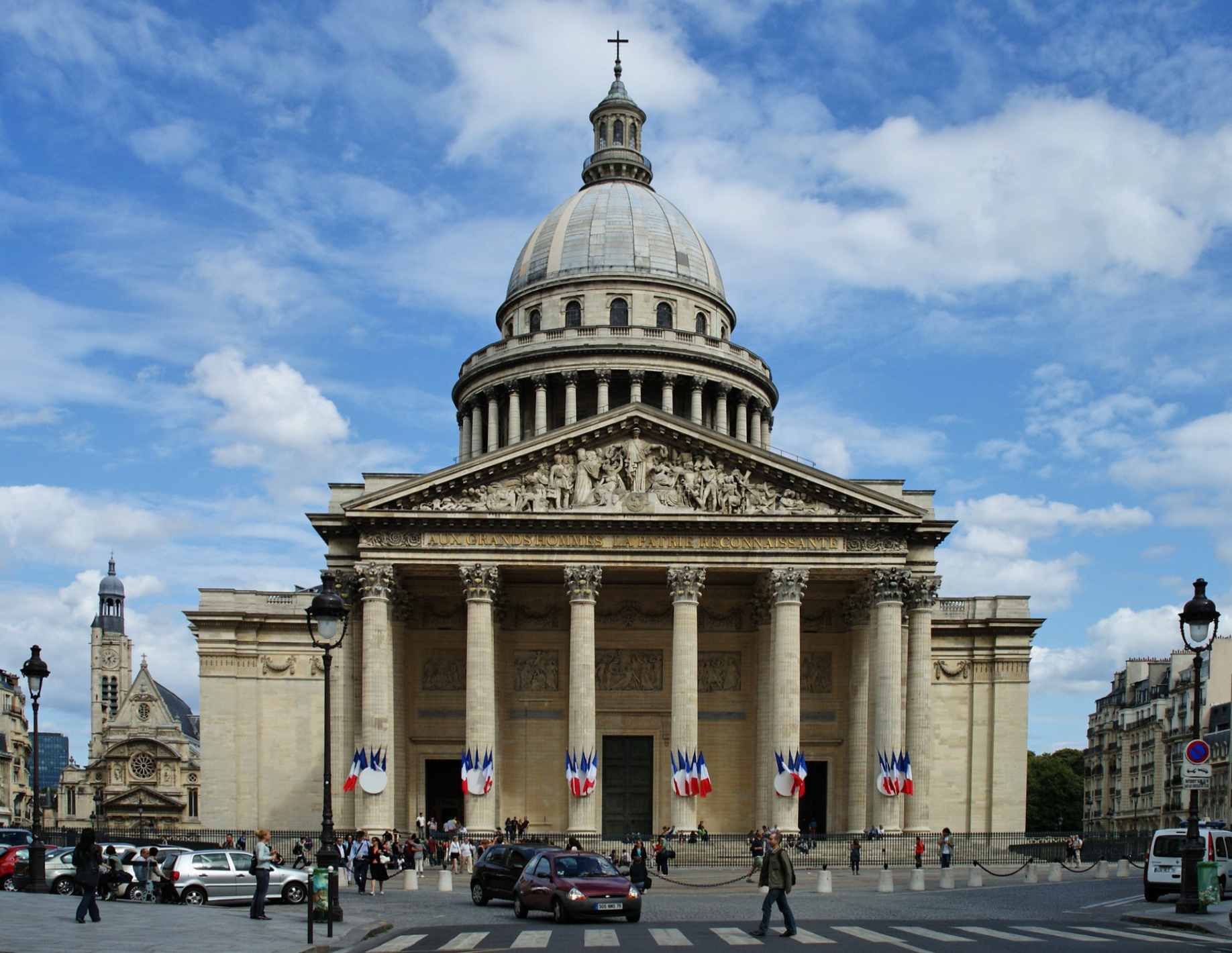
Das Panthéon in Paris

In Frankreich beginnt die Epoche, die dort als néo-classicisme bezeichnet wird, bereits in der Regierungszeit Ludwigs XV. Während einer Übergangszeit von etwa 1750 bis 1760, die als style transition bezeichnet wird, finden sowohl Elemente des Rokoko, des goût pittoresque als auch klassische Formen Verwendung. Der Frühklassizismus wird in Frankreich auch als goût grec bezeichnet und geht nach 1770 in den goût étrusque des Louis-seize aus der Regierungszeit Ludwigs XVI. über. Einen wichtigen Einfluss übte die von Jacques-François Blondel 1743 gegründete Architekturakademie aus, die die griechische Antike zum Ideal erhob. Einer der ersten Bauten im neuen Stil war die Kirche Sainte-Geneviève (das heutige Panthéon) in Paris, die nach Plänen Germain Soufflots zwischen 1764 und 1790 entstand und später u. a. zum Vorbild für das Kapitol in Washington wurde. Der vielleicht bekannteste französische Architekt des frühen französischen néoclassicisme ist Jacques Louis Gabriel, der in Paris die Place de la Concorde entwarf, ab 1761 das Petit Trianon erbaute und auch mit der Erneuerung der Stadtfassade von Schloss Versailles betraut wurde, von der jedoch nur der rechte Gabriel-Flügel errichtet wurde (im 19. Jahrhundert aus symmetrischen Gründen links der identische „Flügel Defour“).

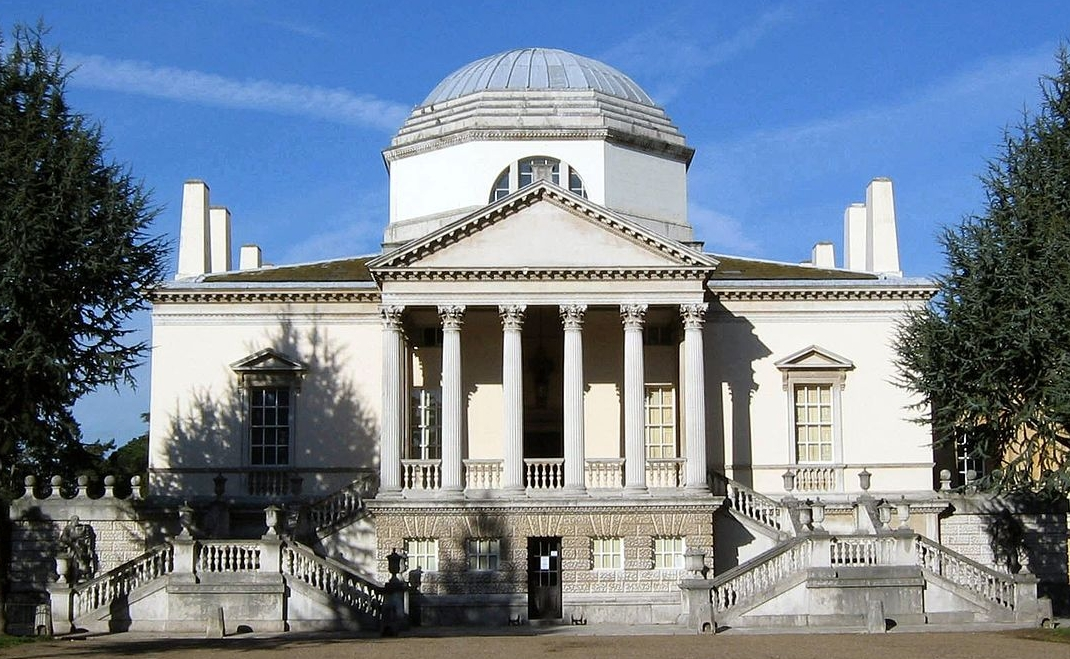
Chiswick House (ab 1715)

In Großbritannien gab es bereits eine durchgehend klassizistische Tradition mit Hauptwerken des Klassizistischen Barock, wie Christopher Wrens Neubau der St Paul’s Cathedral ab 1675. Der Schriftsteller Alexander Pope (1688–1744) übersetzte klassische Autoren wie Horaz, Vergil und Homer und wählte sie als literarische Vorbilder. Eine längere Tradition hatte auch bereits der Palladianismus, den schon Anfang des 17. Jahrhunderts Inigo Jones anhand der verbreiteten Kupferstiche von Andrea Palladios Renaissance-Villen eingeführt hatte und auf den sich nun – in der Blüte der Barockzeit – viele englische Architekten zurückbesannen. Das ideale Bauwerk war für sie nicht der Barockpalast im Stil von Versailles, sondern das ländliche Herrenhaus oder das Stadtpalais. Die klare, an der Antike geschulte Formensprache Palladios gewann vor allem in der angelsächsischen Welt Vorrang gegenüber dem französischen oder italienischen Spätbarock und dem vor allem mitteleuropäischen Rokoko. Als erste veritable Kopie eines Palladio-Baues entstand um 1720 Chiswick House, eine freie Nachempfindung der Villa Rotonda in Vicenza, die Palladio um 1566 erbaut hatte und die ein Italienreisender, Lord Burlington, sich 1720–30 von William Kent nachbauen ließ. Die Angelsachsen nennen diese Palladio nachempfundenen oder von ihm oder antiken Vorgaben inspirierten Bauten bereits „Neo“-Klassizismus. Dieser wurde bald noch angereichert durch Rückgriffe auf antike griechische Baudenkmäler und gegen Ende des 18. Jahrhunderts durch den Pompejanischen Stil. Die erste frühklassizistische Phase fällt noch unter den Begriff des Late Georgian. Vertreter des englischen Klassizismus waren auch William Chambers und John Soane. Mit William Thornton und Benjamin Latrobe gewannen britischstämmige frühklassizistische Architekten auch in den USA großen Einfluss und prägten emblematische Bauten wie das United States Capitol und das Weiße Haus. Die bedeutendsten Vertreter des englischen Frühklassizismus waren die Brüder Robert Adam und James Adam, die einen eigenen Adam Style kreierten, der aufgrund von Publikationen auch international einen gewissen Einfluss ausübte, besonders in der Innendekoration. Dabei vermischten sich klassizistisch antikisierende Motive teilweise auch mit solchen der beiden damals beliebten „irregulären“ Stile, der Chinoiserie und der Neugotik, die Horace Walpole um 1747 für seinen Landsitz Strawberry Hill „erfunden“ hatte. Der „Adamstil“, ebenso wie die Möbel von Thomas Chippendale, kombinierte teilweise auch Motive von Rokoko, Chinoiserie, Neugotik und Klassizismus (siehe: Chinoiserien in Großbritannien).

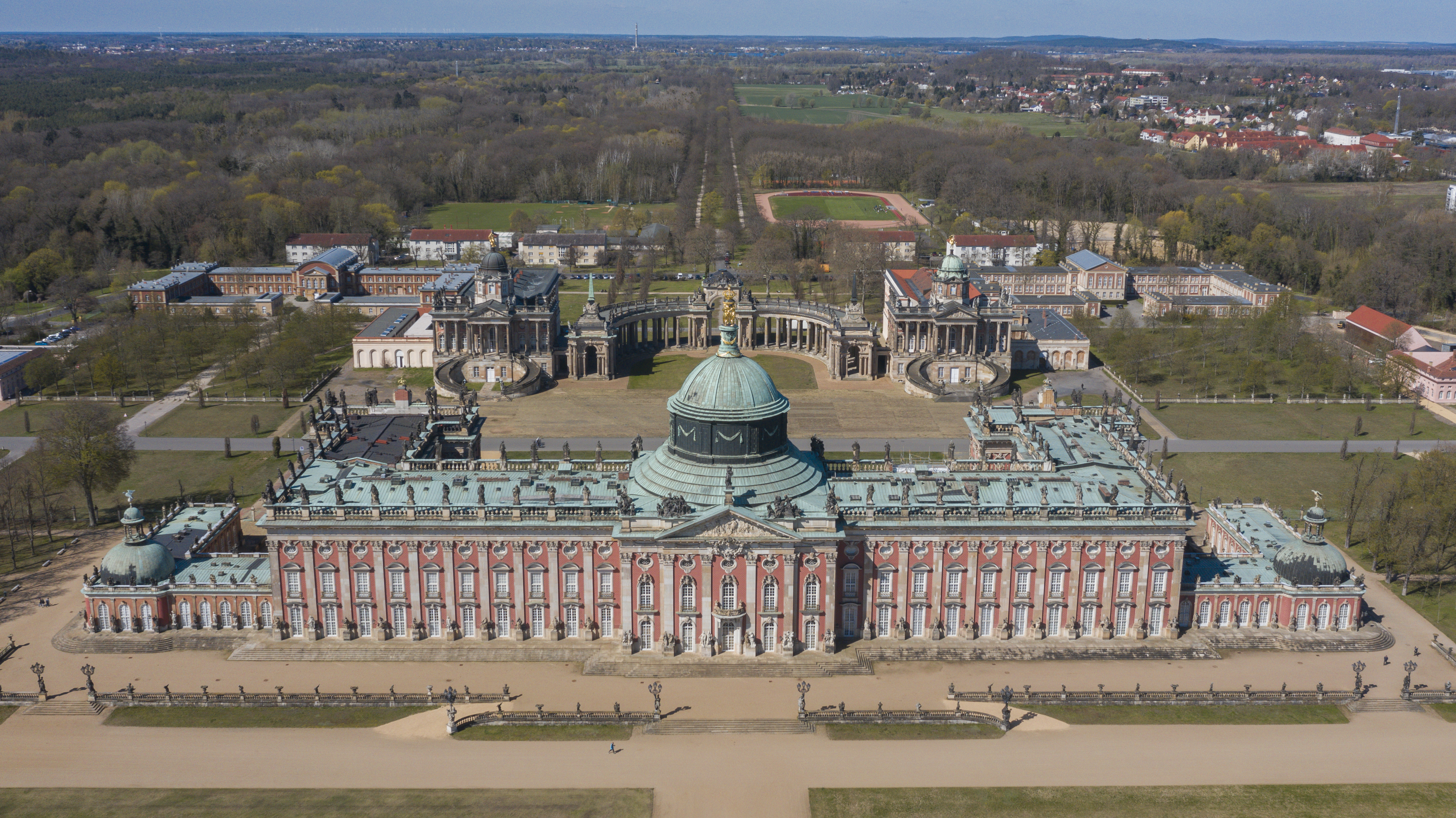
Das Potsdamer Neue Palais mit den dahinterliegenden Communs (1763–69)

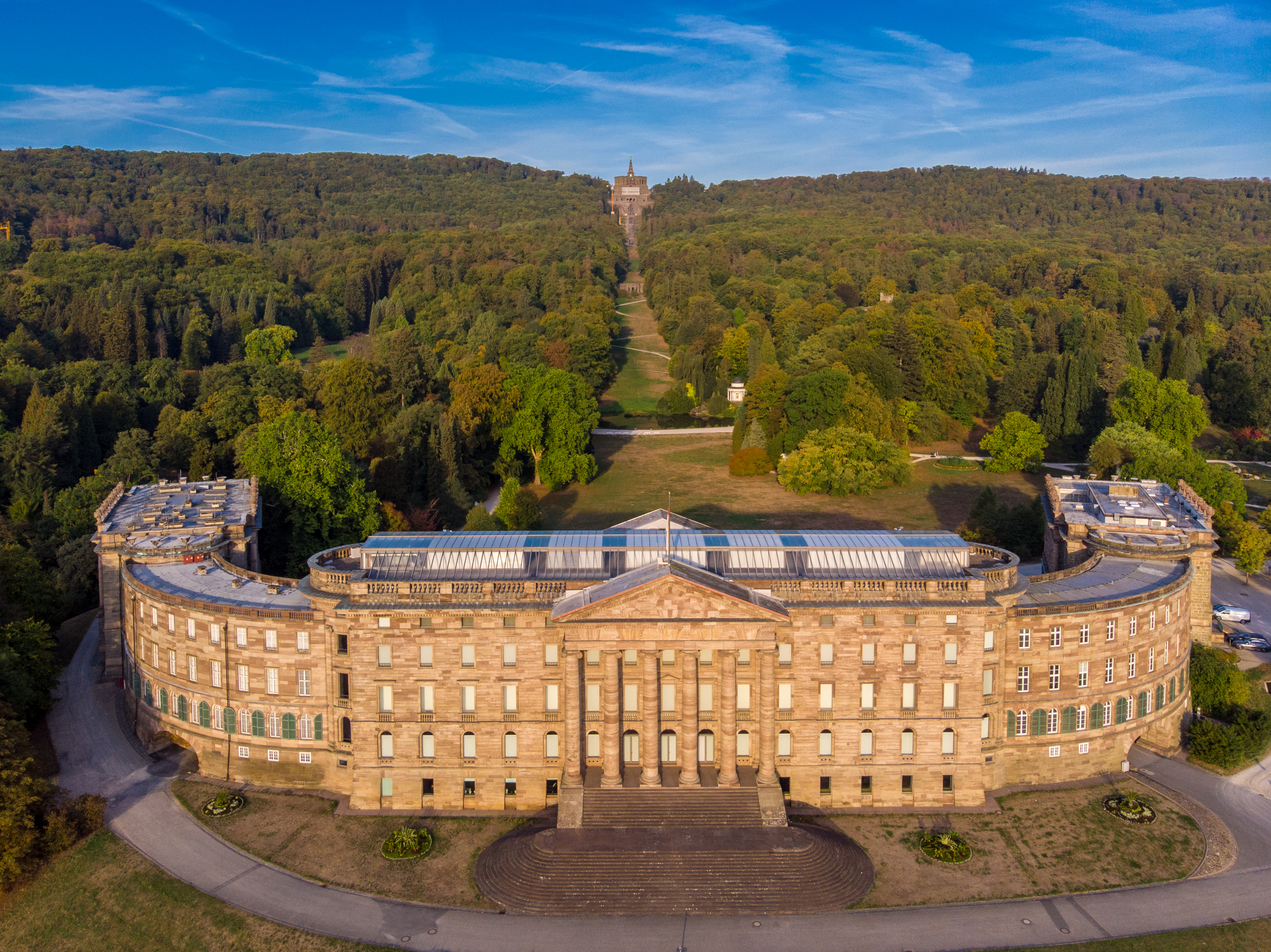
Schloss Wilhelmshöhe, Kassel

In der älteren deutschen Kunstgeschichte wird der Übergang von spätbarocken Formen zum Klassizismus bisweilen als Zopfstil bezeichnet. Benannt ist er nach dem Zopf, in dem die barocke Blumengirlande zu einem dünnen Band reduziert wird. Als eines der ersten klassizistisch beeinflussten Barockbauwerke in Deutschland entstand bereits 1741–1743 in Berlin die Hofoper Unter den Linden, deren Inneres der Architekt Georg Wenzeslaus von Knobelsdorff allerdings im Rokokostil ausstattete, ebenso wie er zeitgleich das Rokoko-Lustschloss Sanssouci erbaute. Ebenfalls für Friedrich den Großen, aber zwanzig Jahre später, wurde das Neue Palais in Potsdam 1763–1769 erbaut, das in der Gesamtproportion nochmals dem hochbarocken Palastkonzept folgte, während das Rokoko längst die kleinere Form des Lustschlosses bevorzugte. Auf Wunsch des Königs sollte der Fest- und Gästebau eine Fassade im palladianischen Stil nach dem Vorbild von Castle Howard und Blenheim Palace erhalten. Auch die dem Schloss als Point de vue gegenüberliegenden Communs wirken wie aus einem Lehrbuch des Palladianismus. Im Inneren weist das Neue Palais eine Mischung von Rokoko- und frühklassizistischen Dekorationen auf; es waren mehrere Architekten an dem Bau beteiligt, darunter Carl von Gontard. Auch die von Friedrich dem Großen initiierten Bauten der Berliner St.-Hedwigs-Kathedrale und der Türme des Deutschen und des Französischen Doms gehören zum Klassizistischen Barock im Übergang zum Klassizismus.
Fast zeitgleich (ab 1769) entstand allerdings mit dem Schloss Wörlitz ein erster rein klassizistischer Schlossbau nach neuesten englischen Vorbildern nicht nur des Palladianismus, sondern des von Colen Campbell begründeten Georgianischen Stils, entworfen von Friedrich Wilhelm von Erdmannsdorff und ergänzt um einen englischen Landschaftsgarten im Stil von William Kent und Lancelot Brown, der seinerzeit als königlicher Gärtner in Hampton Court Palace wirkte. In Preußen setzte sich der neue Stil aber erst nach dem Tod des Alten Fritz (1786) in reiner Form durch; das Brandenburger Tor (1789–1793) von Carl Gotthard Langhans, der seinen Winckelmann gelesen hatte, folgte erstmals Vorbildern der antiken Griechischen Architektur. Mit dem Potsdamer Marmorpalais für den neuen König Friedrich Wilhelm II. interpretierten die Hofarchitekten Gontard, Langhans und Michael Philipp Boumann die Kleinform des Lustschlosses 1787–93 erstmals pur klassizistisch. Auch Häuser kulturbewusster Bürger wurden klassizistisch (um)gestaltet, etwa ab 1792 Goethes Weimarer Haus am Frauenplan.
Bedeutende frühklassizistische Schlossanlagen sind auch Schloss Ludwigslust bei Schwerin (Mecklenburg) und das durch Simon Louis du Rhy erbaute Schloss Wilhelmshöhe (1786–1798) in Kassel (Hessen), dessen Inneneinrichtung im Großen und Ganzen bereits dem nachfolgenden Empirestil angehört. Zu du Rhys Hauptwerken gehört auch das Kasseler Fridericianum (1769–1779), das erste öffentliche Museumsgebäude in Europa.
In Stuttgart und Umgebung gab es ab etwa 1770 ebenfalls eine Blüte des klassizistischen Stils in der Ausprägung des sogenannten schwäbischen Klassizismus, zu dem u. a. die Maler Friedrich Heinrich Füger, Eberhard Wächter und Alexander Bruckmann gezählt werden.
In Österreich, Böhmen und Ungarn fällt der Frühklassizismus mit der Regierungszeit Josephs II. zusammen, der viele Reformen im Sinne der Aufklärung durchführte (siehe Josephinismus) und dabei auch neue Bauaufgaben initiierte: Krankenhäuser, öffentliche Schulen und Parks, Kirchen für neue Pfarrsprengel. Hierbei wirkte vor allem der Architekt Isidore Canevale.
Einen ungewöhnlich hohen klassizistischen Baubestand aus der zweiten Hälfte des 18. und dem frühen 19. Jahrhundert gibt es in Portugal, besonders in Lissabon (und Umgebung), das in dem verheerenden Erdbeben von 1755 fast völlig zerstört, und danach in den neuen Stilformen und mit einem schachbrettartigen Grundriss in der Innenstadt (der sogenannten Baixa) unter dem Marquês de Pombal wiederaufgebaut wurde. Zu den bedeutendsten Bauten gehören das Teatro São Carlos, das Ensemble um die Praça do Comércio und das erst in den 1840ern errichtete Teatro Dona Maria II.
Auch in Russland entstanden zahlreiche Bauten im Stil des Klassizismus, besonders in und um Sankt Petersburg. Einer der bedeutendsten Architekten war der Schotte Charles Cameron, der u. a. die Residenz Pawlowsk erbaute.

Innenräume des frühen Klassizismus
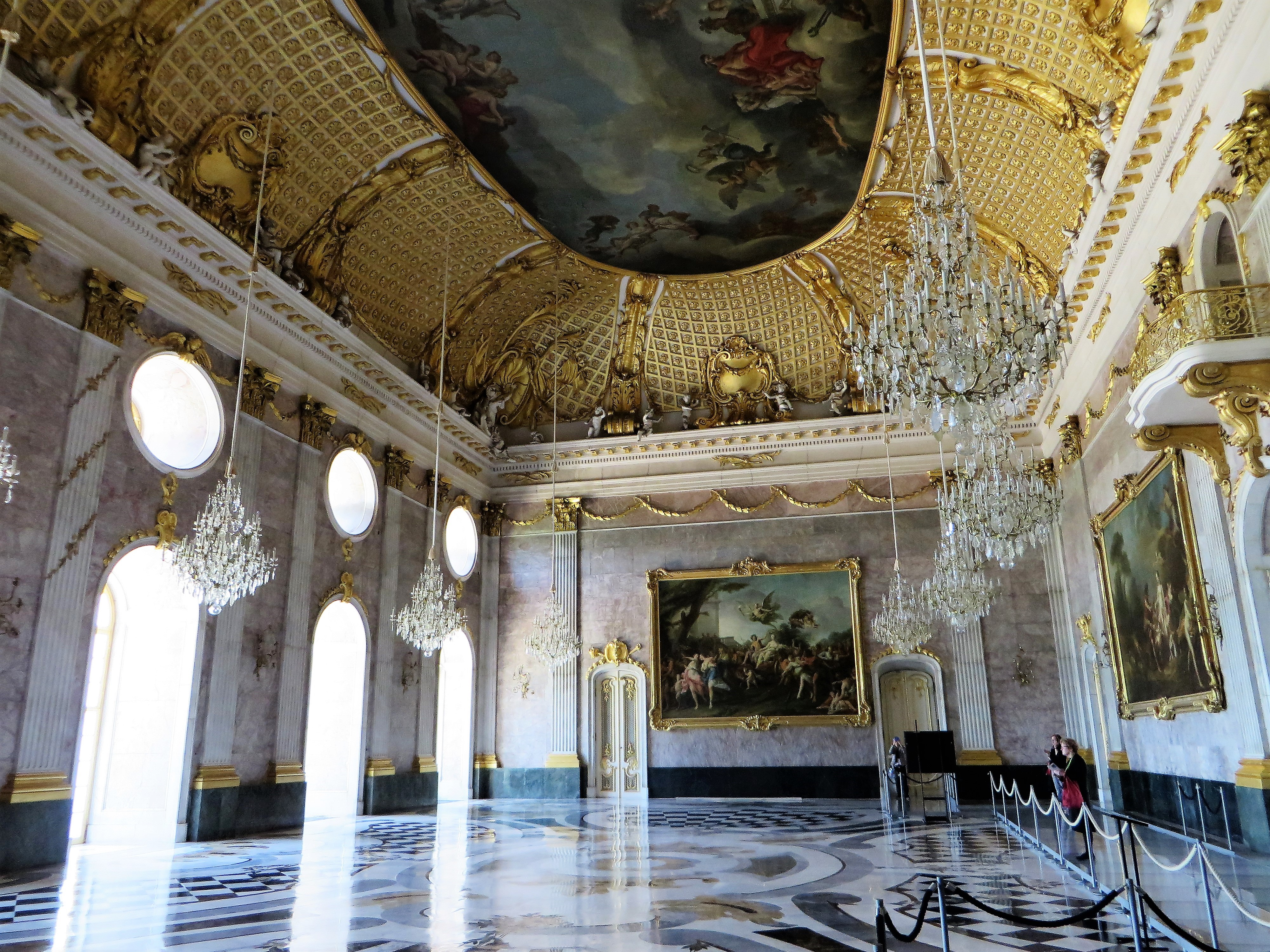
Marmorsaal, Neues Palais, Potsdam. (Deckengemälde: Charles-Amédée-Philippe van Loo, 1769)
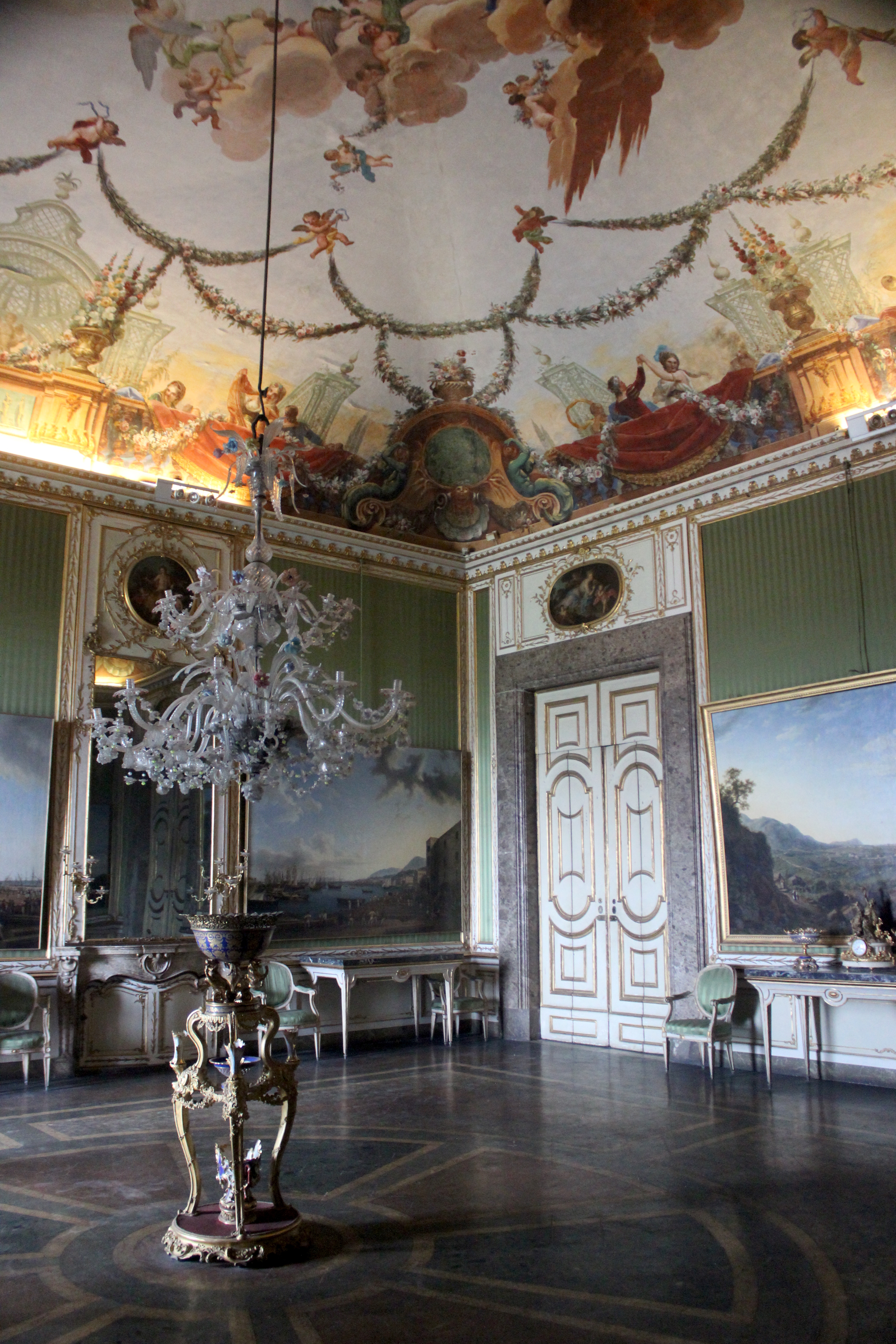
Salon des Frühlings im Palast von Caserta bei Neapel
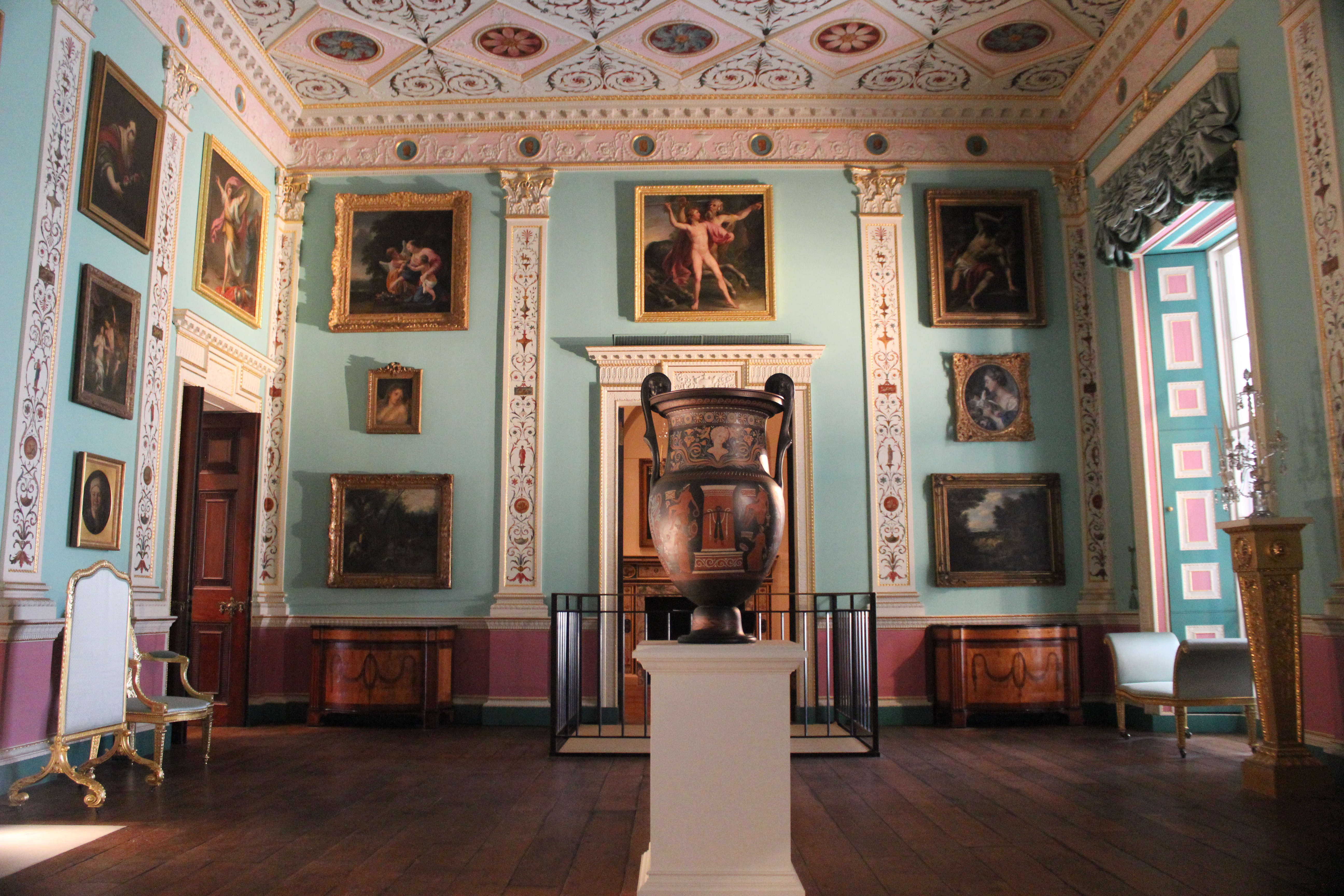
Interieur aus Lansdowne House von Robert Adam, heute im Philadelphia Museum of Art.
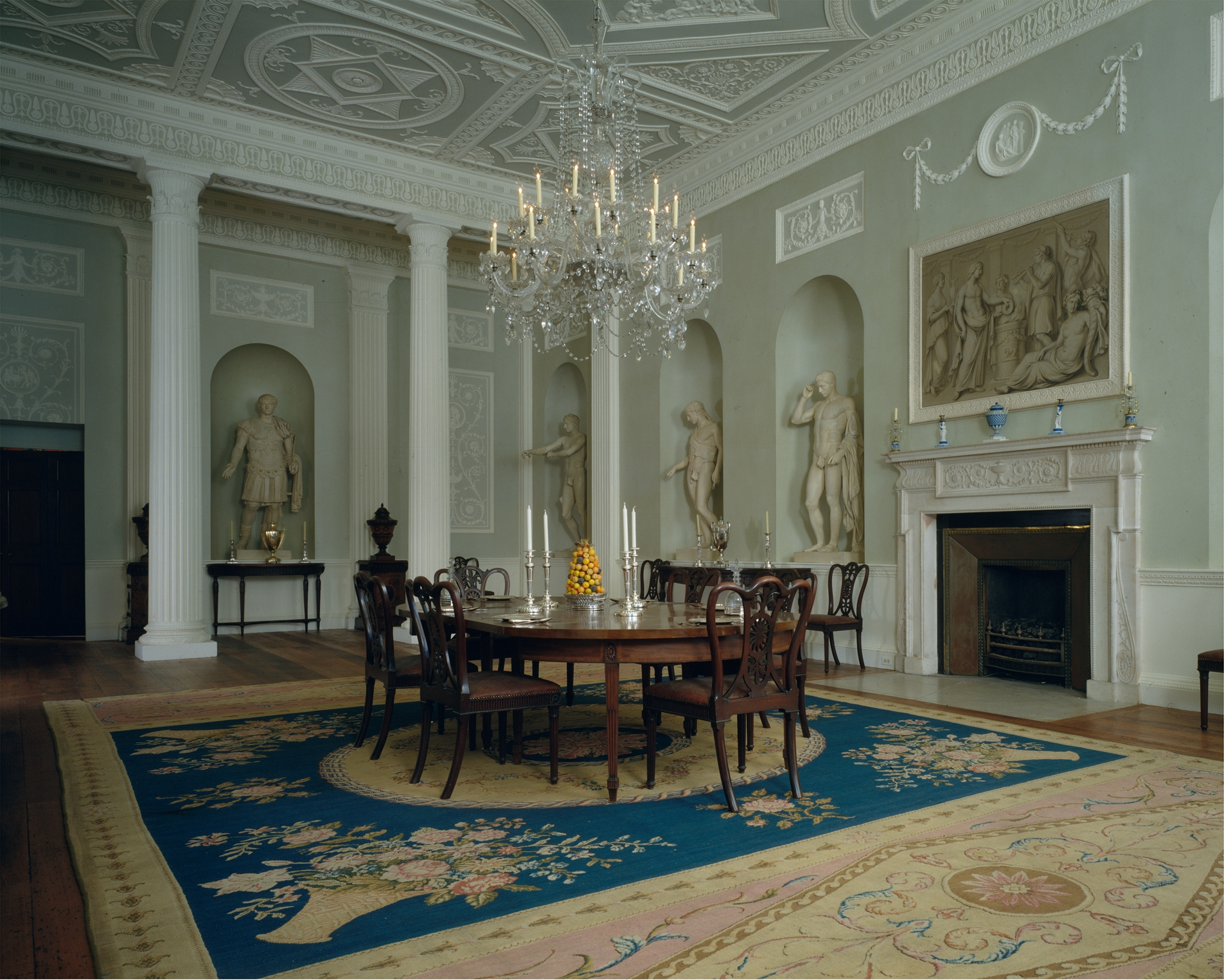
Dining room aus Lansdowne House (Robert Adam), heute im Metropolitan Museum, New York
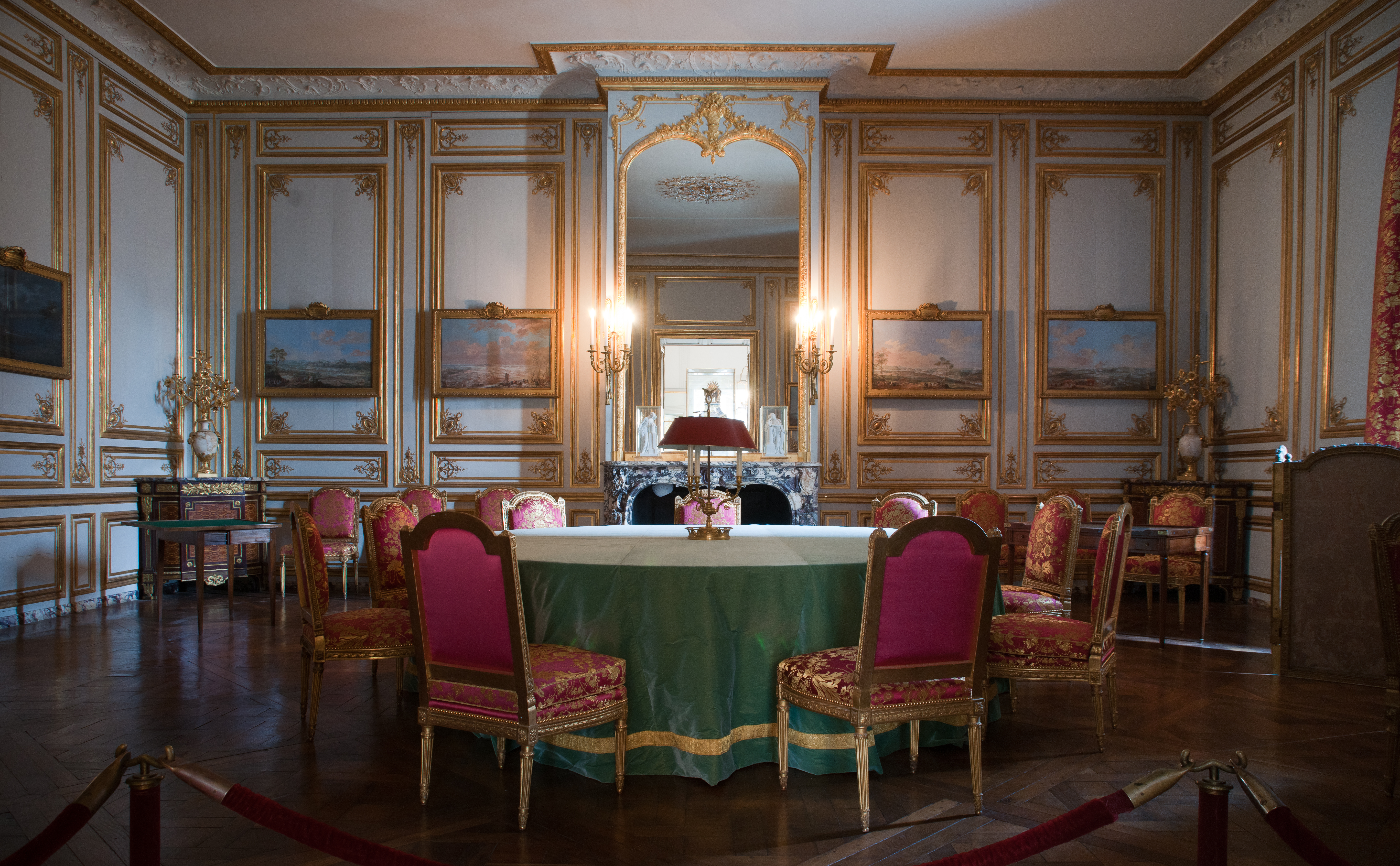
Spielkabinett Ludwigs XVI., Petit Appartement du Roi, Schloss Versailles
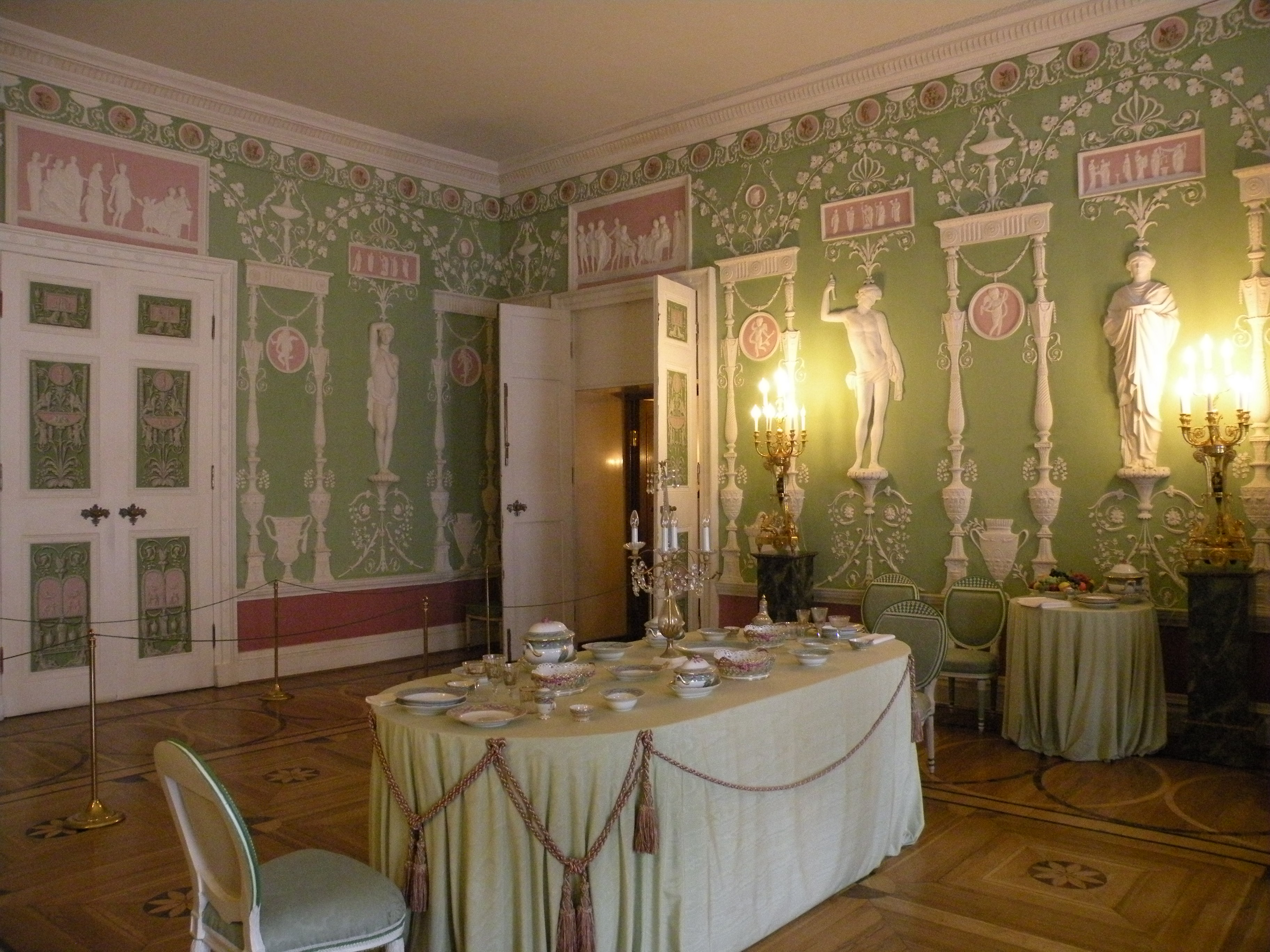
Grünes Esszimmer (Charles Cameron) im Katharinenpalast, Zarskoje Selo (St. Petersburg)
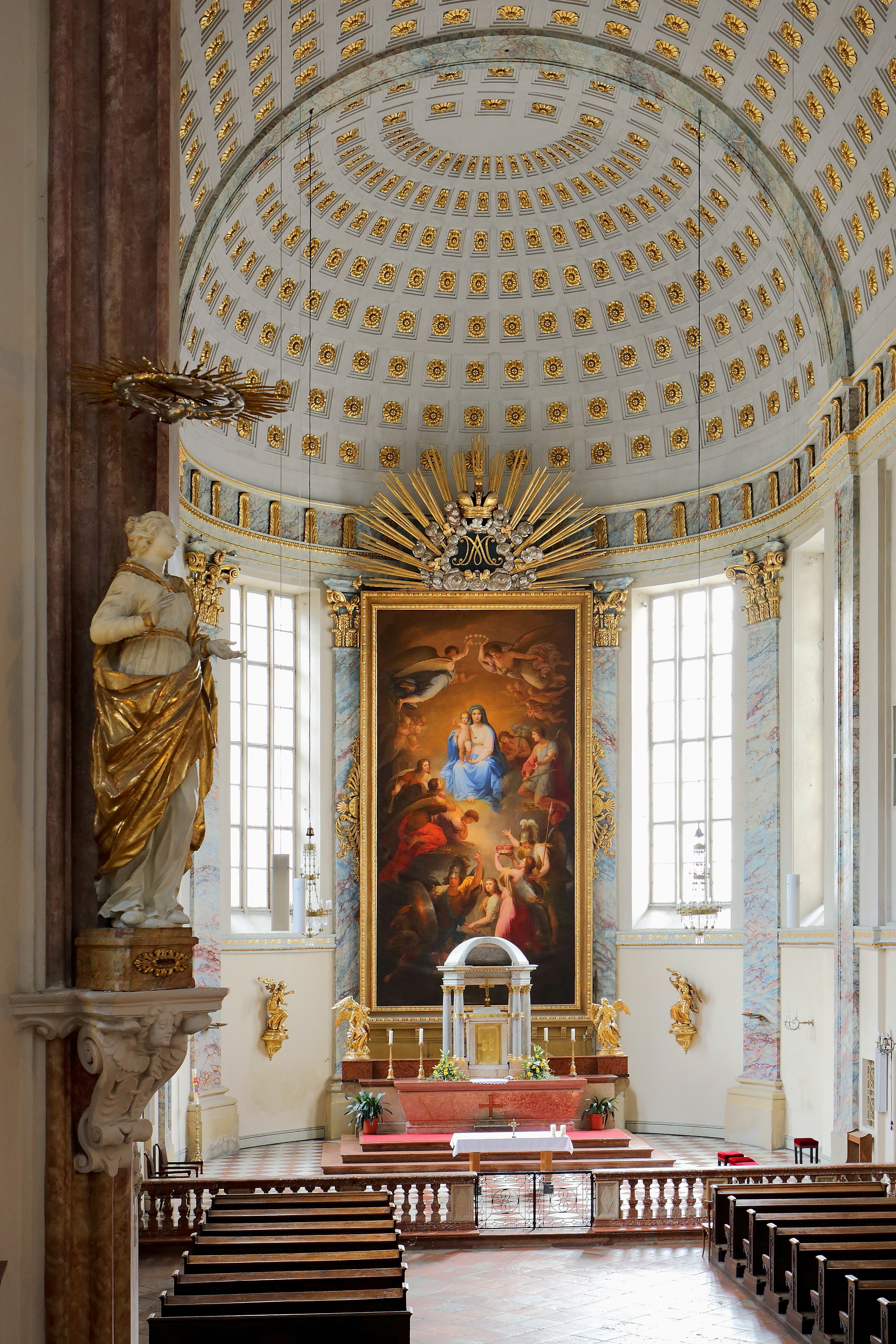
Kirche am Hof in Wien, Umbau des Altarraumes der  im klassizistischen Stil (1789)

### Klassizismus der Revolution und des Empire

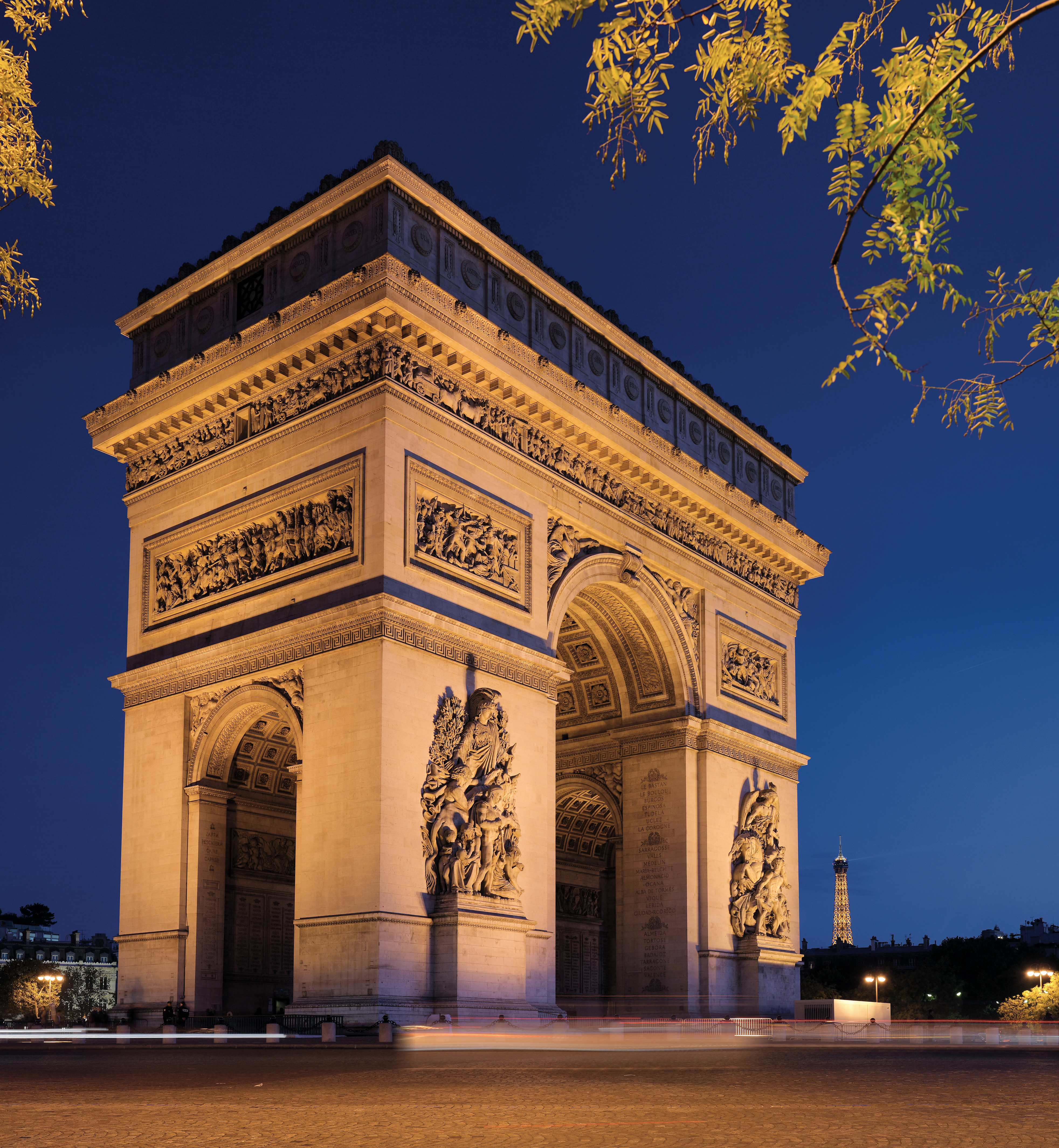
Der Arc de Triomphe de l’Étoile in Paris

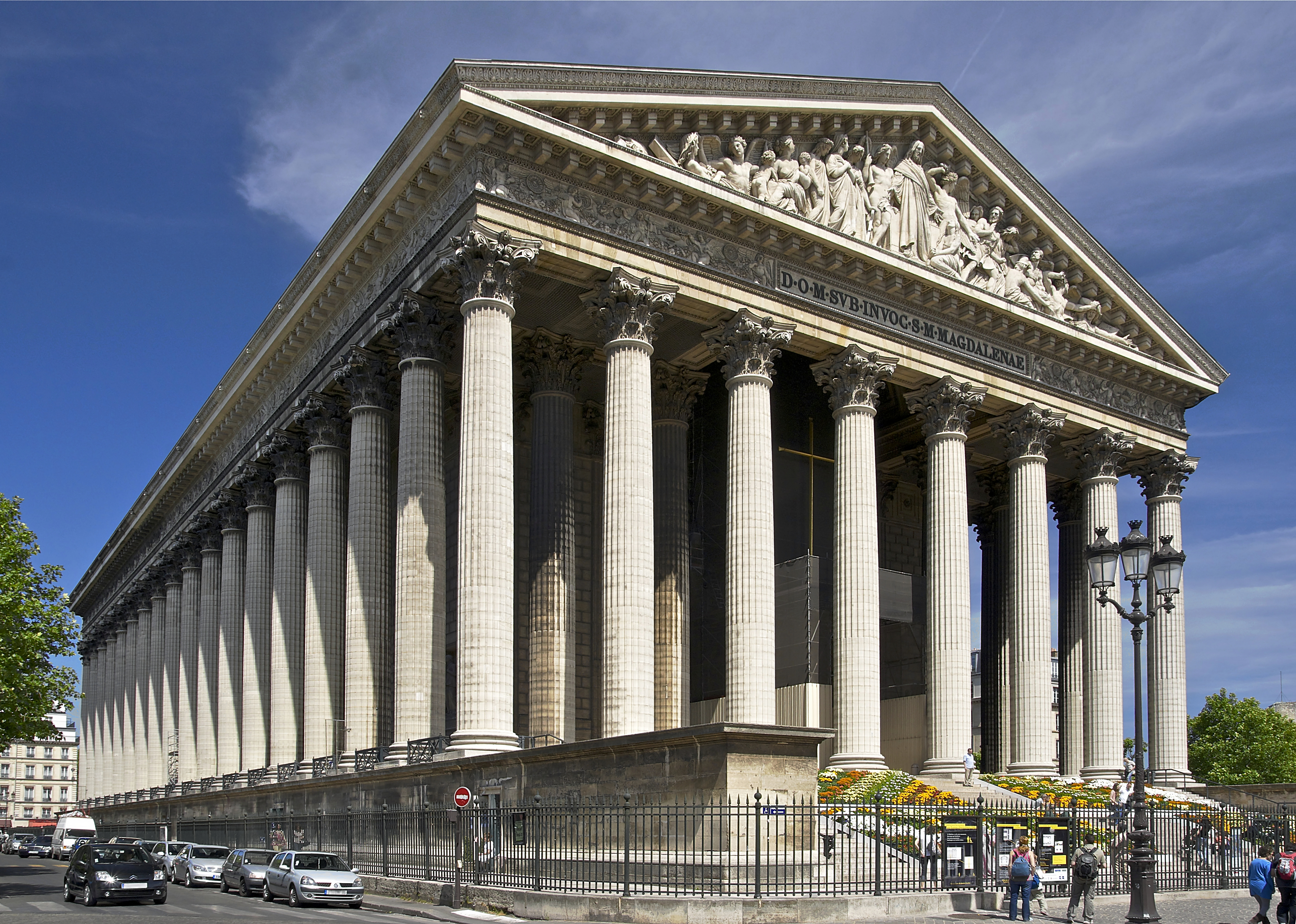
La Madeleine in Paris

Die Französische Revolution von 1789 bis 1799 wälzte nicht nur Frankreich, sondern Europa mit den nachfolgenden Koalitionskriegen politisch um. Damit einher ging bei den Befürwortern der Revolution das Bedürfnis, sich auch stilistisch vom Ancien Régime der Bourbonen und ihrem Absolutismus abzusetzen, der im Hochbarock von Versailles seinen perfekten Ausdruck gefunden hatte. Ab den 1790er Jahren entstand daher in Frankreich der Stil der „Revolutionsarchitektur“, die sich allerdings in immer wuchtigeren und utopischeren Entwürfen verlor, die kaum je realisiert wurden. Protagonisten waren die Architekten Charles Percier (1764–1838) und Pierre-François-Léonard Fontaine (1762–1853), die später zu führenden Vertretern des Empire-Stils wurden. Malerei und Möbel der Zeit 1795–1803 werden mit dem Begriff Directoirestil bezeichnet. Er setzte sich demonstrativ vom absolutistischen Barock ab, betonte bürgerliche Schlichtheit, Leichtigkeit und Eleganz, kultivierte das humanistische Bildungsideal und verwendete revolutionäre Symbolik.
Mit der Vereinnahmung der Revolution durch Napoleon Bonaparte kommt es dann ab 1803 zum besonders monumentalen Empirestil, der sich mit der Herrschaft des Kaisers über ganz Westeuropa ausbreitet und auch in Russland (Sankt Petersburg) Nachahmung findet. Bekannteste Bauwerke sind der von Chalgrin errichtete Arc de Triomphe (ab 1806) in Paris und die Kirche Sainte Madeleine, die ab 1807 von Pierre-Alexandre Vignon im Stile eines griechischen Ruhmestempels ausgebaut wurde.
In der Malerei war Jacques-Louis David der Hauptexponent und Begründer des Klassizismus und wurde auch zum Anhänger der Revolution, zum führenden Maler der Directoirezeit und später Hofmaler Napoleons. Bekannteste Kunstschreiner des Empire waren Georges Jacob (1739–1814) und dessen zweiter Sohn François-Honoré Jacob-Desmalter (1770–1841). Die Empire-Möbel zeichnen sich oft dadurch aus, dass sie pompöse Feierlichkeit mit elegantem Schwung kombinieren, darin ähnlich dem Rokoko, jedoch mit antikisierenden statt barocken Grundformen. Die handwerklichen Fähigkeiten der großen Möbelmeister und ihrer Gesellen aus dem 18. Jahrhundert waren noch vorhanden; infolge des Verbots der Zünfte durch die Revolution gingen sie jedoch nach dem Empire verloren und wichen im Biedermeier simplerer und bald auch fabrikartiger Fertigung. An die Stelle der Aufklärungs- und Revolutionssymbolik des Directoirestils traten nun die Schlachten und Siege Napoleons, Schwerter, Speere, Banner, Kanonen, als Kriegszelte dekorierte Zimmer, Cäsaren und Lorbeerkränze sowie der kaiserliche Adler, nachempfunden dem römischen Aquila.

### Klassizismus im übrigen Europa

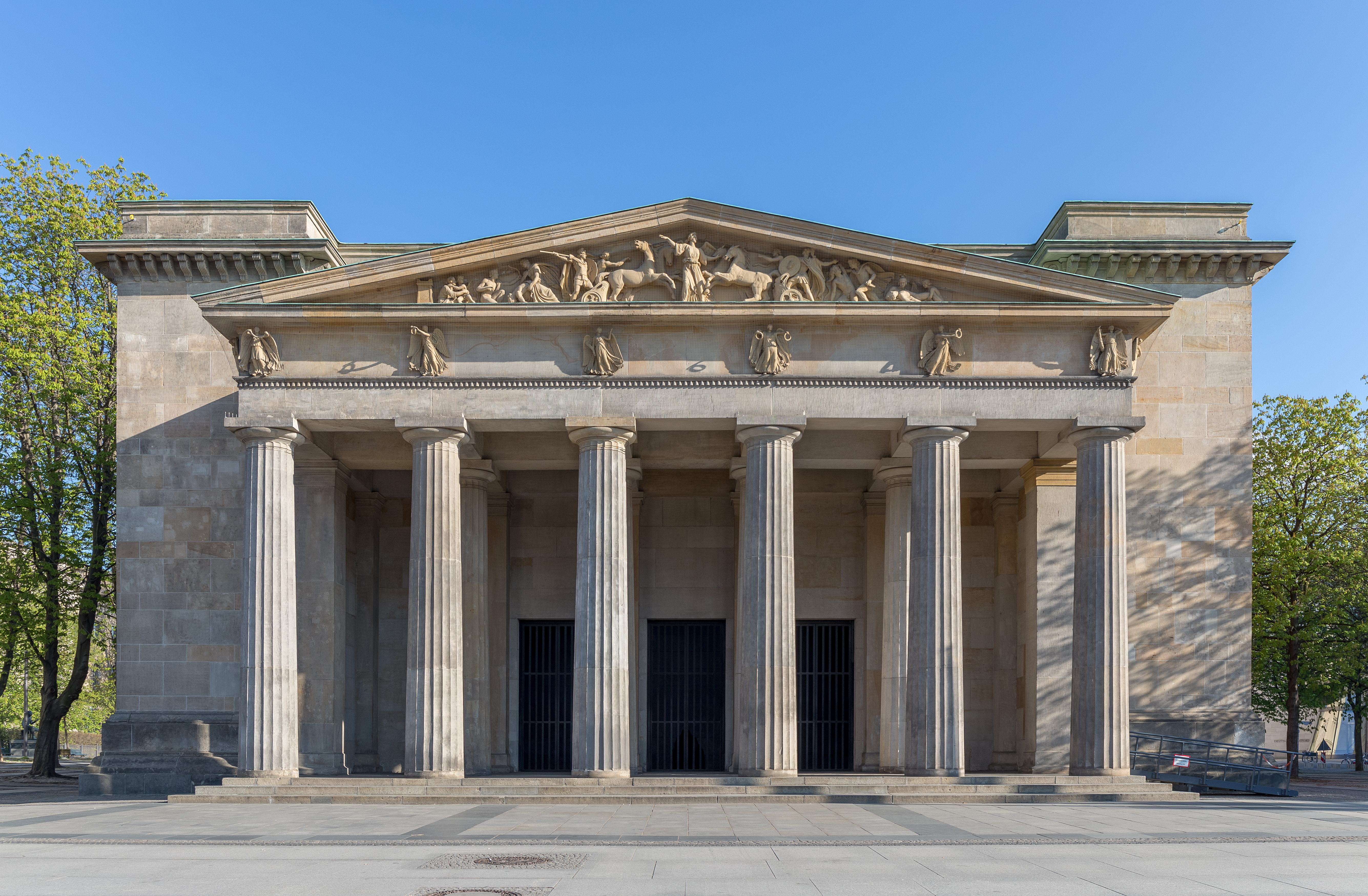
Neue Wache von Schinkel in Berlin

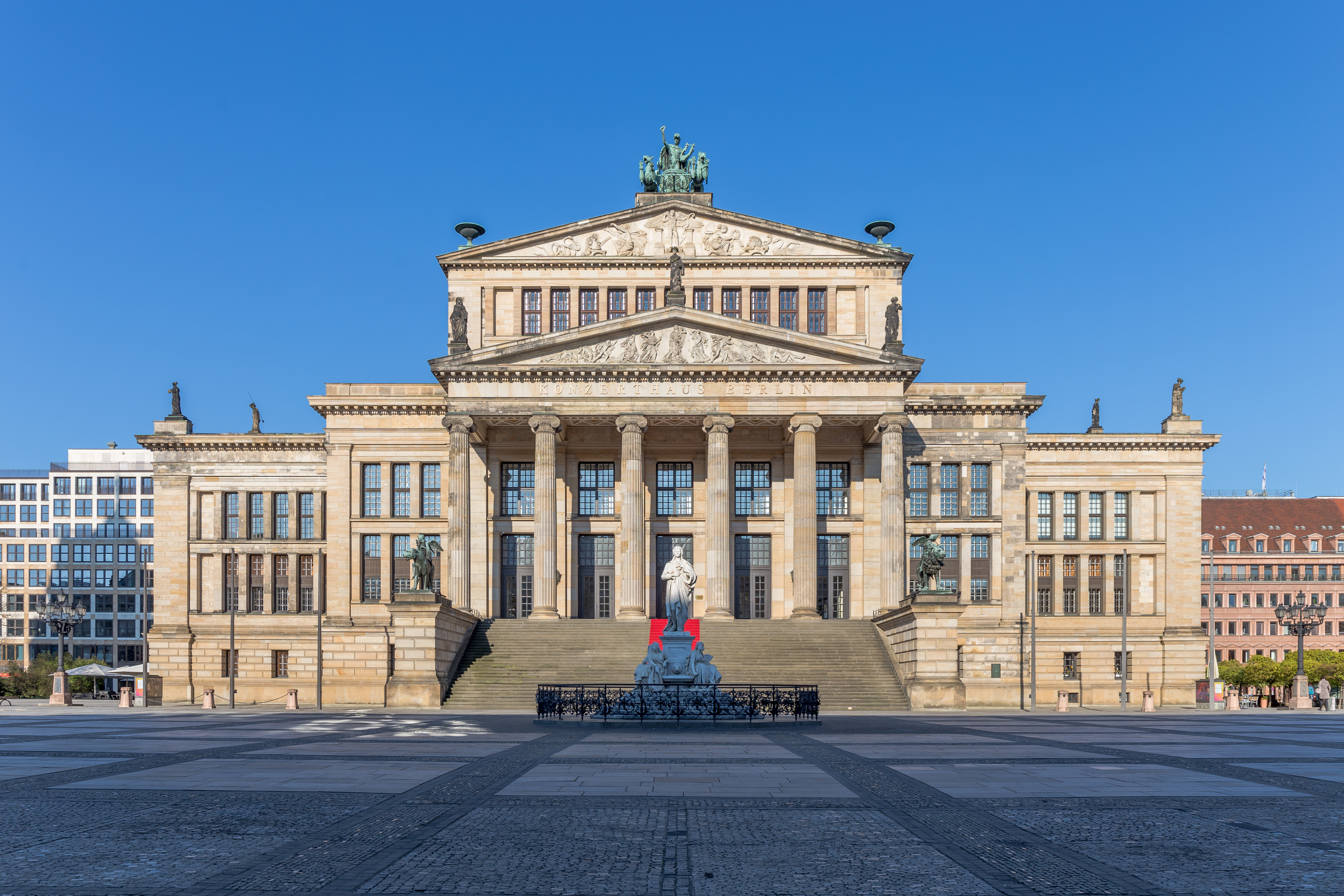
Schauspielhaus von Schinkel in Berlin

In Großbritannien nennt man diese Zeit Regency (nach der Herrschaft des Prinzregenten und künftigen Königs Georg IV.). Die bedeutendsten Vertreter der Architektur dieser Zeit waren John Nash, ein früher Eklektizist, der in vielen Stilrichtungen baute, und Robert Smirke, der mit dem British Museum ab 1823 ein Hauptwerk des Klassizismus schuf. Dessen tempelartige Fassaden mit Ionischen Säulen sowie sein (zerstörtes) Royal Opera House mit Dorischen Säulen machten ihn – wie zum Teil auch Nash – zu einem frühen Vertreter des sogenannten Greek Revival.
In Deutschland ging der spätbarocke Zopfstil bereits ab 1775 fließend in den Frühklassizismus über. Solche Zwischenformen entwarf etwa in Preußen Carl Gotthard Langhans, der ab 1789 mit dem Brandenburger Tor ein Hauptwerk des deutschen Klassizismus schuf. David Gilly und sein Sohn Friedrich Gilly entwarfen von der Revolutionsarchitektur beeinflusste Bauten in einem betont einfachen Klassizismus, der sich dem bürgerlich-revolutionären Directoire-Stil annäherte und Schlichtheit mit eleganten Proportionen verband. Charakteristisch waren symmetrische und funktionale Baukörper mit glatten, rhythmisierten und sparsam ornamentierten Fassaden, oft mit einem die Mitte betonenden flachen „Thermenfenster“. Ein bekanntes Beispiel ist Schloss Paretz bei Potsdam; dort war es nun mit dem Bauherrn Friedrich Wilhelm III. ein Monarch, der sich im Bescheidenheitsgestus übte. Dieser Stil setzte sich bei der Errichtung von öffentlichen Bauten in den Mittel- und Ostprovinzen Preußens durch und beeinflusste auch das private Bauen. Zeitgleich wirkte in Schleswig-Holstein und Mecklenburg der dänische Architekt Joseph Christian Lillie.

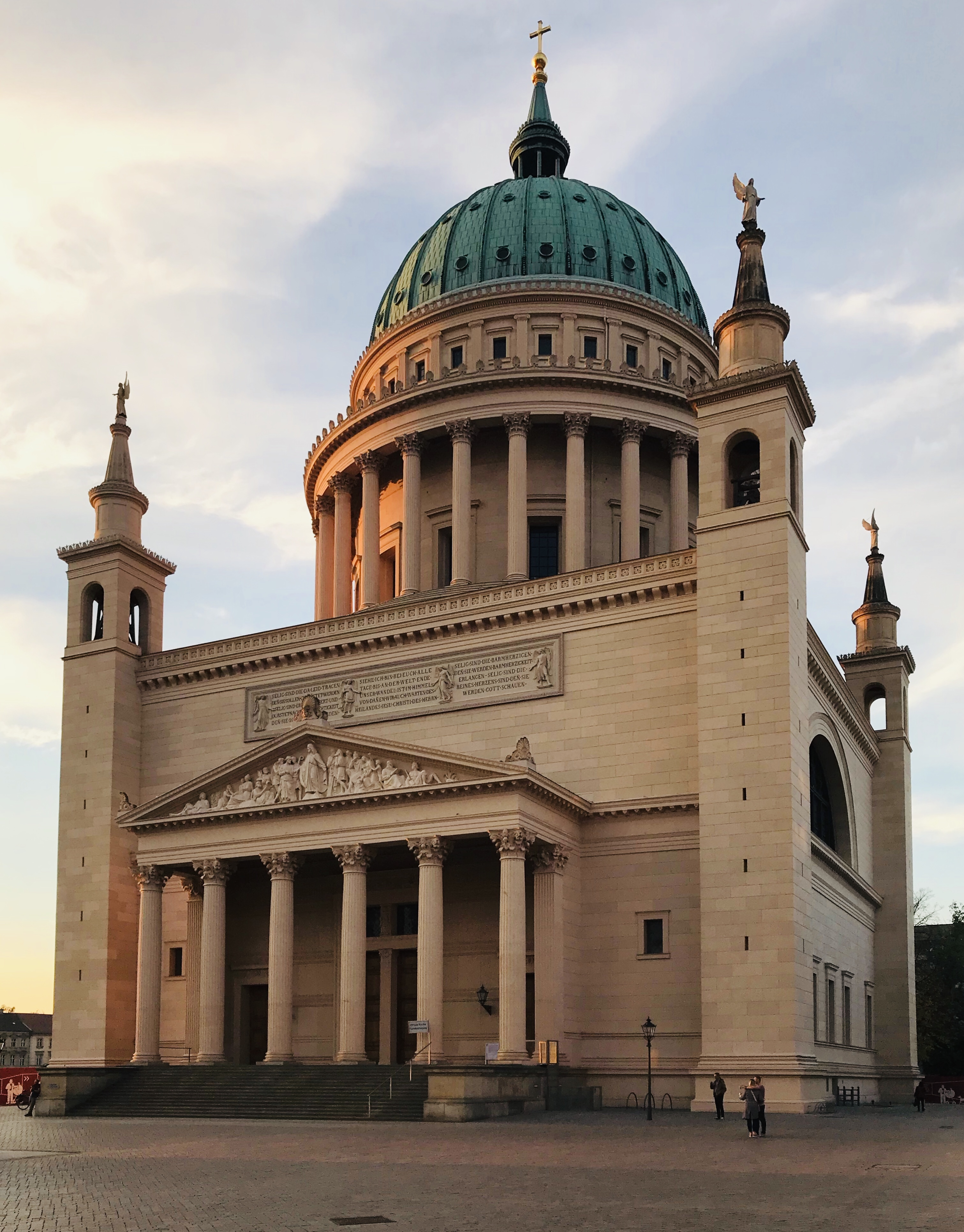
Potsdamer Nikolaikirche

Die führenden deutschen klassizistischen Architekten des 19. Jahrhunderts wurden in der nächsten Generation Karl Friedrich Schinkel, der in Berlin und ganz Preußen zahlreiche Bauten schuf (u. a. Schauspielhaus (1819–1821), Altes Museum (1824–1828) und die Potsdamer Nikolaikirche (1830–37)), und Leo von Klenze, der zusammen mit Karl von Fischer und Friedrich von Gärtner vor allem für die klassizistische Umgestaltung Münchens unter Maximilian I. und Ludwig I. verantwortlich zeichnete (u. a. Glyptothek (1816–1830), Ludwigstraße, Ruhmeshalle (1843–1853)). Klenze lieferte auch die Entwürfe für die Walhalla (1830–1842) bei Regensburg. In Hamburg wirkten Carl Ludwig Wimmel und sein Schüler Franz Gustav Forsmann, in Düsseldorf Adolph von Vagedes, in Hannover Georg Ludwig Friedrich Laves, in Stuttgart der Italiener Giovanni Salucci, Nikolaus von Thouret und Ludwig Friedrich Gaab, in Karlsruhe Friedrich Weinbrenner und Heinrich Hübsch, in Österreich-Ungarn etwa Peter von Nobile, Joseph Franz Engel, Heinrich Koch und Joseph Kornhäusel. Schüler und Nachläufer, die teils noch einen späten Klassizismus ausbildeten, der bei manchen Bauten ein wenig ins Klobige und Überladene schlug, waren etwa der Däne Theophil von Hansen in Wien, dessen Bauten bisweilen ins geradezu Phantastische hinüberspielen, darunter seine „Athener Trilogie“, sowie der Thüringer Friedrich August Stüler in Berlin, der zugleich großartige historistische Bauten entwarf. Beide gehörten zu den produktivsten Architekten des 19. Jahrhunderts. (Siehe auch unten: Übergang zum Historismus). Der späte Klassizismus hatte sich aber von Winckelmanns  „edler Einfalt und stiller Größe“ längst abgelöst und war ebenso bemüht, Eindruck zu machen, wie es die spätrömische Architektur gewesen war.
Diese Architekten schufen nicht nur große Hauptwerke für fürstliche oder städtische Auftraggeber, sondern auch zahlreiche Bauten für Privatleute oder ländliche Kirchgemeinden. Diese waren meist weniger monumental als die Großbauten, dafür aber oft eleganter. Große Baumeister vermochten – bei aller erforderten Erhabenheit des Stils – durch originelle Entwürfe und stimmige Proportionen das Risiko kühler Sterilität oder serieller „Frostigkeit“ (im Vergleich zu den farbenfrohen Schwüngen von Barock und Rokoko) zu vermeiden, das bisweilen klassizistischer Architektur minderen Ranges anhaftet. Es war der „Antirevolutionär“ schlechthin, der österreichische Staatskanzler Klemens Fürst von Metternich, der sein böhmisches Landschloss Königswart durch Peter von Nobile 1821–1836 in elegante klassizistische Formen umbauen ließ; es fand sein (weniger gelungenes) Gegenstück von Schinkel im ebenfalls 1820–1823 klassizistisch überarbeiteten Schloss Neuhardenberg des preußischen Staatskanzlers Karl August Fürst von Hardenberg.

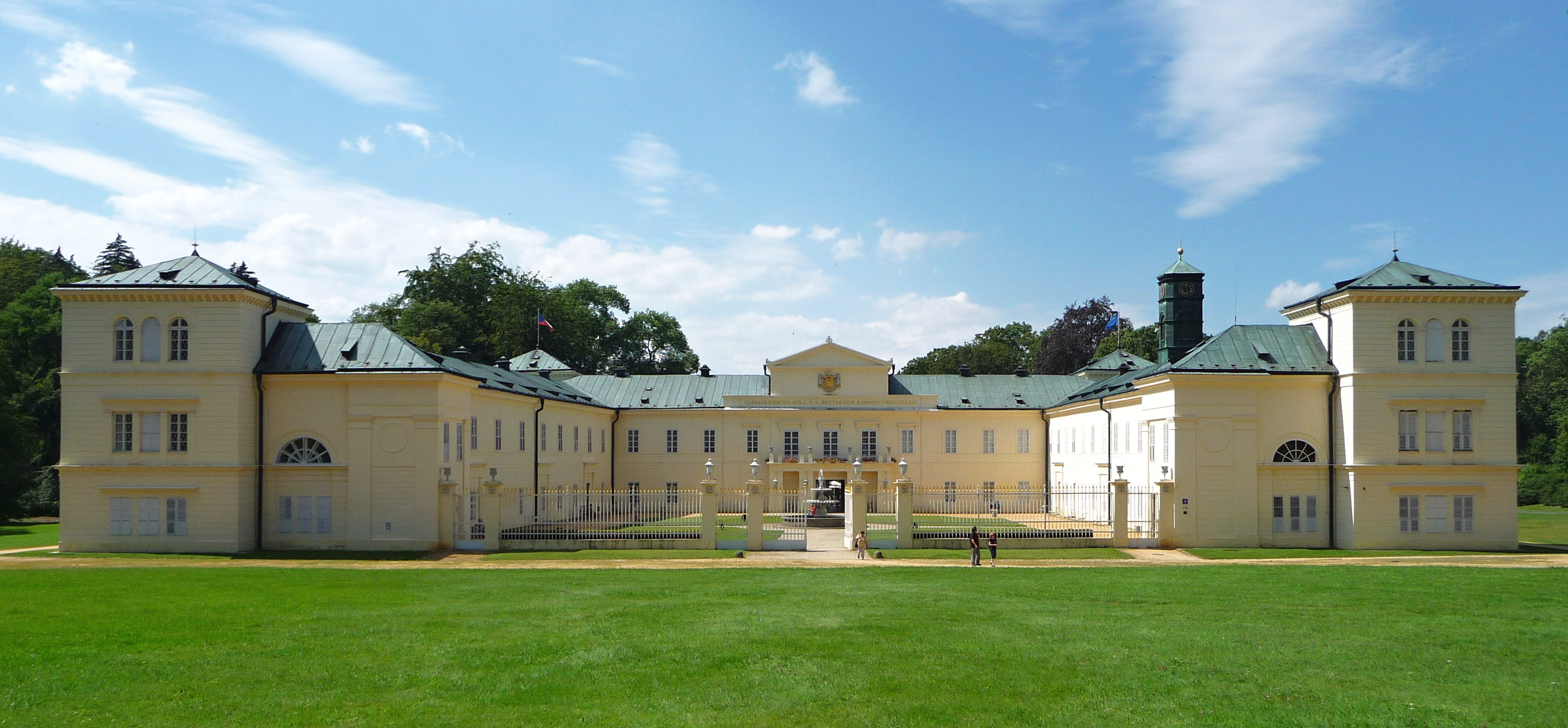
Schloss Königswart, Böhmen (Nobile)
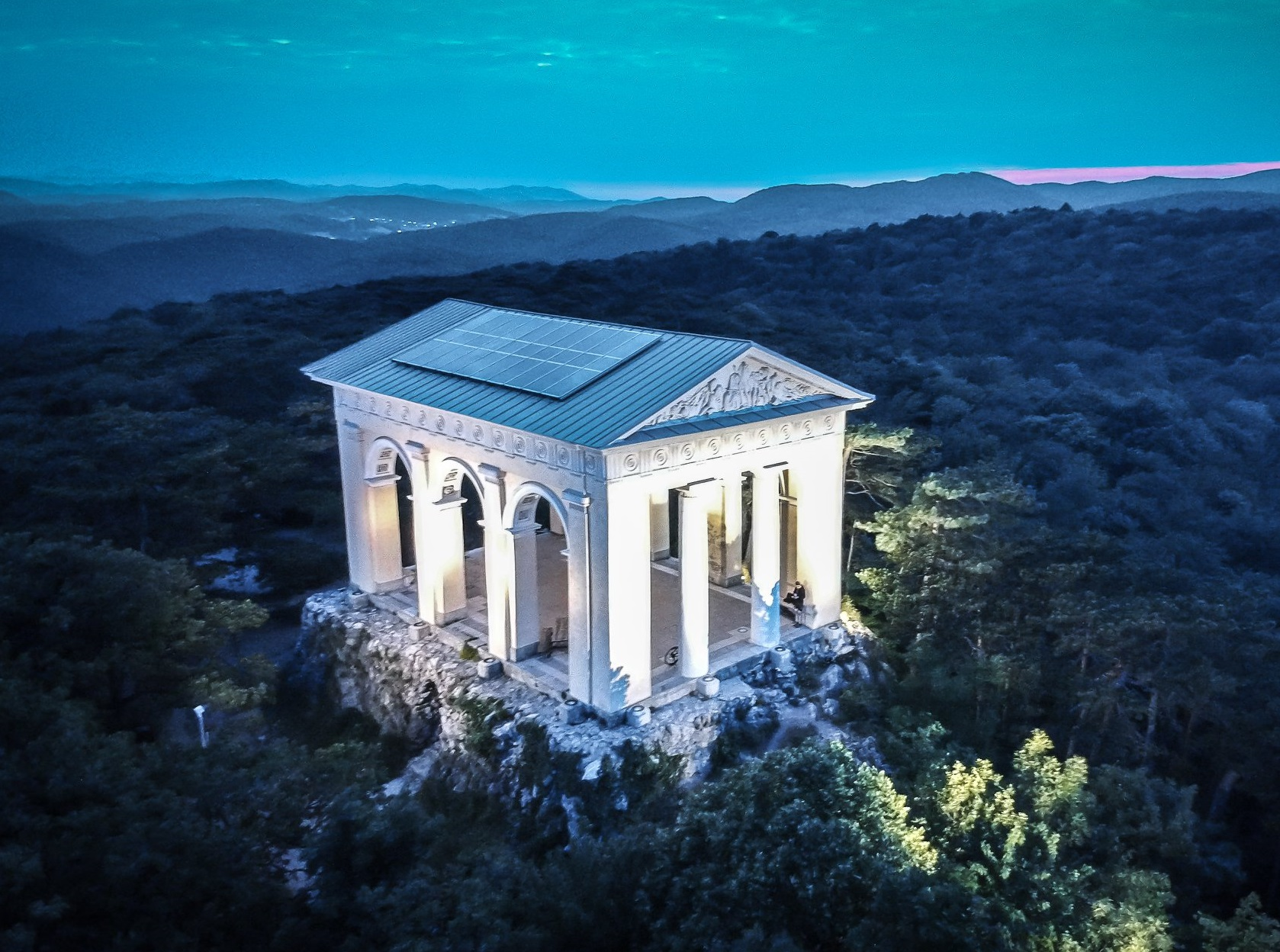
Husarentempel in Mödling bei Wien (Kornhäusel)
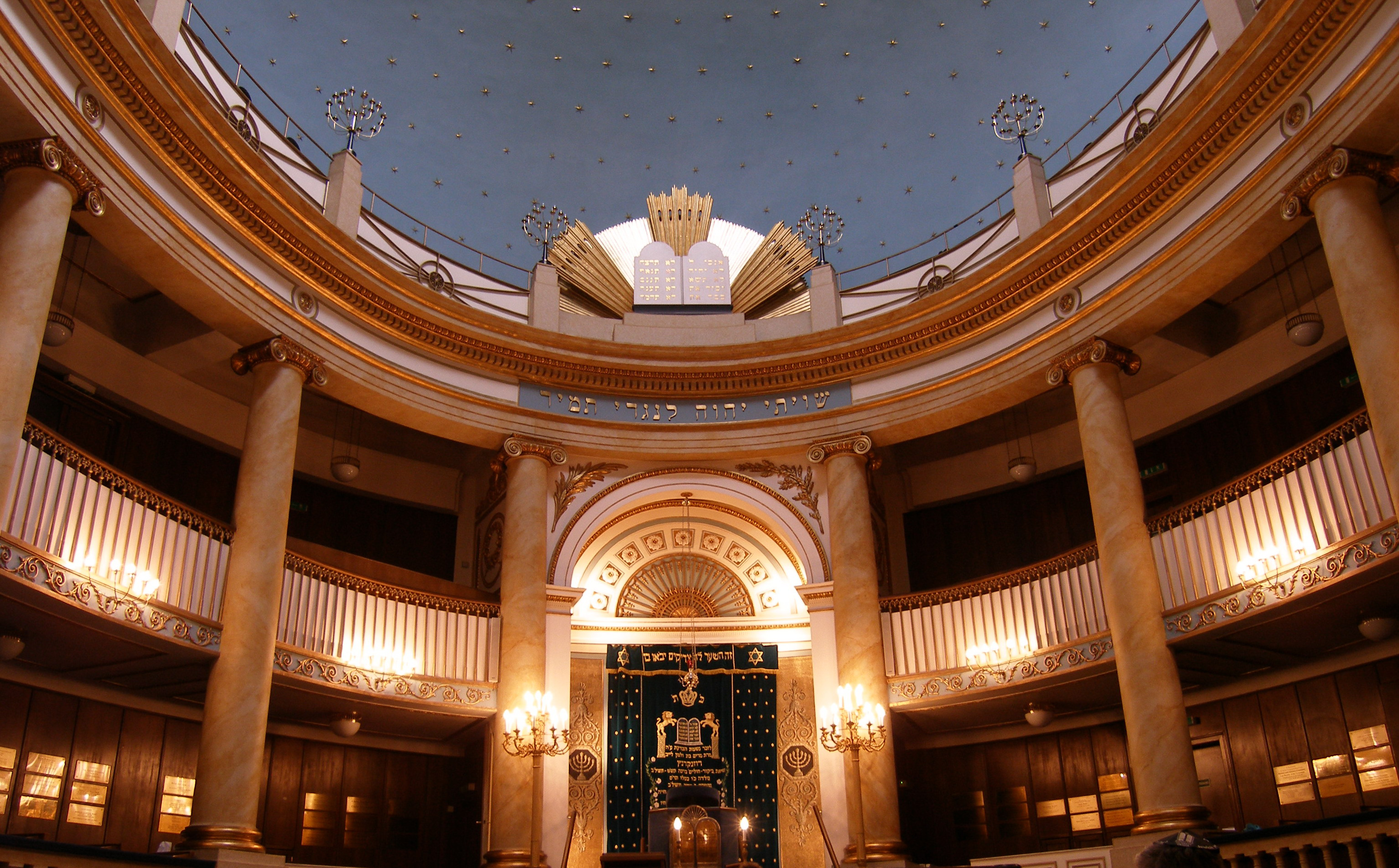
Israelitischer Stadttempel, Wien (Kornhäusel)
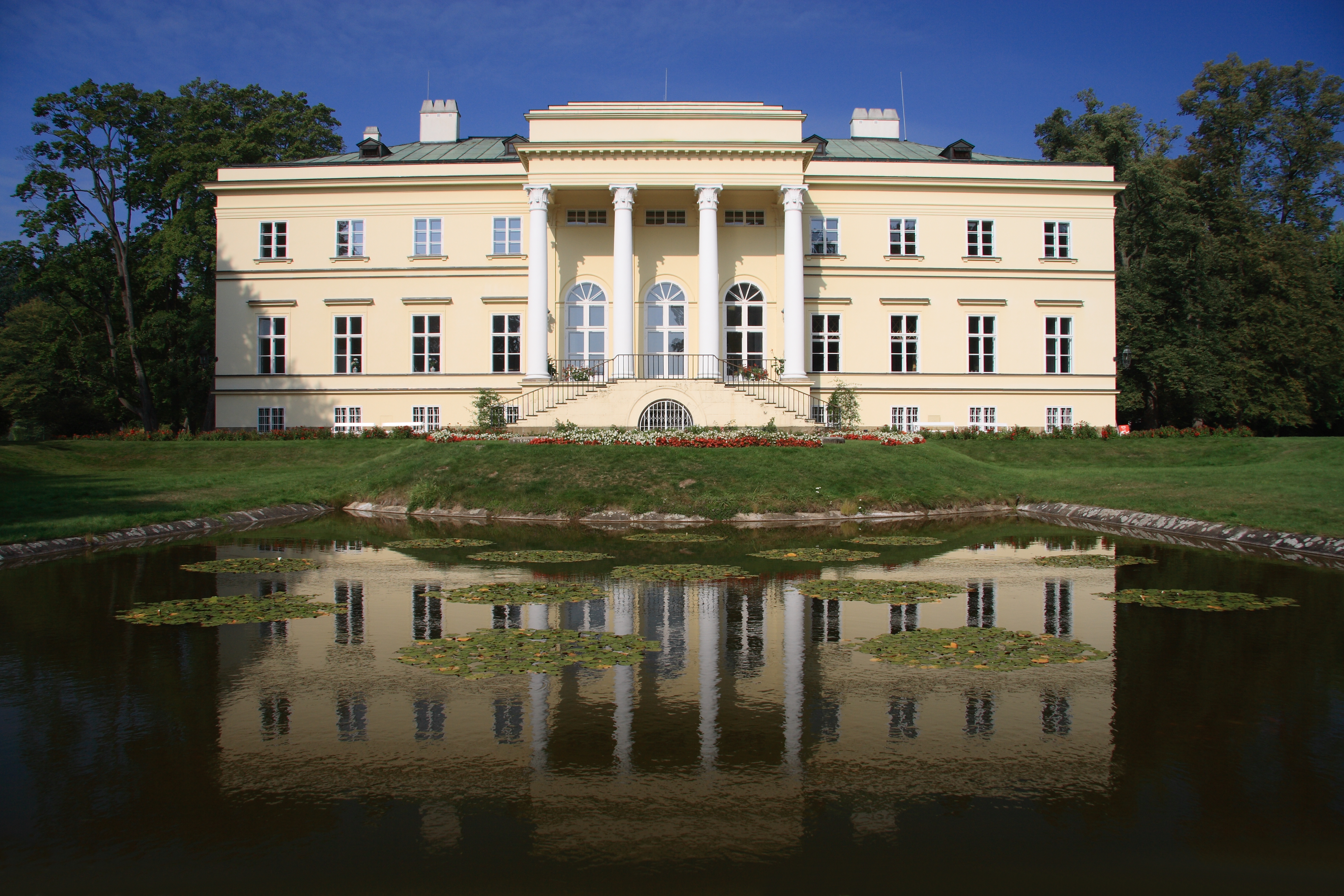
(Neues) Schloss Kinsky in Kostelec nad Orlicí (Koch)
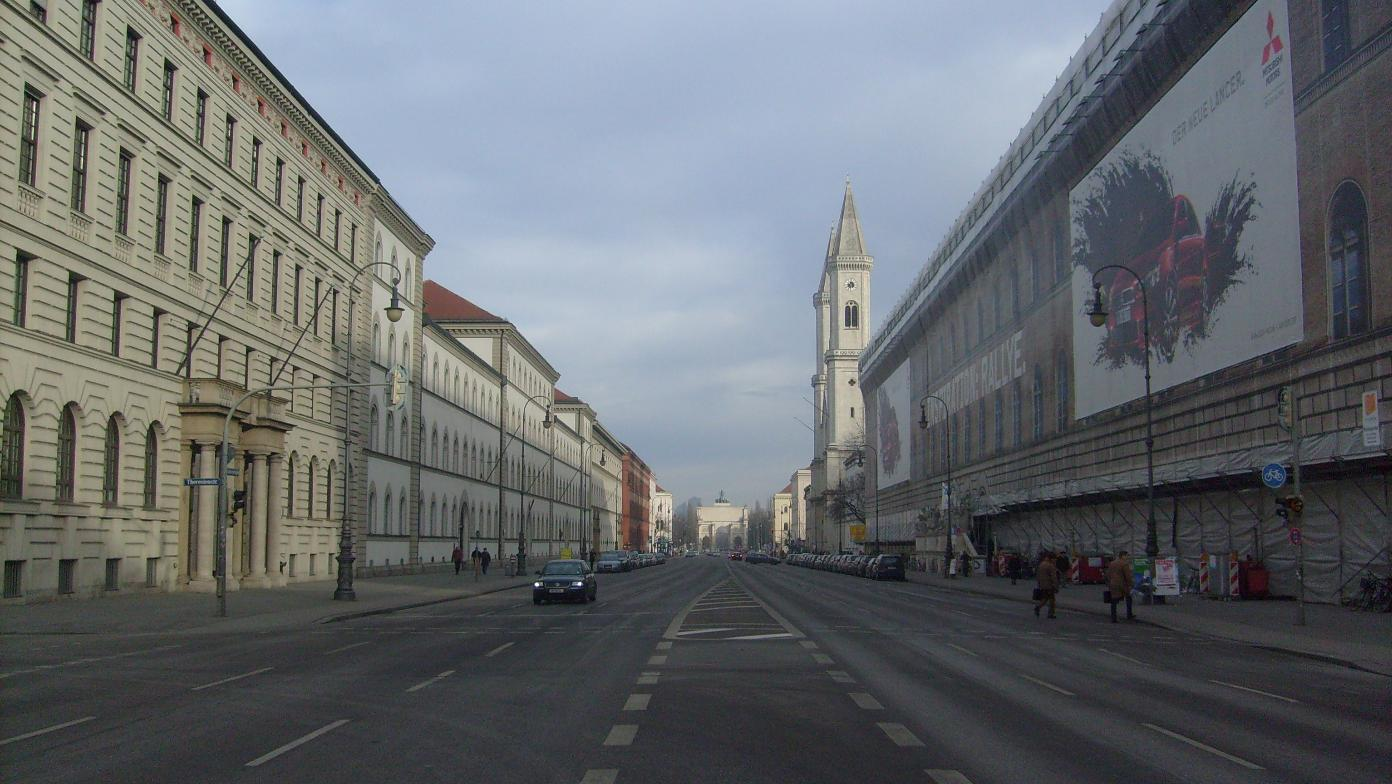
Ludwigstraße in München (Klenze und Gärtner)
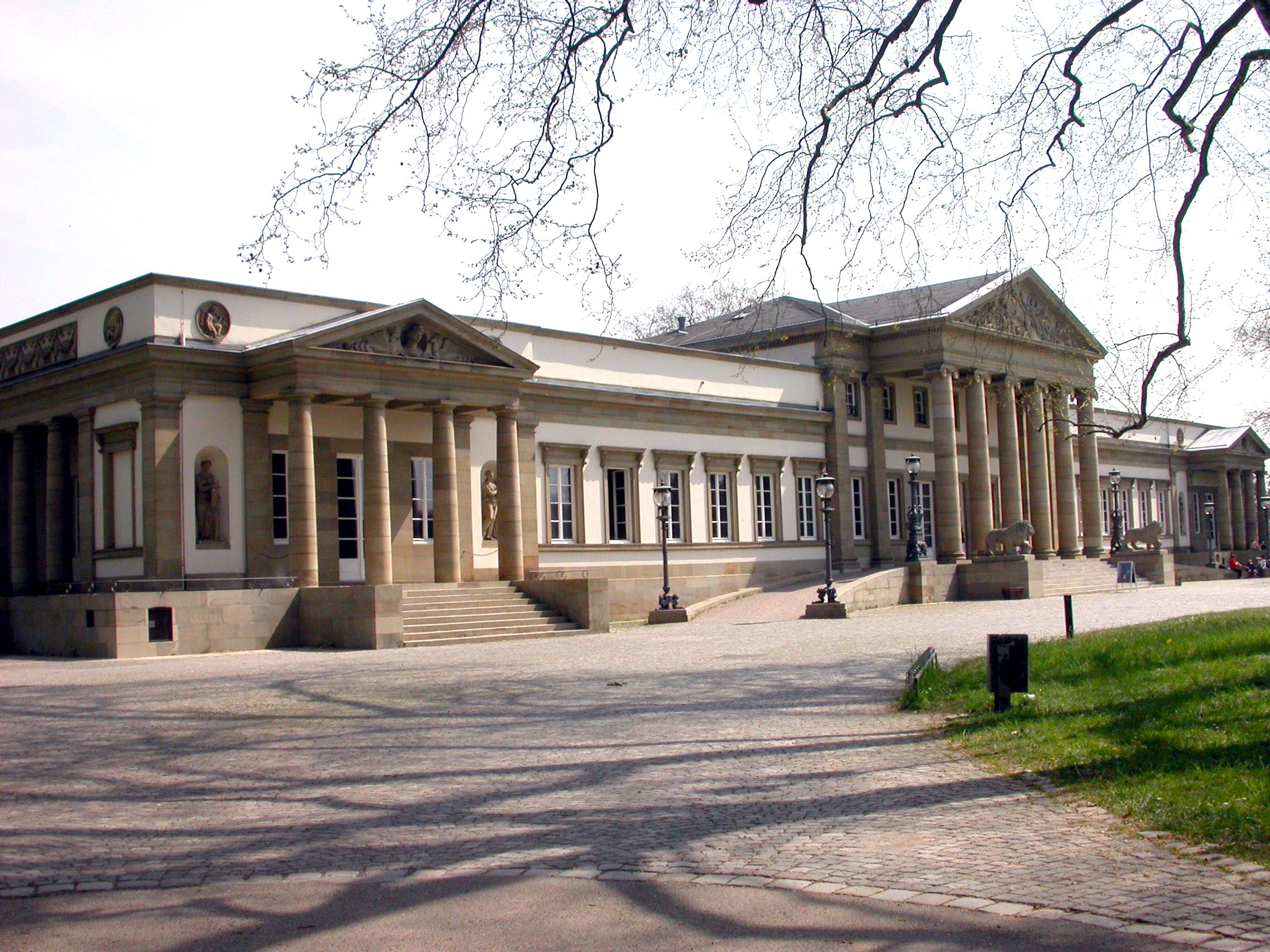
Schloss Rosenstein, Stuttgart (Salucci)
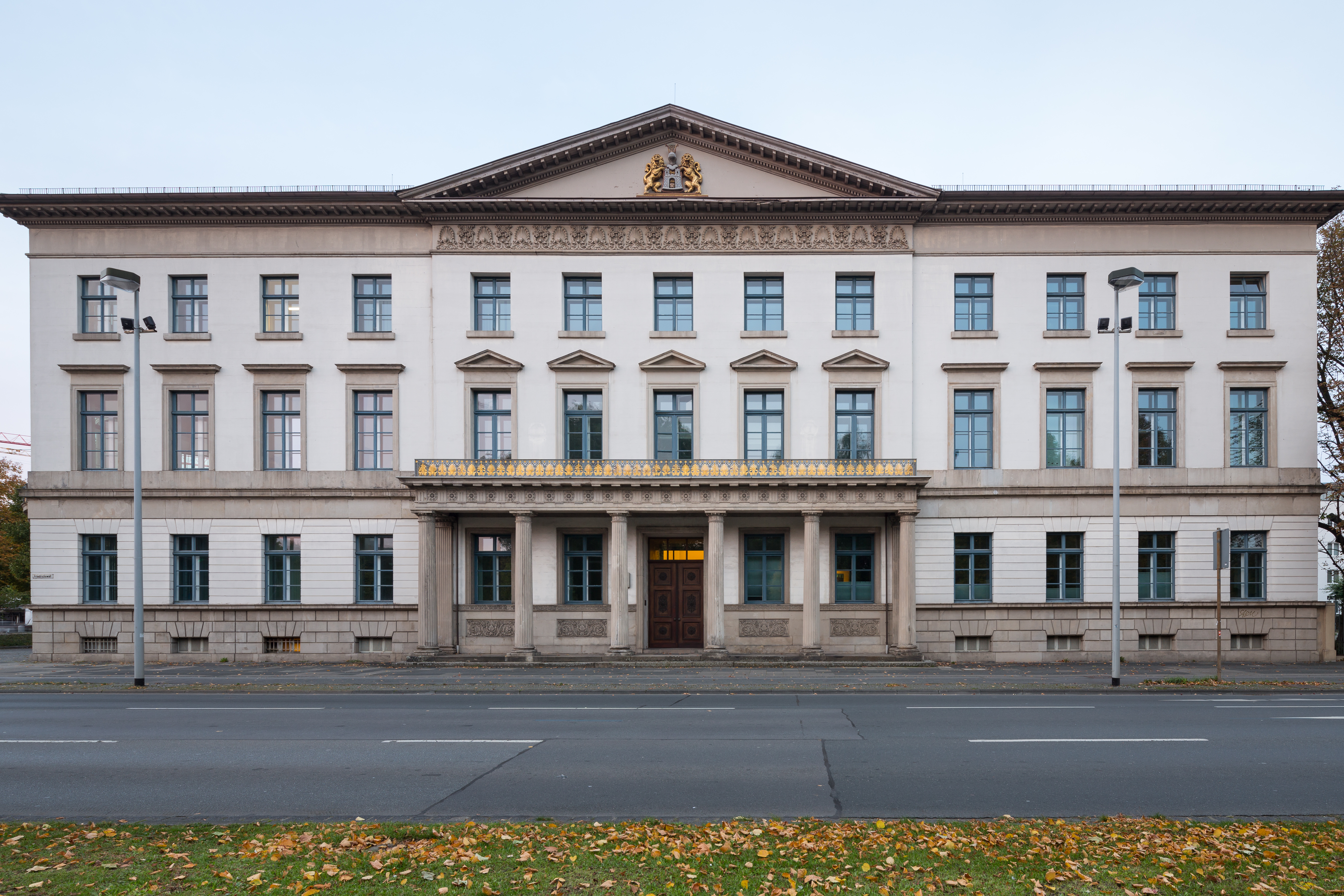
Wangenheimpalais, Hannover (Laves)
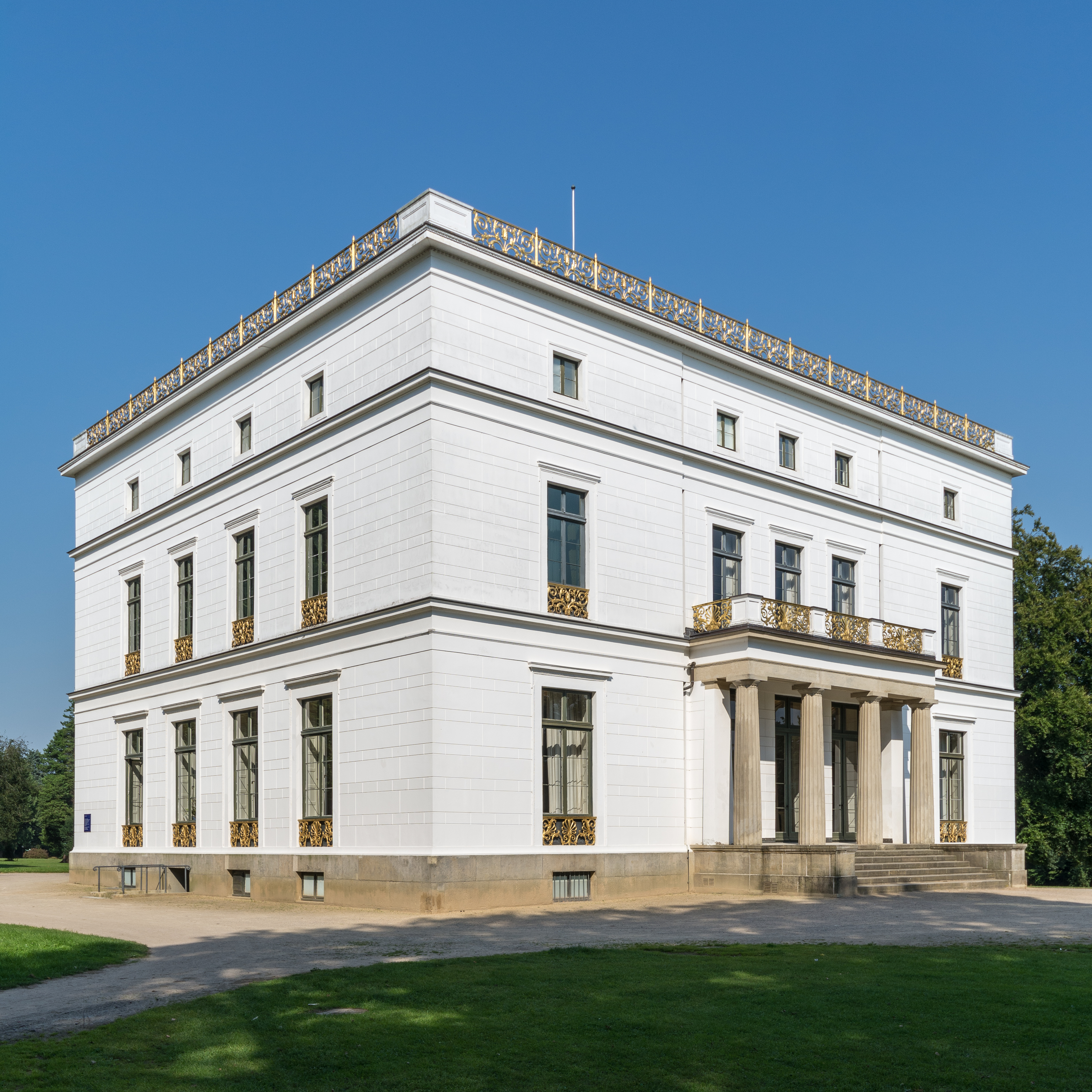
Jenisch-Haus, Hamburg (Forsmann)

### Empire als Einrichtungsstil
Der Empirestil bezog seine Ideale wie der Klassizismus ganz allgemein aus der griechischen und römischen Antike, er hatte neben Dekoration vor allem Repräsentation zum Ziel. Im Gegensatz zum zierlicheren, aber auch üppiger floralen Stil des Louis Seize und der schlichteren und leichteren Eleganz des Directoire-Stils zeichnet sich das Empire durch Monumentalität aus. Geradlinigkeit, Strenge und pompöse Feierlichkeit sollten Größe und Macht des Herrschers veranschaulichen. An die Stelle der Aufklärungs- und Revolutionssymbolik des Directoire traten nun die Schlachten und Siege Napoleons, Schwerter, Speere, Banner, Kanonen, Cäsaren und Lorbeerkränze, als Kriegszelte dekorierte Zimmer, der kaiserliche Adler als neues Wappen der Bonaparte, nachempfunden der Aquila, dem Feldzeichen der Römischen Legionen, sowie die Napoleonischen Bienen, welche allesamt die Größe und den Heroismus ihres Schöpfers repräsentieren sollten. Wie schon in der Barockzeit die europäischen Höfe dem französischen Vorbild Schloss Versailles nachgeeifert hatten, verbreitete sich nun auch der klassizistische Einrichtungsstil nach französischem Vorbild.

Innendekorationen des Empire
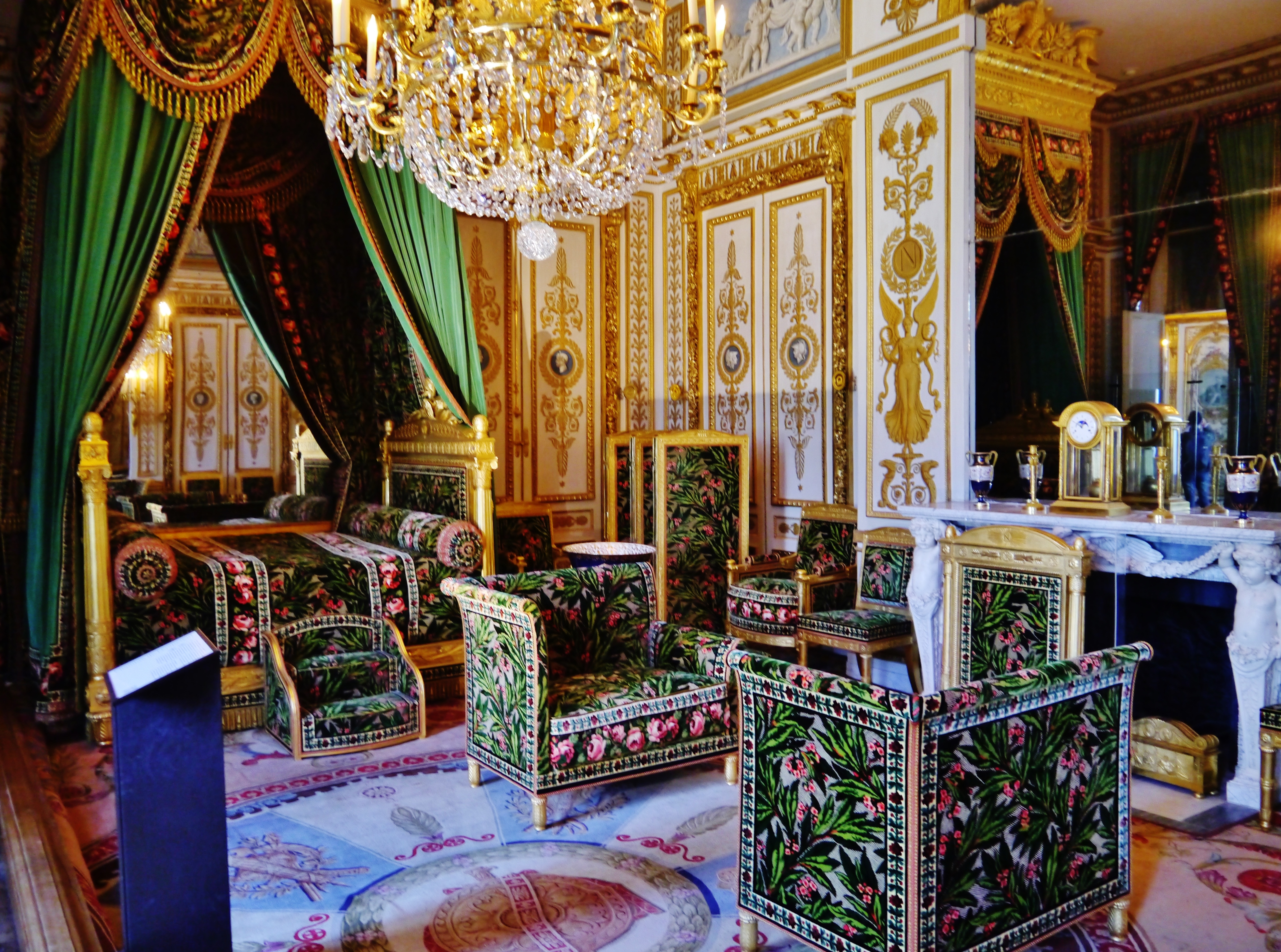
Schlafzimmer Napoleons I. in Fontainebleau
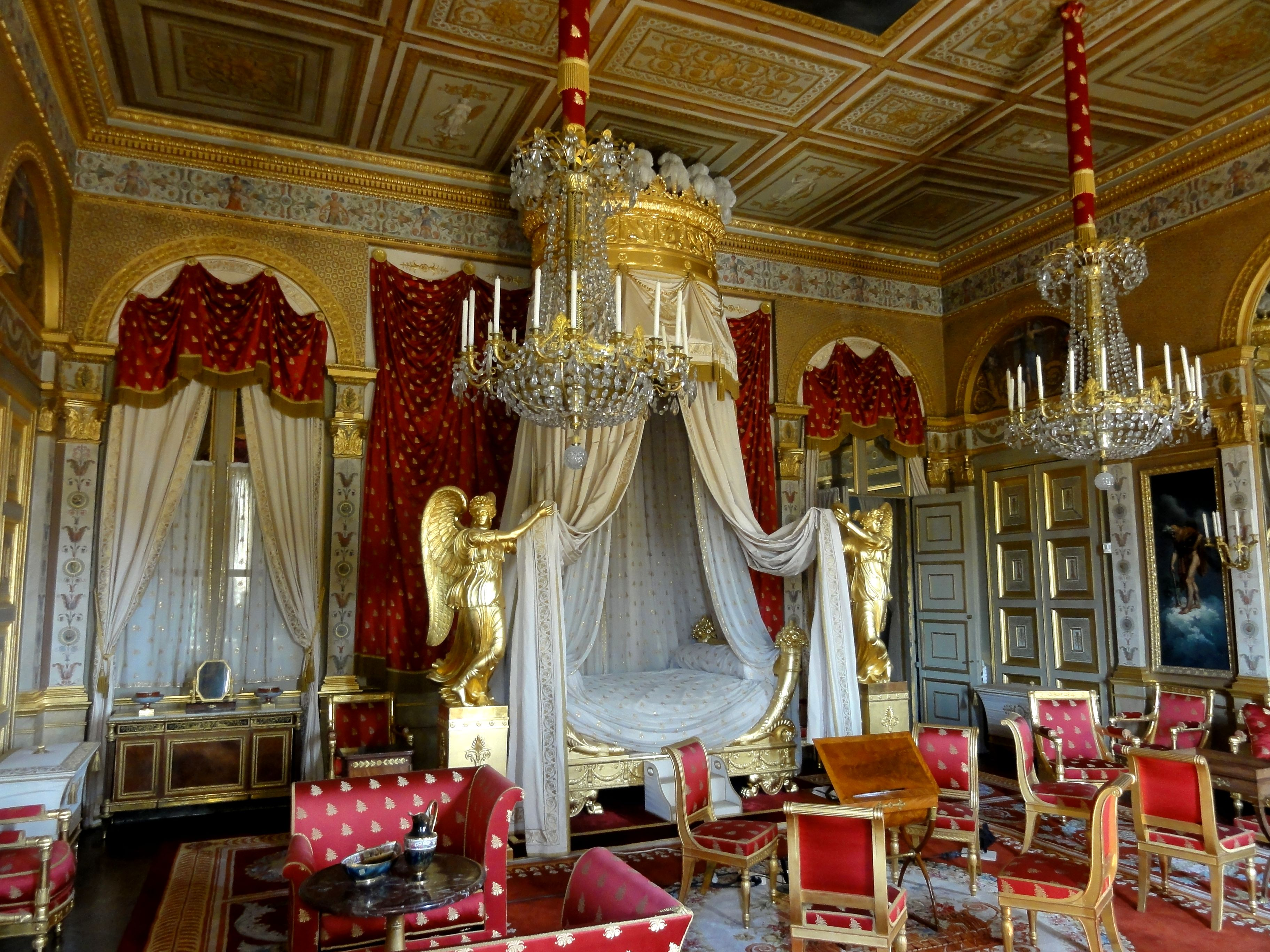
Schlafzimmer von Kaiserin Marie Louise, Schloss Compiègne
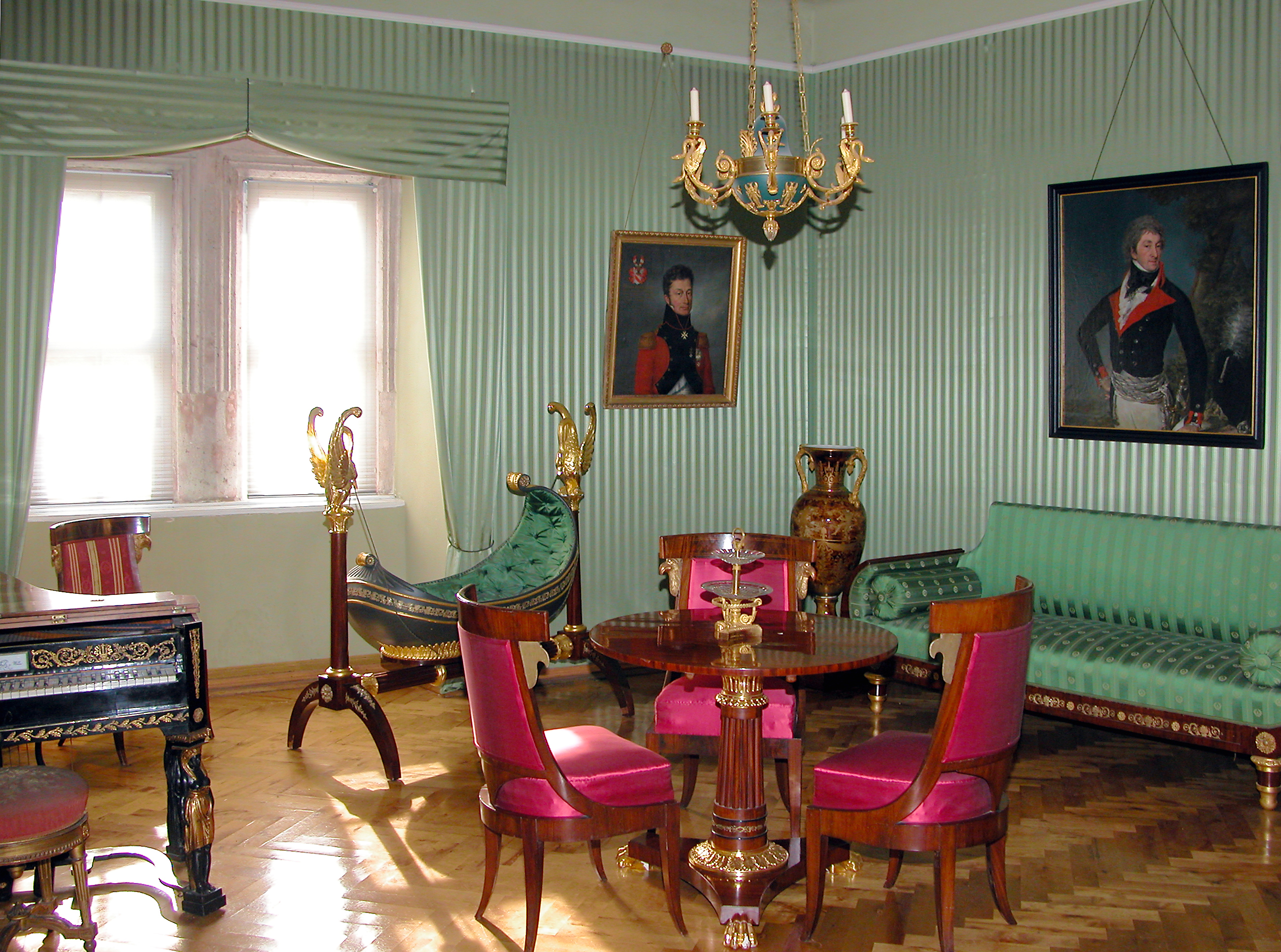
Empire-Möbel (ca. 1790–1820) in Schloss Hinterglauchau
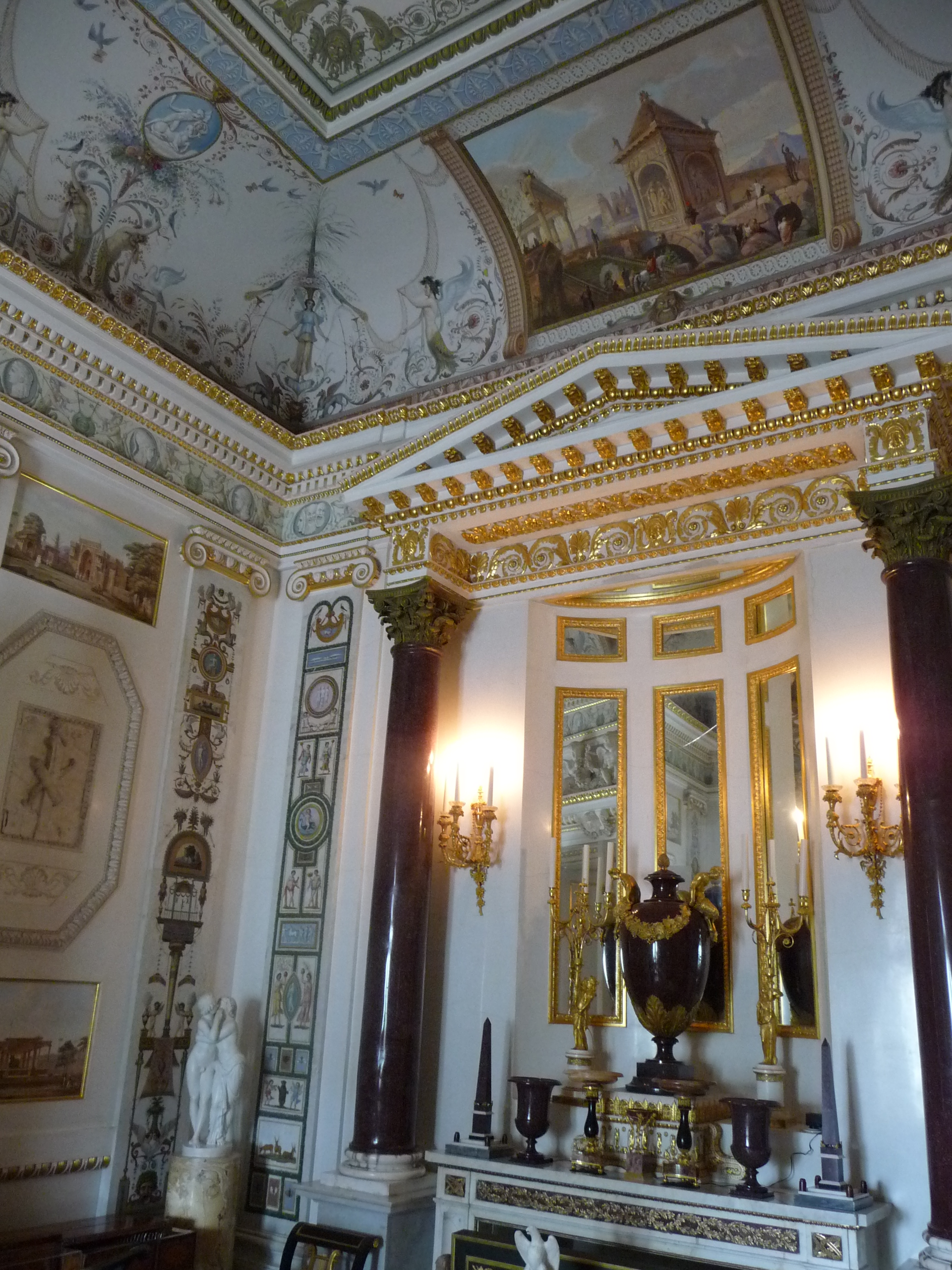
Boudoir in Schloss Pawlowsk (St. Petersburg)
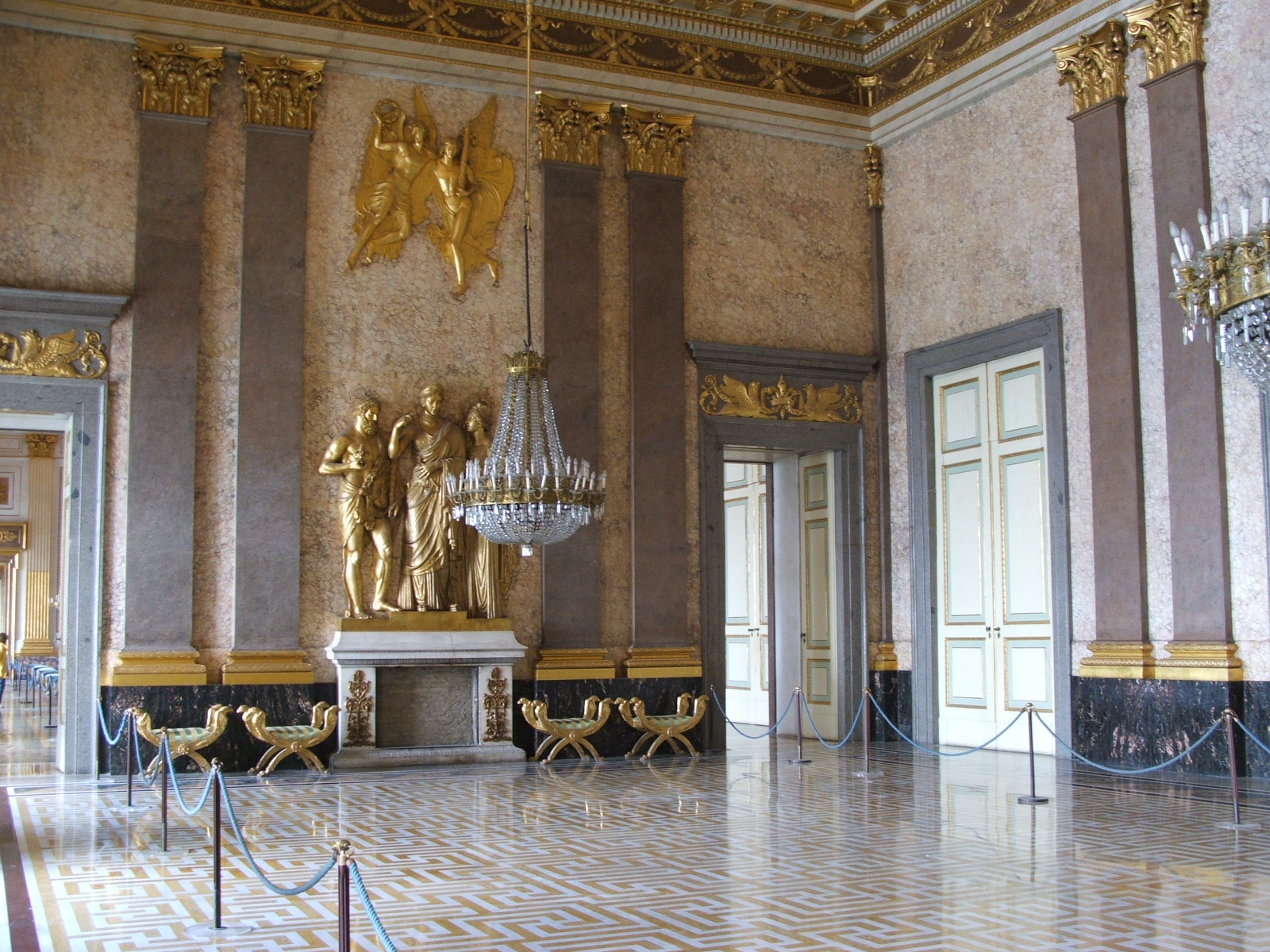
Saal der Astraea, Palast von Caserta

### Spätklassizismus

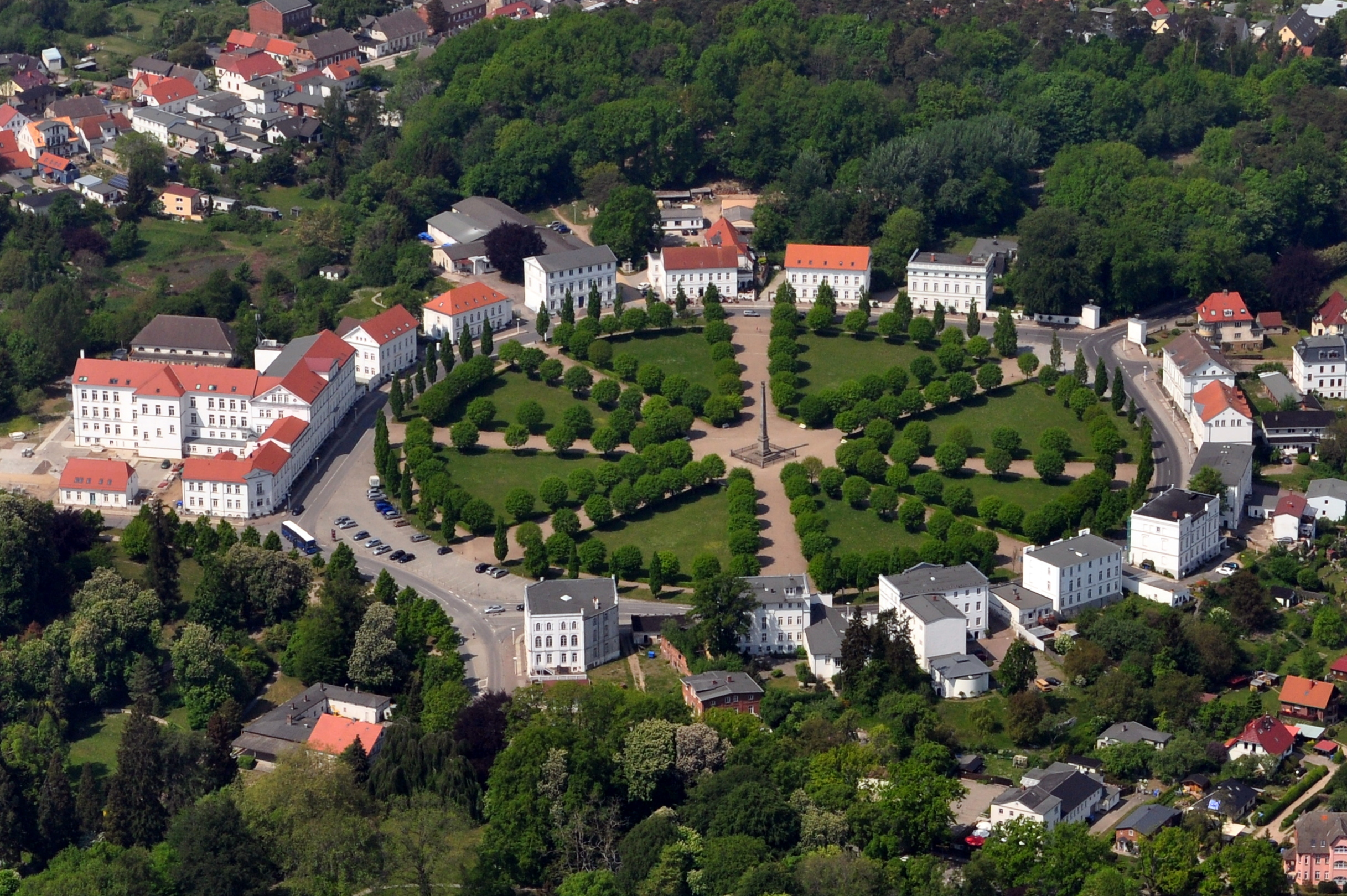
Die ab 1810 entstandene klassizistische Planstadt Putbus auf der Insel Rügen, Circus

In der Zeit der Restauration (von 1815 bis 1848) wirkte der Klassizismus ästhetisch noch länger fort. Der die Epoche dominierende österreichische Staatskanzler Fürst Metternich etwa ließ sich von 1821 bis 1836 das böhmische Schloss Königswart durch den Architekten Peter von Nobile in schlichtem, reinem Klassizismus umbauen, ähnlich wie der preußische Staatskanzler Fürst Hardenberg 1820–1823 sein Schloss Neuhardenberg durch Karl Friedrich Schinkel. Die Nüchternheit der Fassaden wirkt dank guter Proportionen elegant, jedoch im Vergleich zum vorausgegangenen Rokoko ein wenig frostig. Schinkel bemühte sich bei dem ab 1826 erbauten Schloss Charlottenhof in Potsdam um eine etwas malerischere Gestaltung, im Sinne des englischen Picturesque.
In Großbritannien hatte sich der Klassizismus früher als auf dem Kontinent etabliert, etwa ab 1747 mit dem Umbau von Woburn Abbey, anschließend mit dem Adamstil der gleichnamigen Brüder, und hatte bedeutende Baumeister hervorgebracht, etwa Henry Holland, auf den John Soane und John Nash folgten, die bis weit ins erste Drittel des 19. Jahrhunderts wirkten, und in der folgenden Generation Robert Smirke, der Baumeister des 1825–50 errichteten British Museum. In Konkurrenz zum napoleonischen Empire-Stil entwickelte sich während der Regency-Zeit (ca. 1810–20) ein monumentaler Spätklassizismus, der bis in die Jahrhundertmitte fortwirkte.
In den Vereinigten Staaten hatte sich nach dem Amerikanischen Unabhängigkeitskrieg (von 1775 bis 1783) in den Nordstaaten zunächst der klassizistische Federal Style entwickelt, in den Südstaaten dann die Antebellum-Architektur, die bis zum Sezessionskrieg 1861 fortwirkte und das Greek Revival ebenso einschloss wie ab etwa 1840 historistische Strömungen (wie Tudor Revival und Italianate). Bekannte klassizistische Architekten waren William Thornton und Benjamin Latrobe (beide britischer Herkunft), James Hoban (irischer Herkunft) sowie deren Schüler Robert Mills. Thornton entwarf das United States Capitol in Washington, D.C., Hoban das Weiße Haus; beide Gebäude wurden nach ihrer teilweisen Zerstörung durch britische Truppen im Krieg von 1812 von Latrobe in etwas veränderter Form wiederaufgebaut.

Innenräume des späten Klassizismus
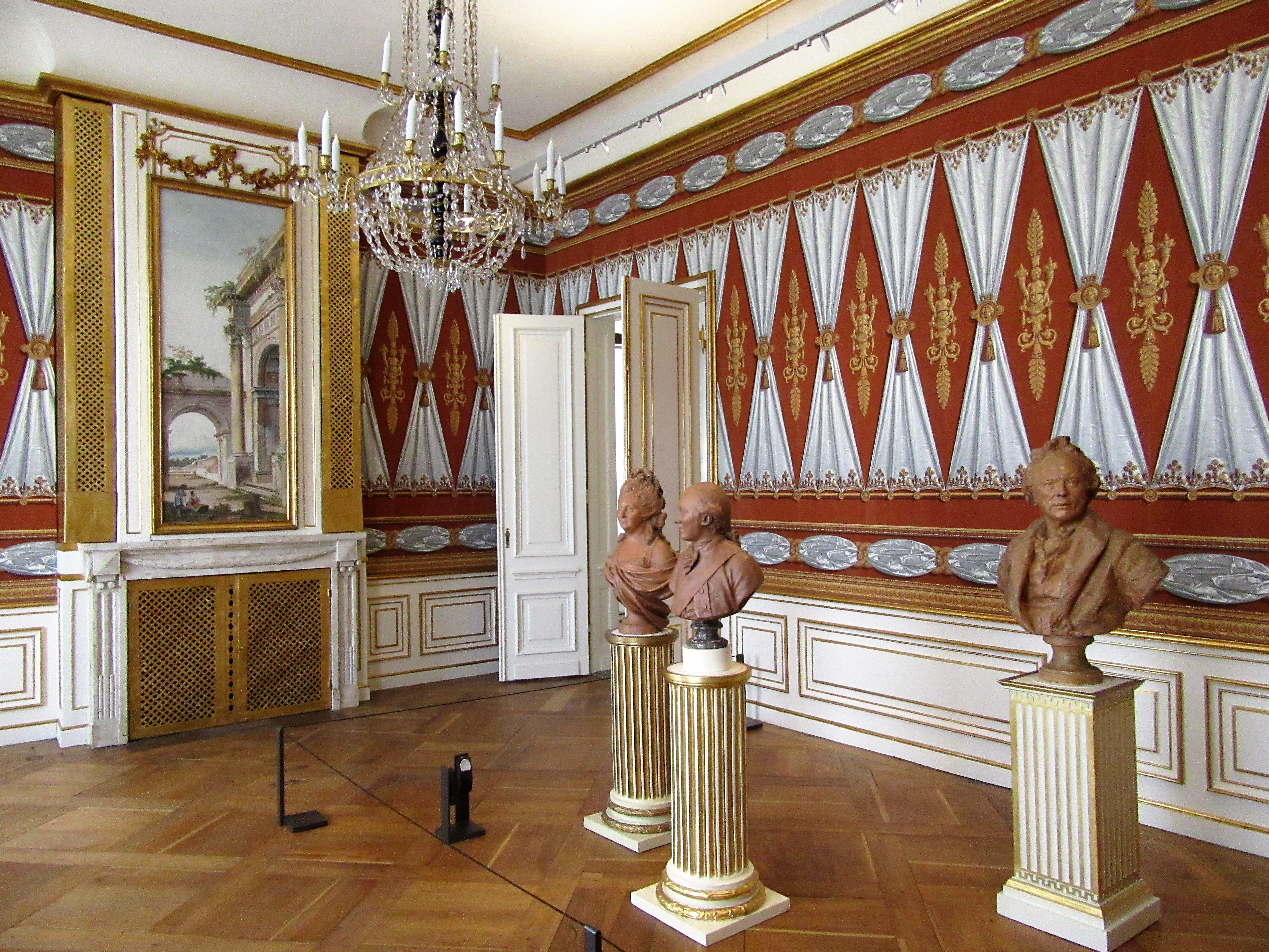
Salon in Schloss Ludwigslust
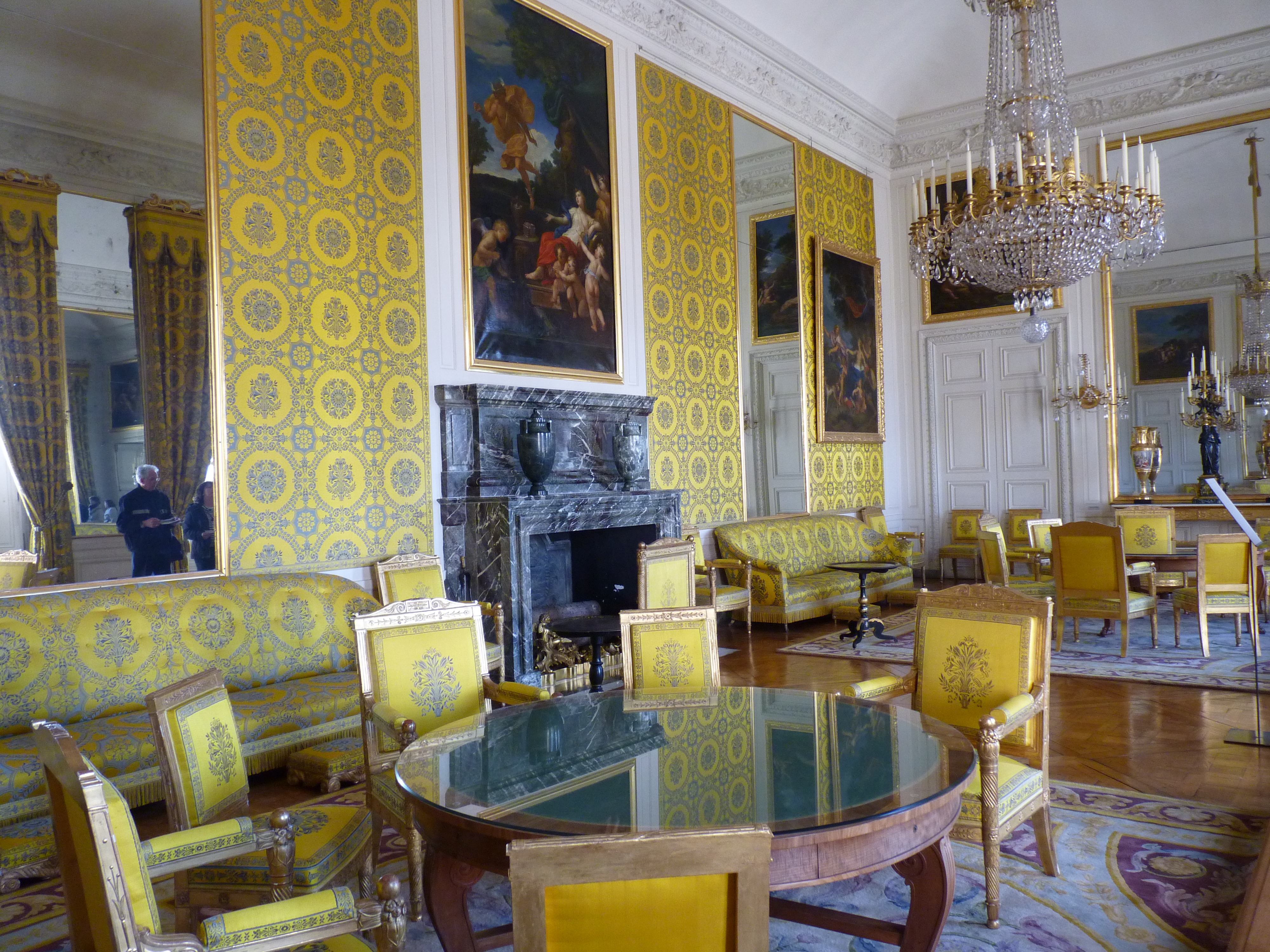
Familiensalon des „Bürgerkönigs“ Louis-Philippe im Grand Trianon (Mobiliar und Seidentapeten: 1830er Jahre; Gemälde und Stuck: Louis-quatorze)
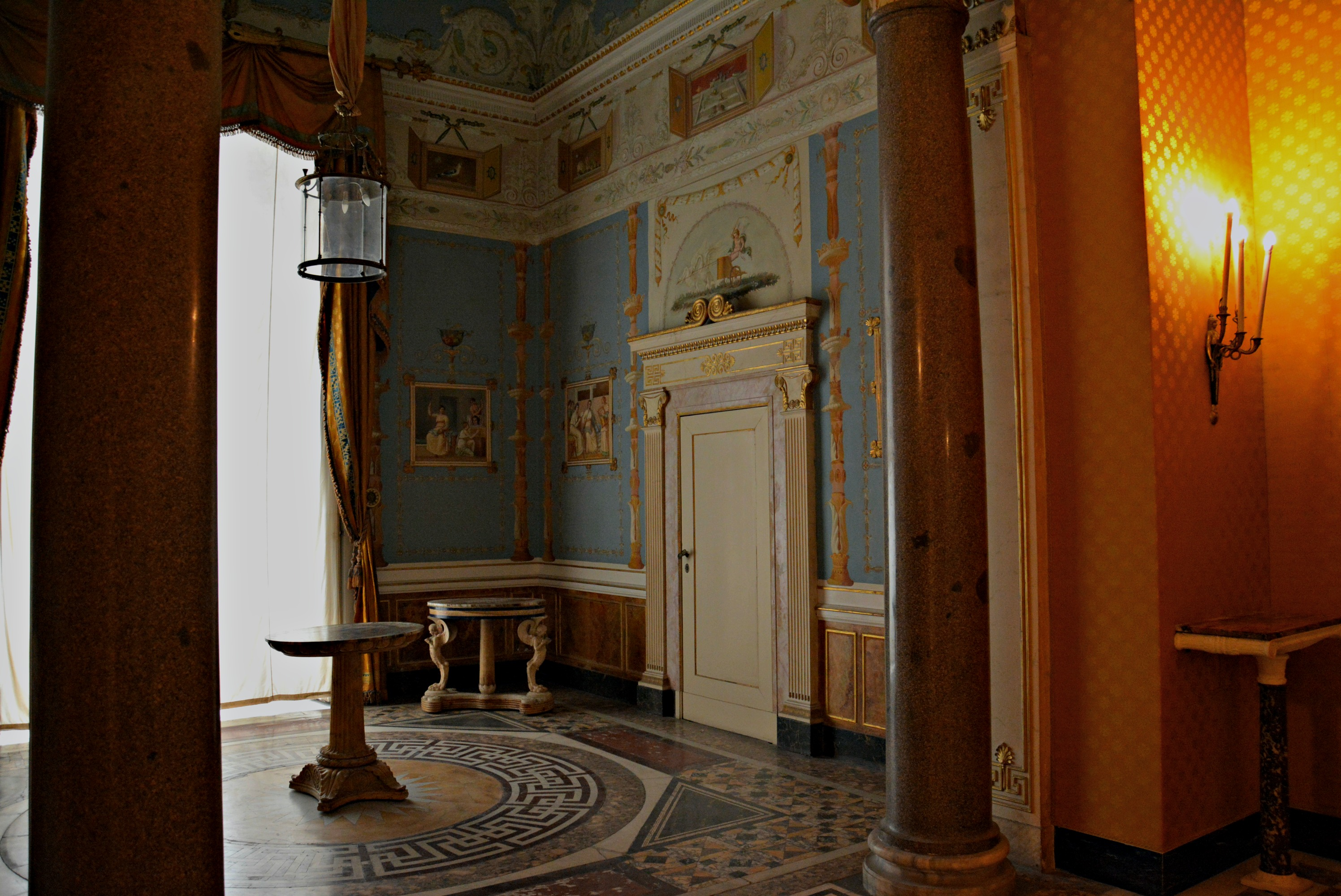
Blick ins Pompejanische Kabinett (1830er Jahre; Sala 23), Reggia di Capodimonte, Neapel
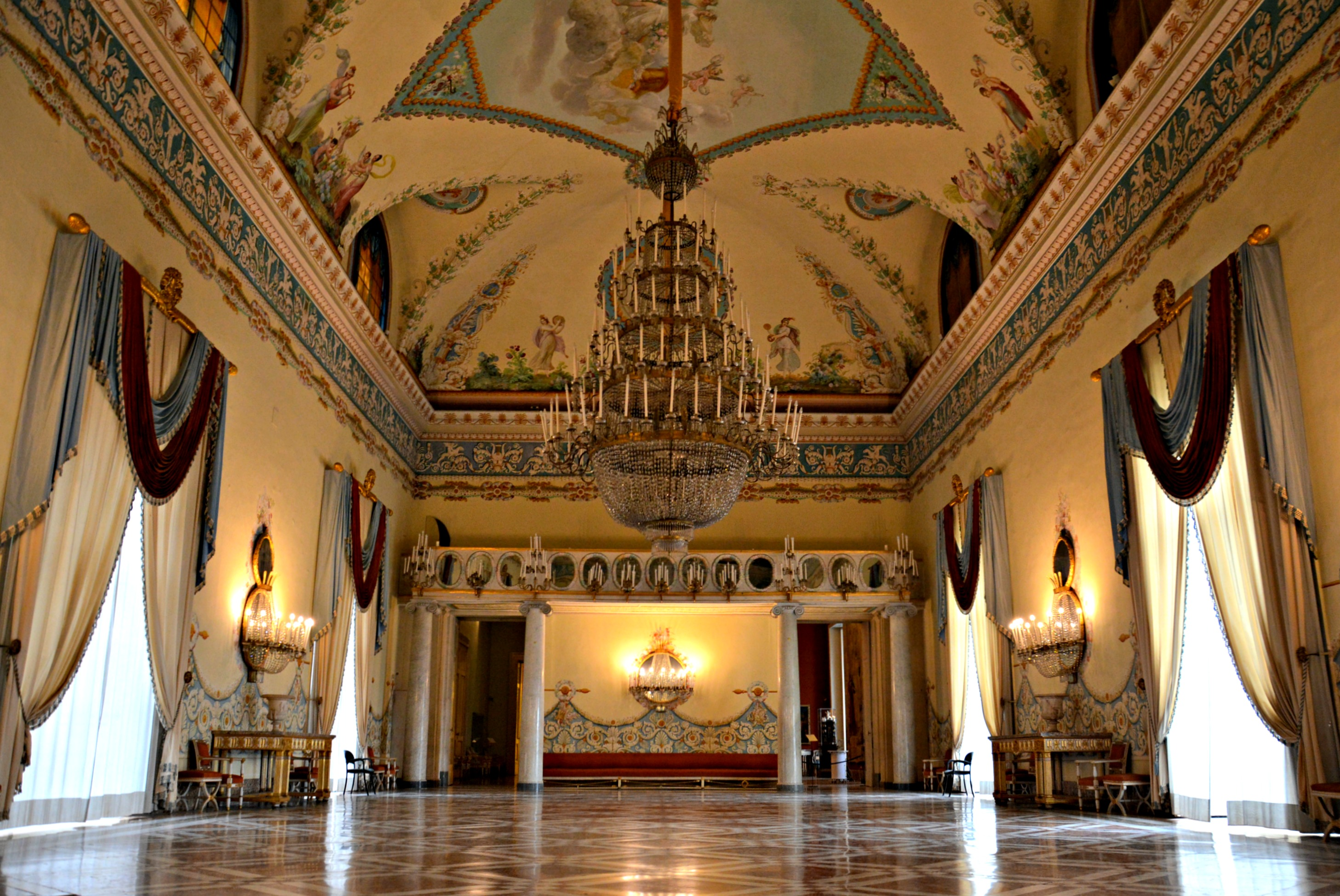
Festsaal, Reggia di Capodimonte, Neapel
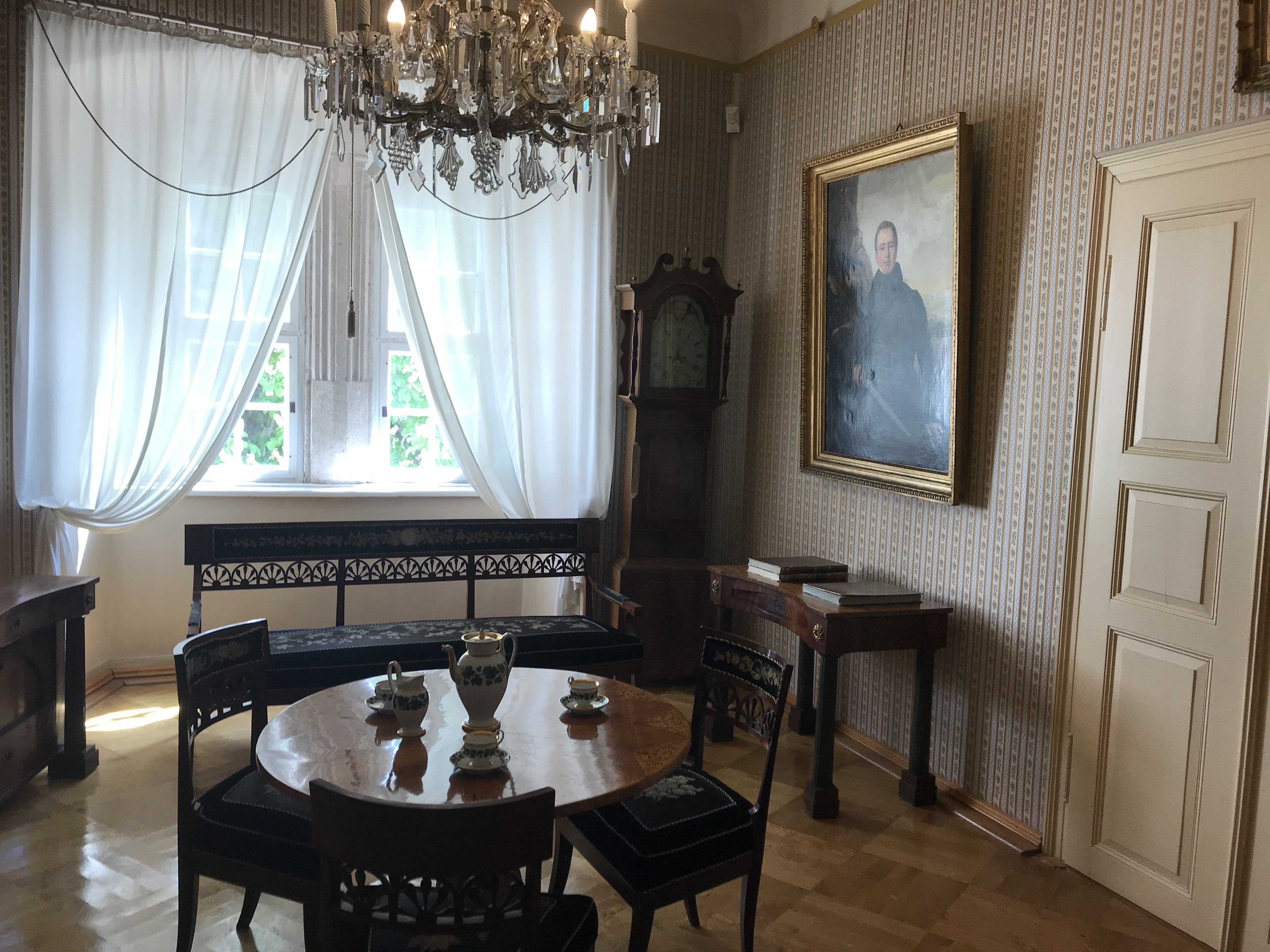
Biedermeier-Möbel (ca. 1810–1845) in Schloss Hinterglauchau
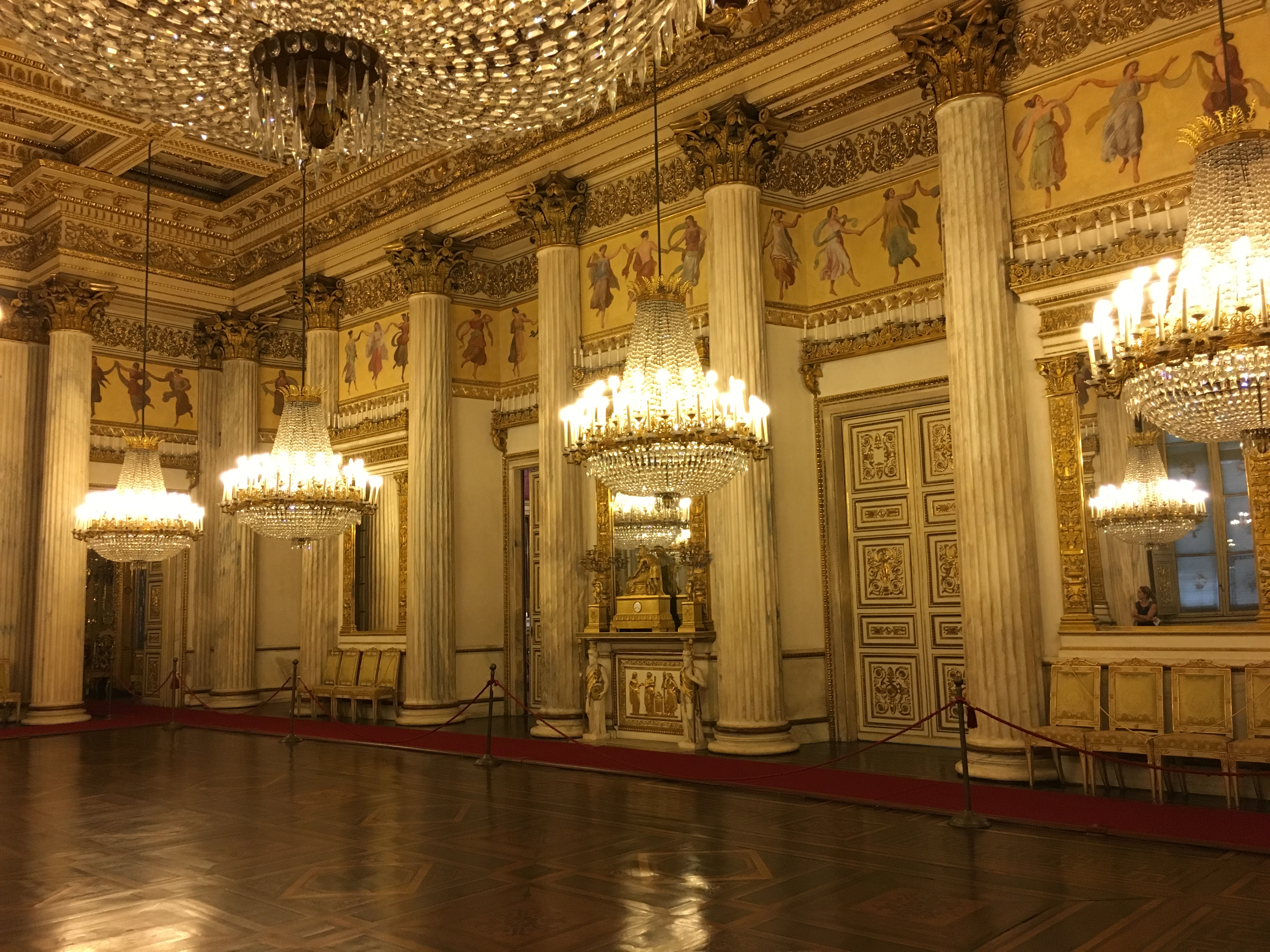
Ballsaal von Pelagio Pelagi (1835–1842), Palazzo Reale, Turin

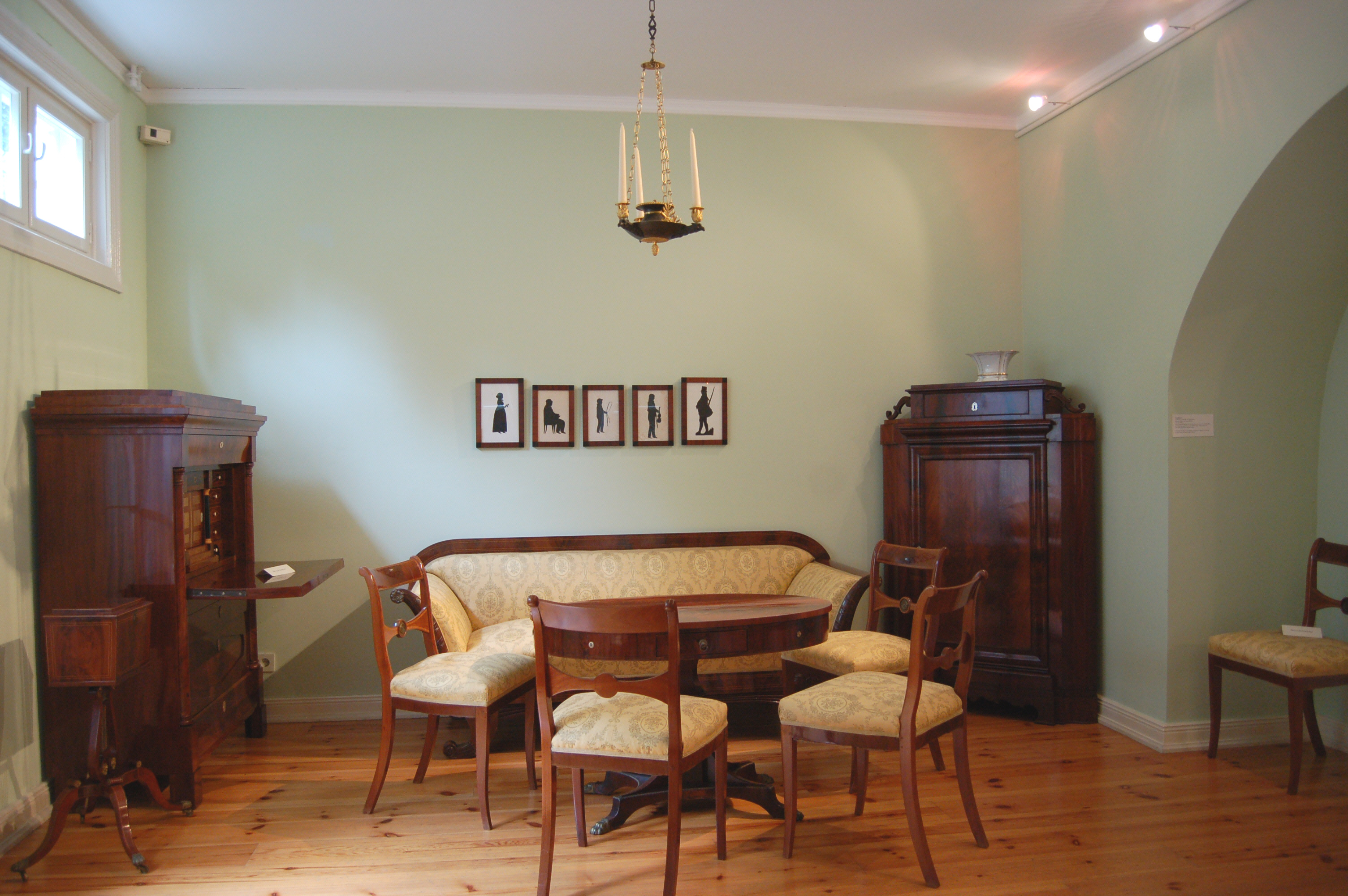
Biedermeier-Wohnzimmer um 1830

Die Architektur und Malerei des deutschen Biedermeier stellt demgegenüber eine Wendung ins Schlichtere und ‚Gemütliche‘ (Innendekoration) dar, die klassizistische Formen vereinfachend abwandelte. Die aus dem 18. Jahrhundert herrührenden Fertigkeiten der großen Möbelkünstler waren nicht mehr vorhanden, auch wenn man sich noch um handwerkliche Qualität bemühte, etwa bei den großen Flächen mit Holzmaserung. Die Möbel waren von schlichter Eleganz, gelegentlich aber auch Klobigkeit, sie sollten zweckmäßig sein und den Eindruck von Behaglichkeit verbreiten.
In der Malerei hält sich die Biedermeier-Ästhetik bis in die 1870er Jahre, in der Architektur wird sie schon in der ersten Jahrhunderthälfte durch alternative Bauformen in Frage gestellt, am frühesten von der Neugotik. Gesellschaftlich werden die neuen Bauformen mit dem aufstrebenden Bürgertum und seinem Wunsch nach Repräsentation assoziiert. Paul Sprenger, ein wichtiger Repräsentant der späten klassizistischen Architektur in Österreich, wurde geradezu als „Metternich der Architektur“ bezeichnet. Dementsprechend kommt umgangssprachlich vor allem in Bezug auf Bürgerhäuser aus der Zeit um 1830 die Bezeichnung biedermeierliche oder Biedermeier-Architektur vor.

### Übergang zum Historismus
Um die Mitte des 19. Jahrhunderts setzte eine Entwicklung vom Klassizismus hin zum Historismus ein. Eine prägende Stilform dieses Übergangs ist der Rundbogenstil, der ab etwa 1828, gedanklich untermauert durch die Schrift „In welchem Style sollen wir bauen?“ von Heinrich Hübsch, eine erste stilistische Transformation des Klassizismus einleitete. Der Großmeister des preußischen Klassizismus, Karl Friedrich Schinkel, hatte selbst bereits begonnen, historistische Entwürfe parallel zu klassizistischen zu liefern, je nach Geschmack des Auftraggebers. Dies führte auch sein bekannter Schüler Friedrich August Stüler fort. Beide zusammen schufen etwa mit Schloss Stolzenfels ein Hauptwerk der deutschen Neugotik.

#### Abgrenzung zum Historismus
Die Abgrenzung des Klassizismus zum Historismus ist weder chronologisch noch stilistisch ganz einfach. Einerseits ist der Klassizismus selbst ein „historisierender“ Stil, der sich an die Antike und deren Interpretation in der Renaissance anlehnt. Andererseits teilt der Historismus zum Teil dasselbe Formenrepertoire, besonders deutlich in der Neorenaissance. Dazu kommt noch, dass der Spätklassizismus durchaus eine Vorliebe für bestimmte Dekorationsformen, etwa aus der byzantinischen oder arabischen Kunst, zeigt. Der Grundzug des Historismus ist dann auch nicht so sehr die „Ablösung“ vom Klassizismus, sondern sein Einfügen in einen pluralistischen Kanon von Stilen – daher auch der Alternativbegriff Eklektizismus. Der schlagendste Unterschied ist die weitaus größere Dekorfreudigkeit der historistischen Bauten und Ausstattungen, die dem in der Gründerzeit reichgewordenen Bürgertum eher zusagte als der spartanische Stil der ersten Jahrhunderthälfte.
Als Übergangsbauwerk zwischen Klassizismus und Historismus in Österreich gilt die Altlerchenfelder Pfarrkirche, bei deren Bau eine Debatte über den „richtigen Stil“ geführt wurde, was schon die Geisteshaltung des Historismus ankündigt.

#### Unterschiede zum Historismus
Der programmatische Schwerpunkt auf der klassischen Antike unterscheidet den Klassizismus vom Historismus.
Im Gegensatz zum Klassizismus greift der Historismus auf zahlreiche andere Strömungen zurück: Neuromanik, Neugotik, Neorenaissance, Neobarock, Neorokoko, Italianate, Neobyzantinismus, Orientalismus. Ebenso existiert eine Neudeutung seiner selbst im Neohistorismus. Ferner findet der Klassizismus zur Wende des 19. zum 20. Jahrhundert als Neoklassizismus eine Neugeburt.
Im Historismus fehlt der Bezug auf die theoretischen Konzeptionen, wie sie etwa Vitruv und andere römische Bauforscher entwickelt haben und die im Klassizismus als Kanon zugrunde gelegt werden. Der Zugang des Historismus zur klassisch-antikisierenden Formensprache ist eklektisch und auf formale Aspekte beschränkt.

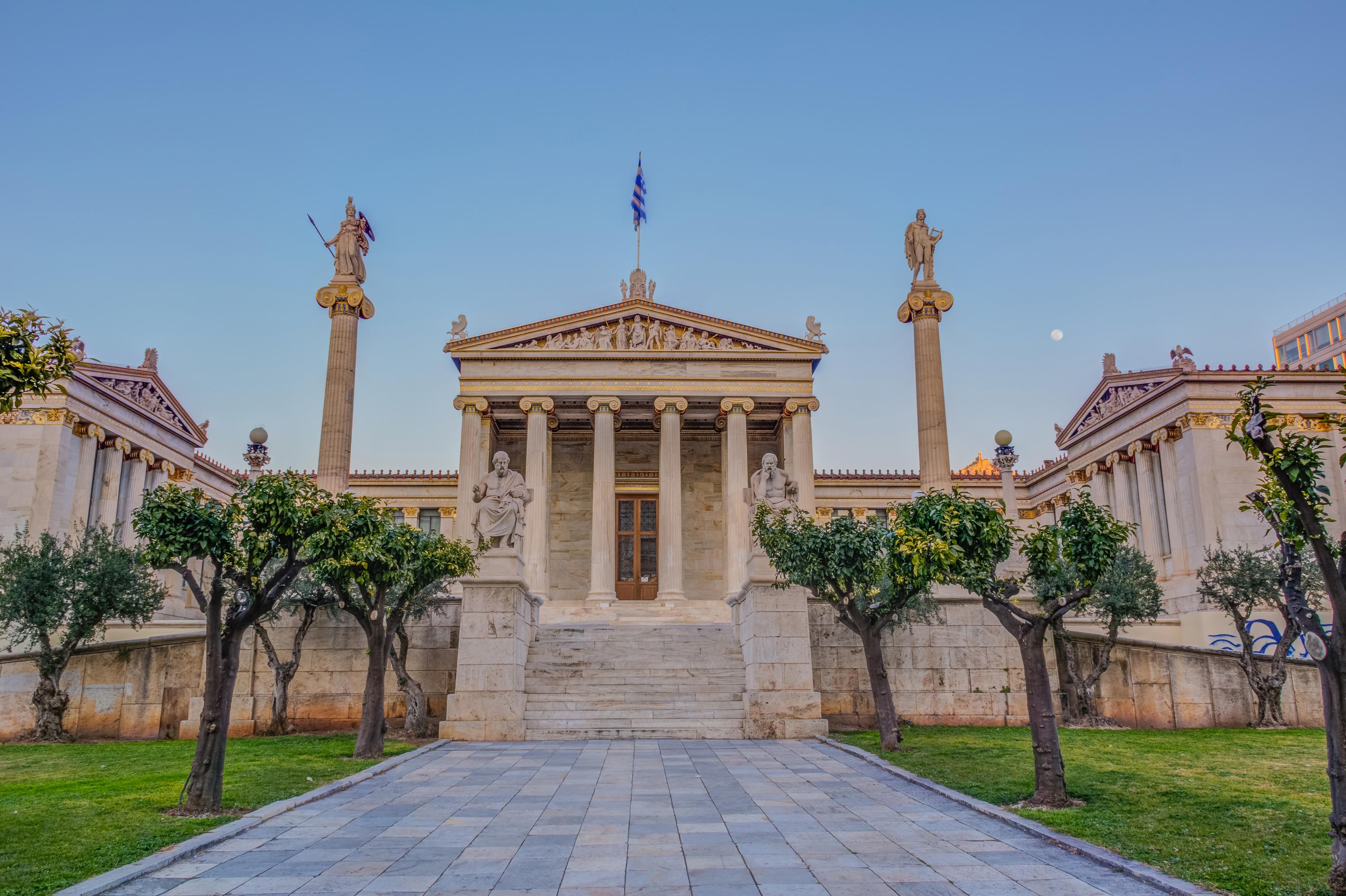
Akademie von Athen (von Theophil von Hansen, 1839)
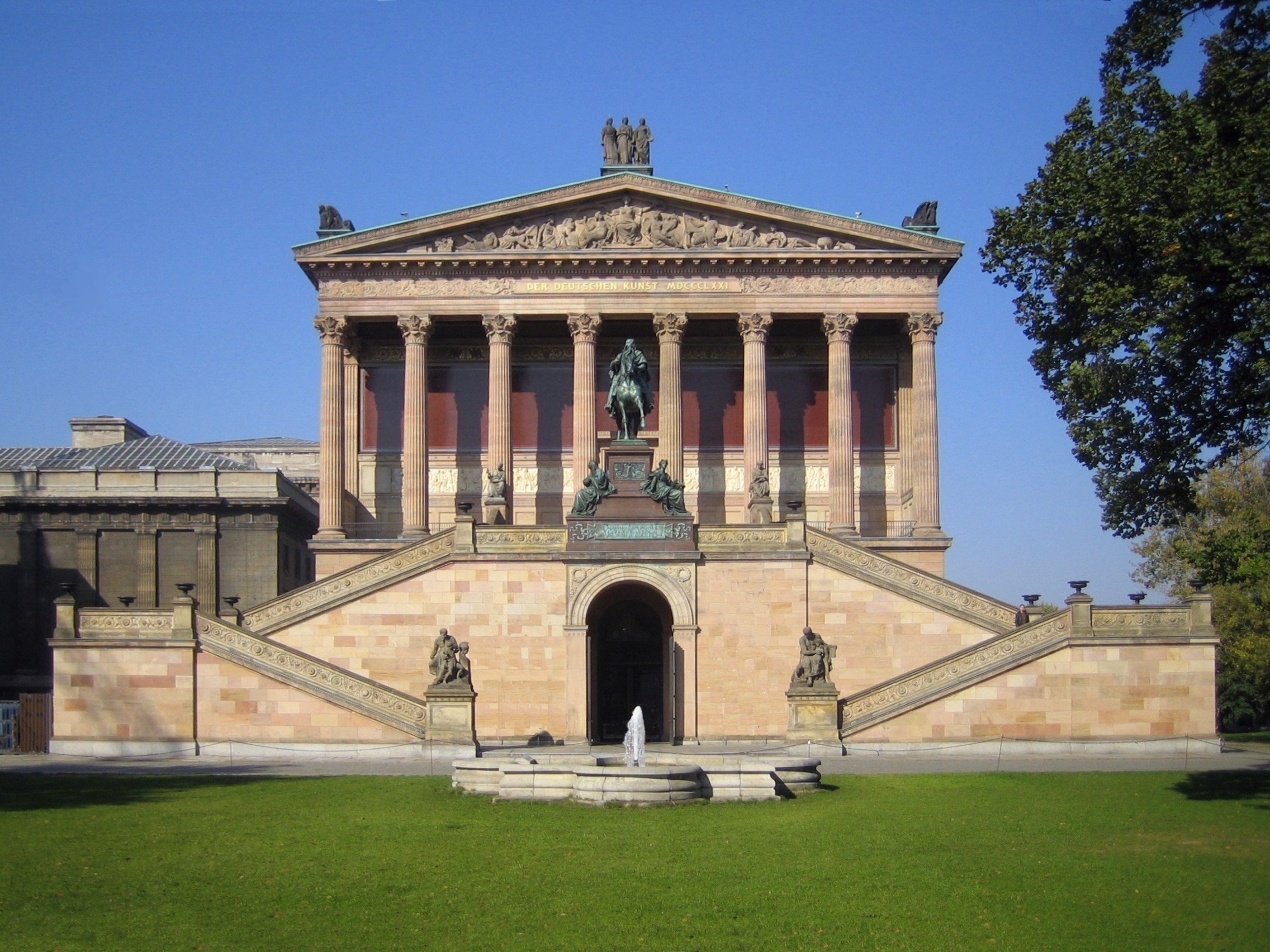
Alte Nationalgalerie, Berlin (entworfen von Stüler 1862, ausgeführt bis 1876 von Strack)
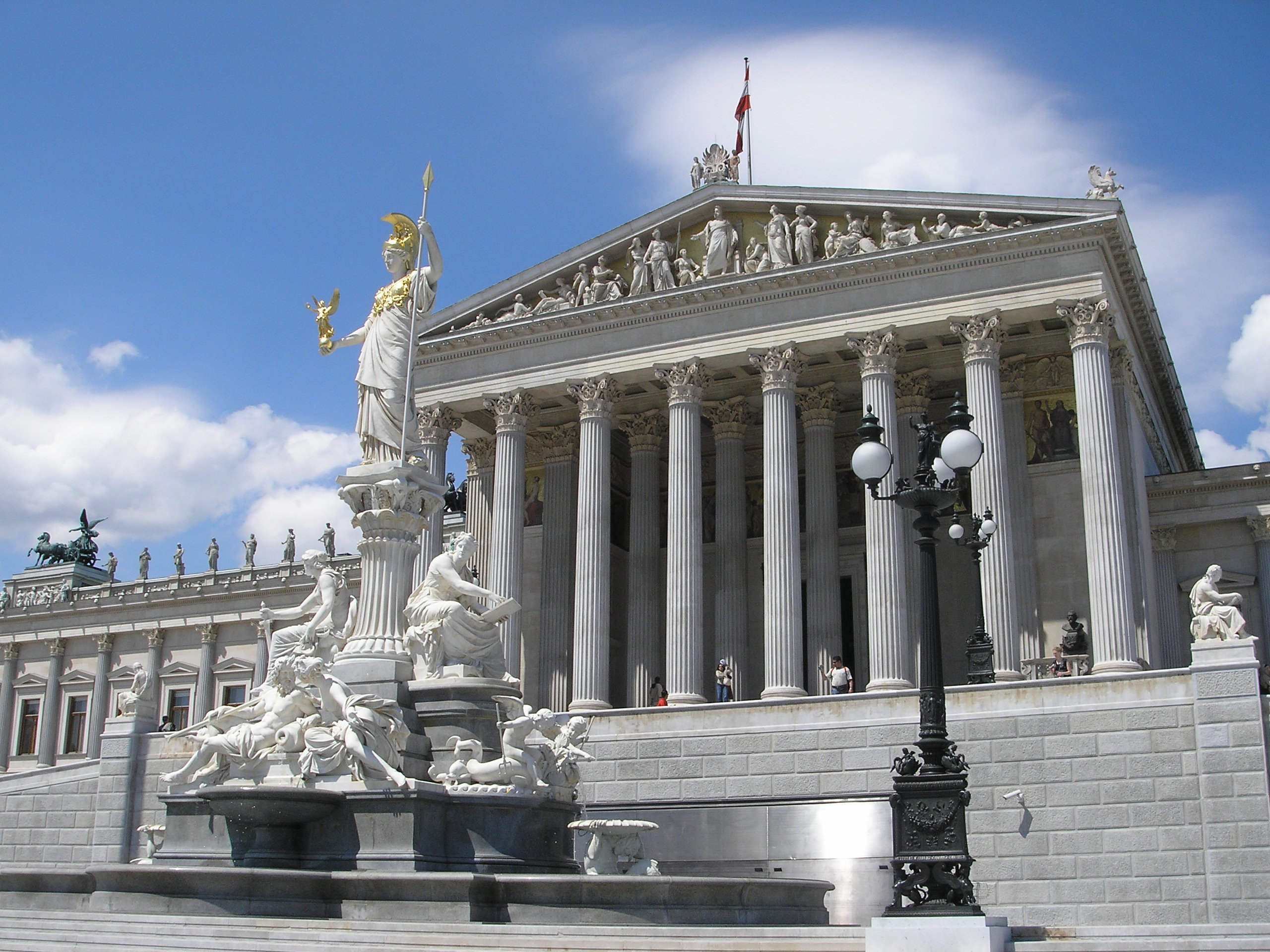
Historismus, klassizierend: Wiener Parlament (Hansen, 1874-83)

## Bildhauerkunst des Klassizismus
Der wohl größte und meist bewunderte Bildhauer der Epoche war der Italiener Antonio Canova, der ab den 1770er Jahren bis um 1820 ein Meisterwerk nach dem anderen schuf. Sein Stil orientiert sich einerseits stark an der Antike, tendiert dabei jedoch zu großer Anmut und Eleganz; typisch ist auch eine sehr glatte, perfekte Oberflächenbearbeitung des Marmors. Er gilt als ein „Bahnbrecher“ des klassizistischen Stils, seine Werke hatten einen großen Einfluss nicht nur auf andere Bildhauer, sondern auch auf die Malerei (z. B. auf Ingres). In einem durchaus ähnlichen Stil arbeitete der dänische Bildhauer Bertel Thorvaldsen, der viele Jahre in Rom verbrachte, und der sich in der künstlerischen Qualität als einziger mit Canovas Kunst messen konnte; er hatte auch viele Schüler, besonders von nördlich der Alpen. In Frankreich wirkte in der frühen Periode Jean-Antoine Houdon, dessen Werk auch einen gewissen internationalen Einfluss hatte (u. a. Porträtbüsten von Voltaire (1779–1781, Comédie-Française, Paris) und von George Washington (1785, Capitol, Richmond)). Im süddeutschen Raum wirkten vor allem der Württemberger Johann Heinrich Dannecker und der Bayer Ludwig Schwanthaler.
Die wichtigsten Bildhauer des deutschen Klassizismus waren Johann Gottfried Schadow (1764–1850) und Christian Daniel Rauch (1777–1857). Sie begründeten die Berliner Bildhauerschule, deren künstlerische Bedeutung weit über die preußische Hauptstadt und das 19. Jahrhundert hinausreichte. Zu Schadows Hauptwerken gehören das Berliner Grabmal für Graf Alexander von der Mark (1790), die bekrönende Quadriga des Brandenburger Tores (1793), das Zieten-Denkmal (1794), die Prinzessinnen-Gruppe (1797), das Rostocker Blücher-Denkmal (1819), das Wittenberger Luther-Denkmal (1821) und das Ruhende Mädchen (1826). Die Frühwerke markieren teilweise noch den Übergang vom Rokoko seines Lehrers Antoine Tassaert. Zu Rauchs Hauptwerken gehören das Berliner Grabmal für Königin Luise von Preußen (1814), das Scharnhorst-Denkmal (1822), das Blücher-Denkmal (1826), das Münchner Max-Joseph-Denkmal (1835), das Nürnberger Dürer-Denkmal (1840), die Kranzwerfende Viktoria (1841) und das Berliner Denkmal für Friedrich den Großen (1851). Die Spätwerke markieren teilweise schon den Übergang zum Neobarock seines Schülers Reinhold Begas.

Bildhauerkunst des Klassizismus
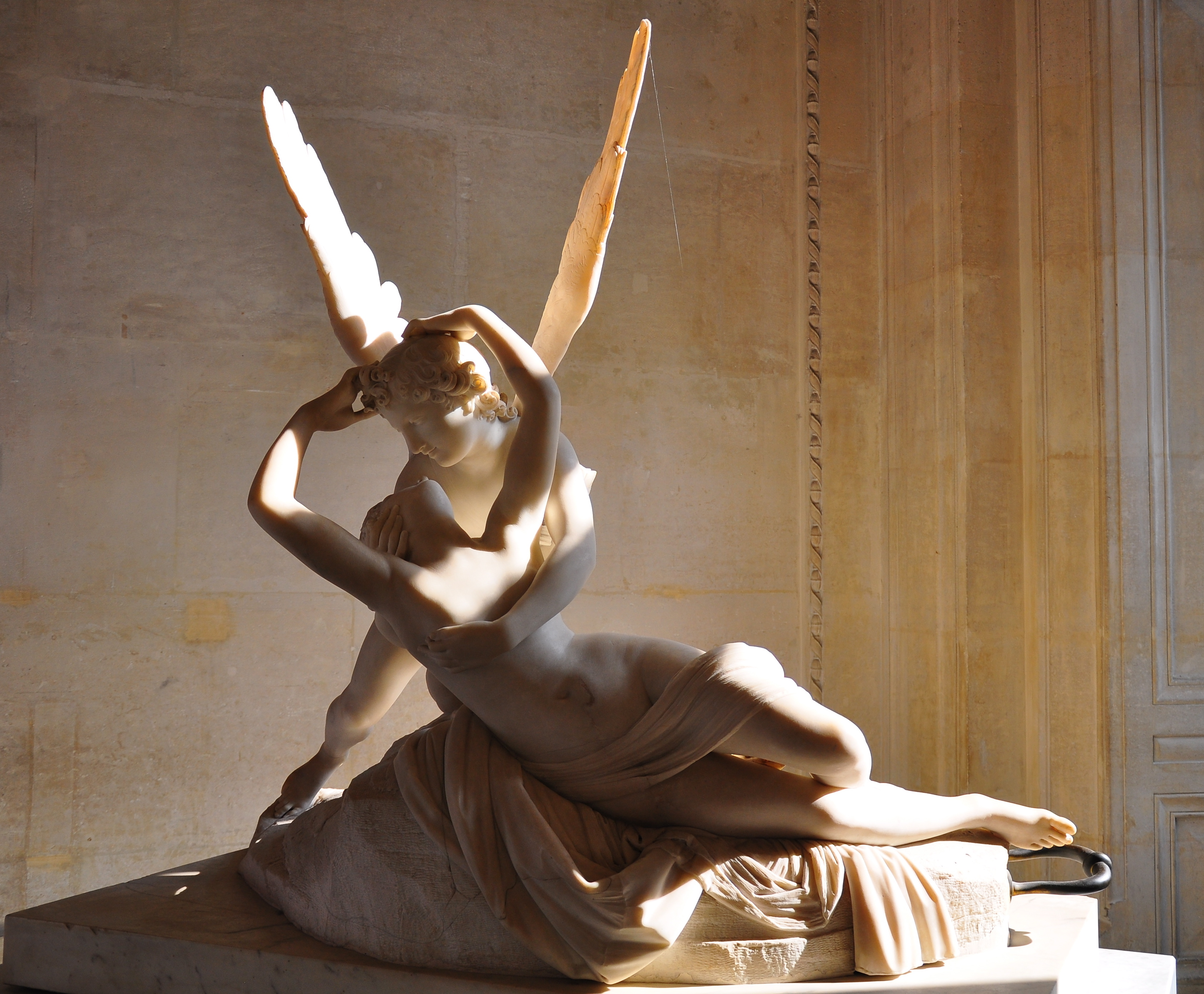
Amor und Psyche (Canova)
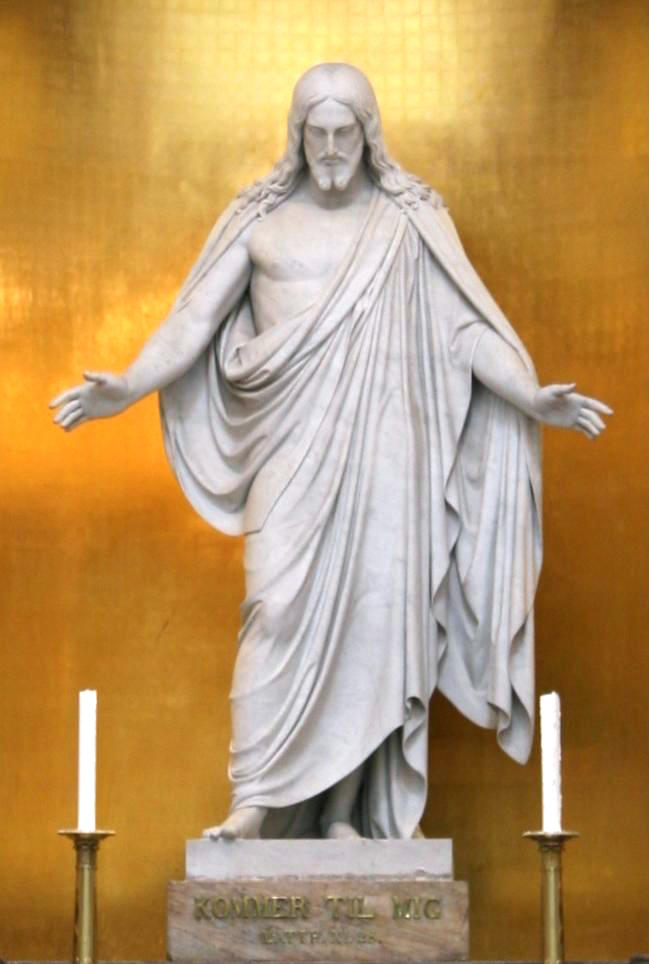
Christus (Thorvaldsen)
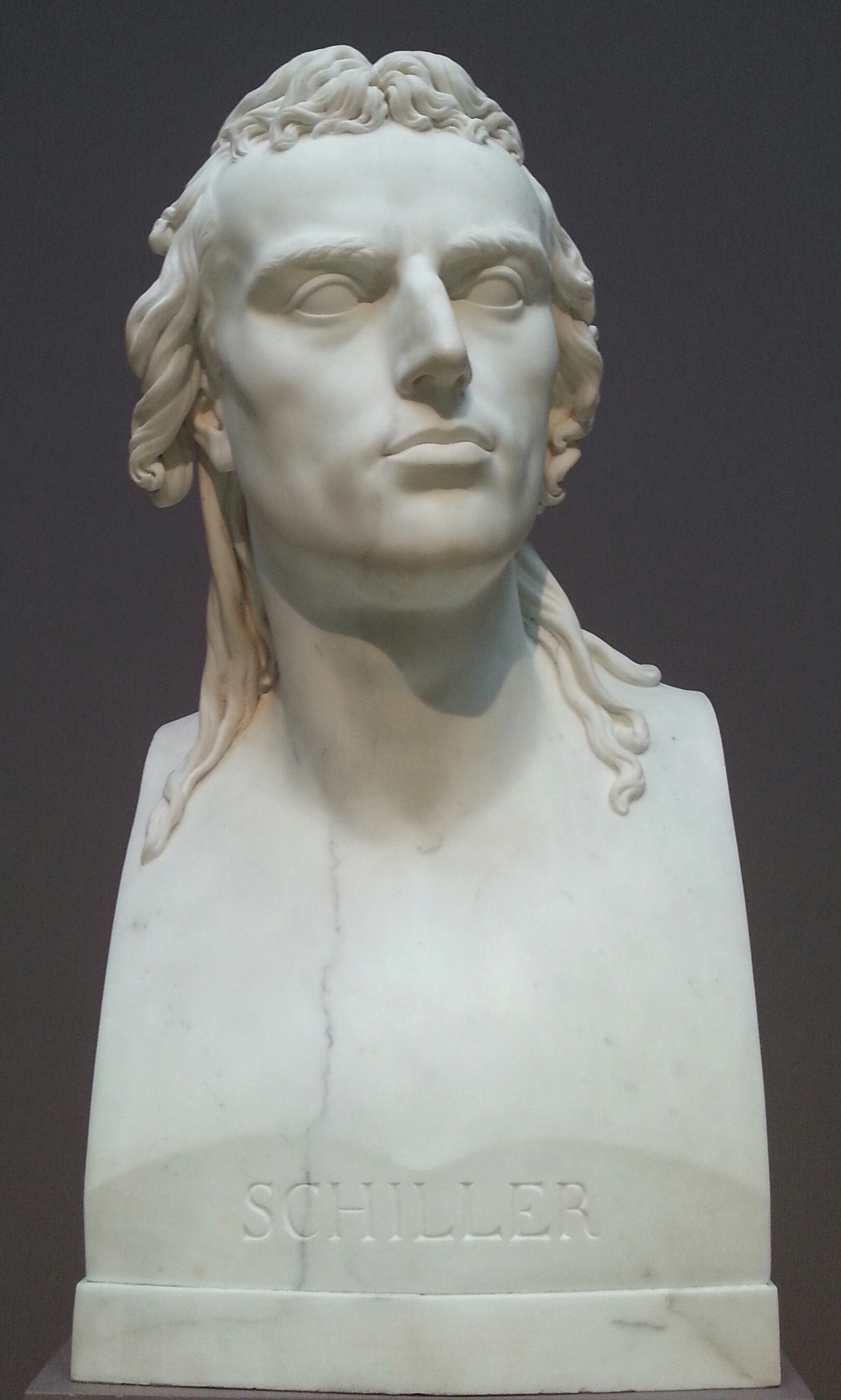
Schiller (Dannecker)
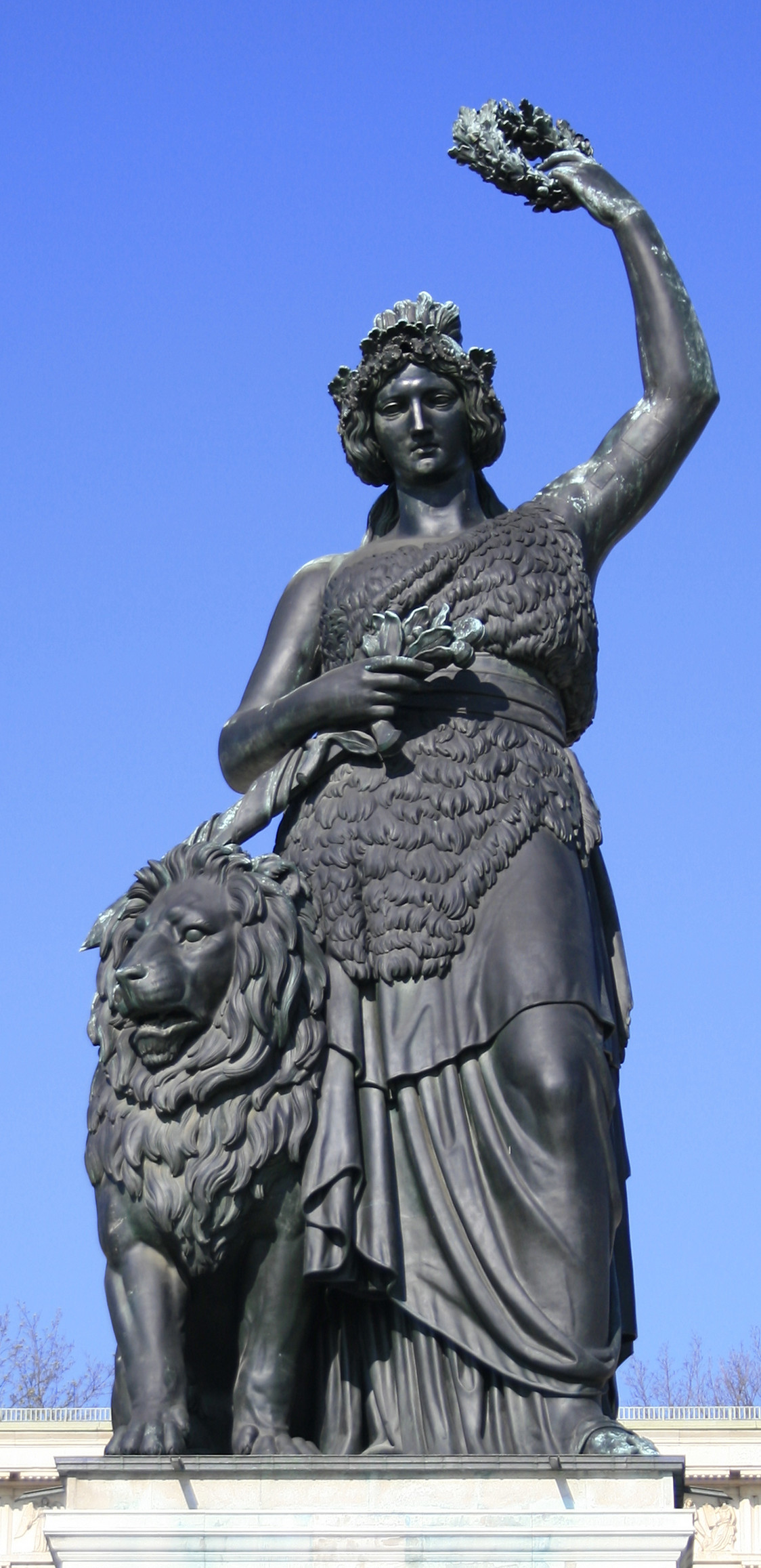
Bavaria (Schwanthaler)
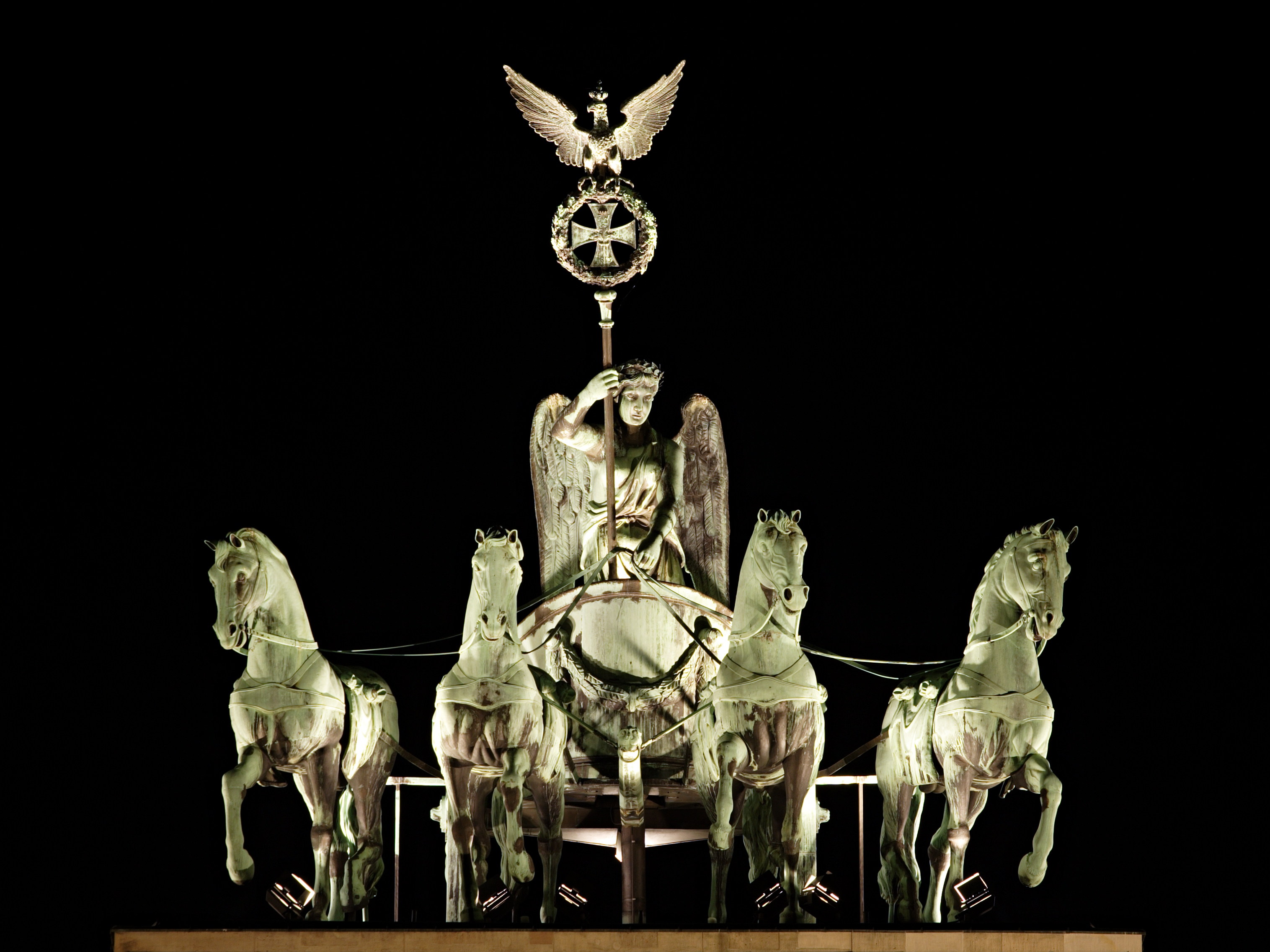
Quadriga (Schadow)
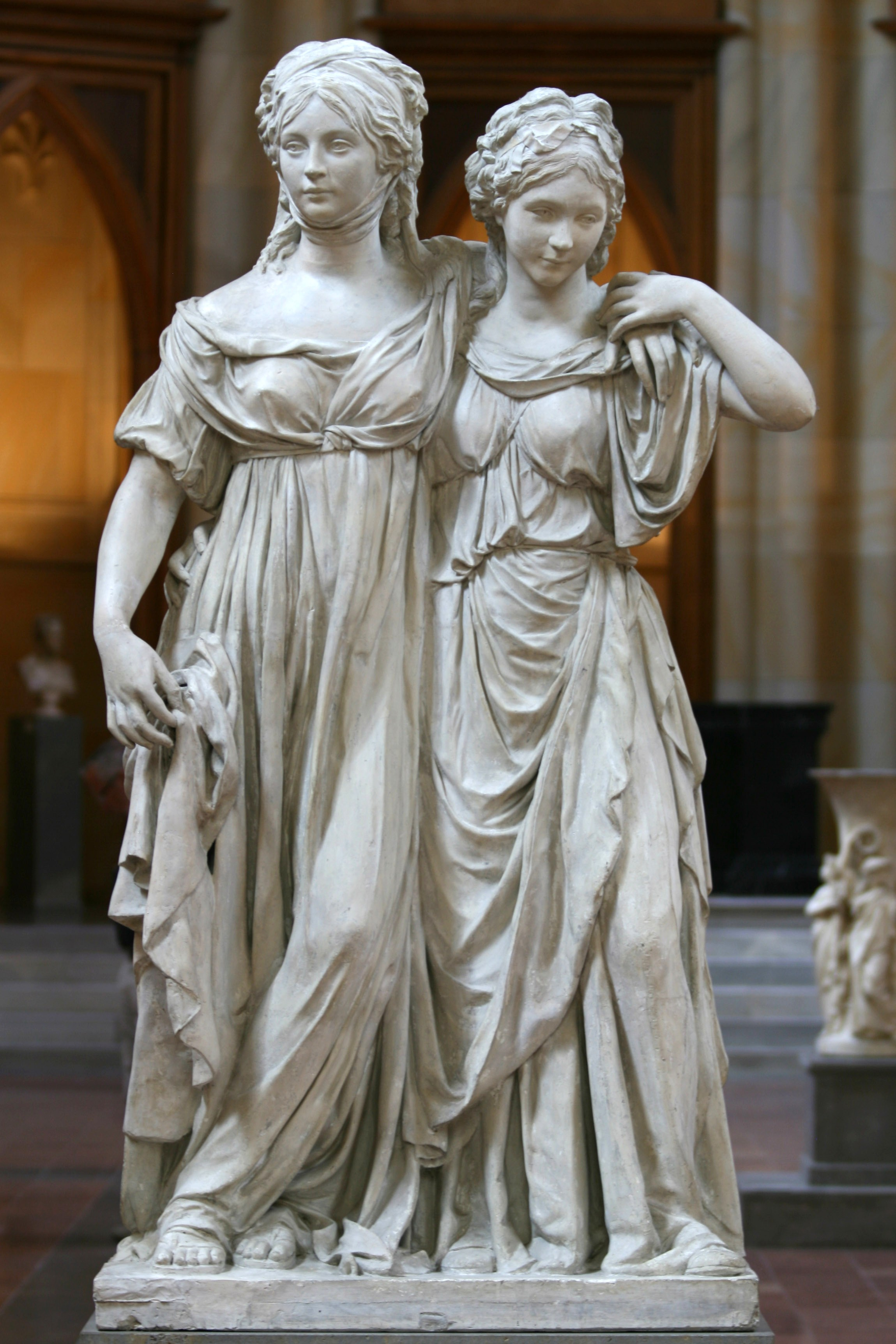
Prinzessinnen-Gruppe (Schadow)
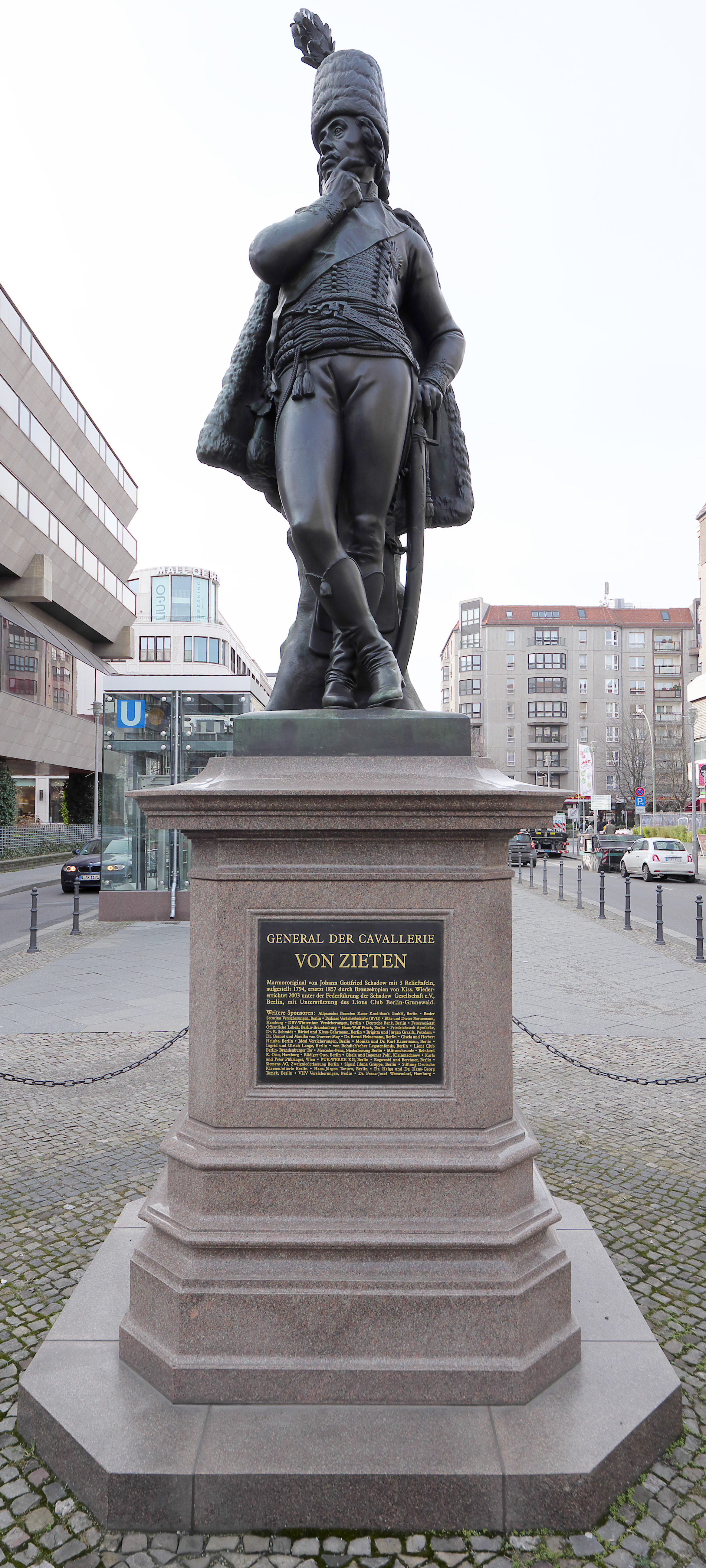
Zieten-Denkmal (Schadow)
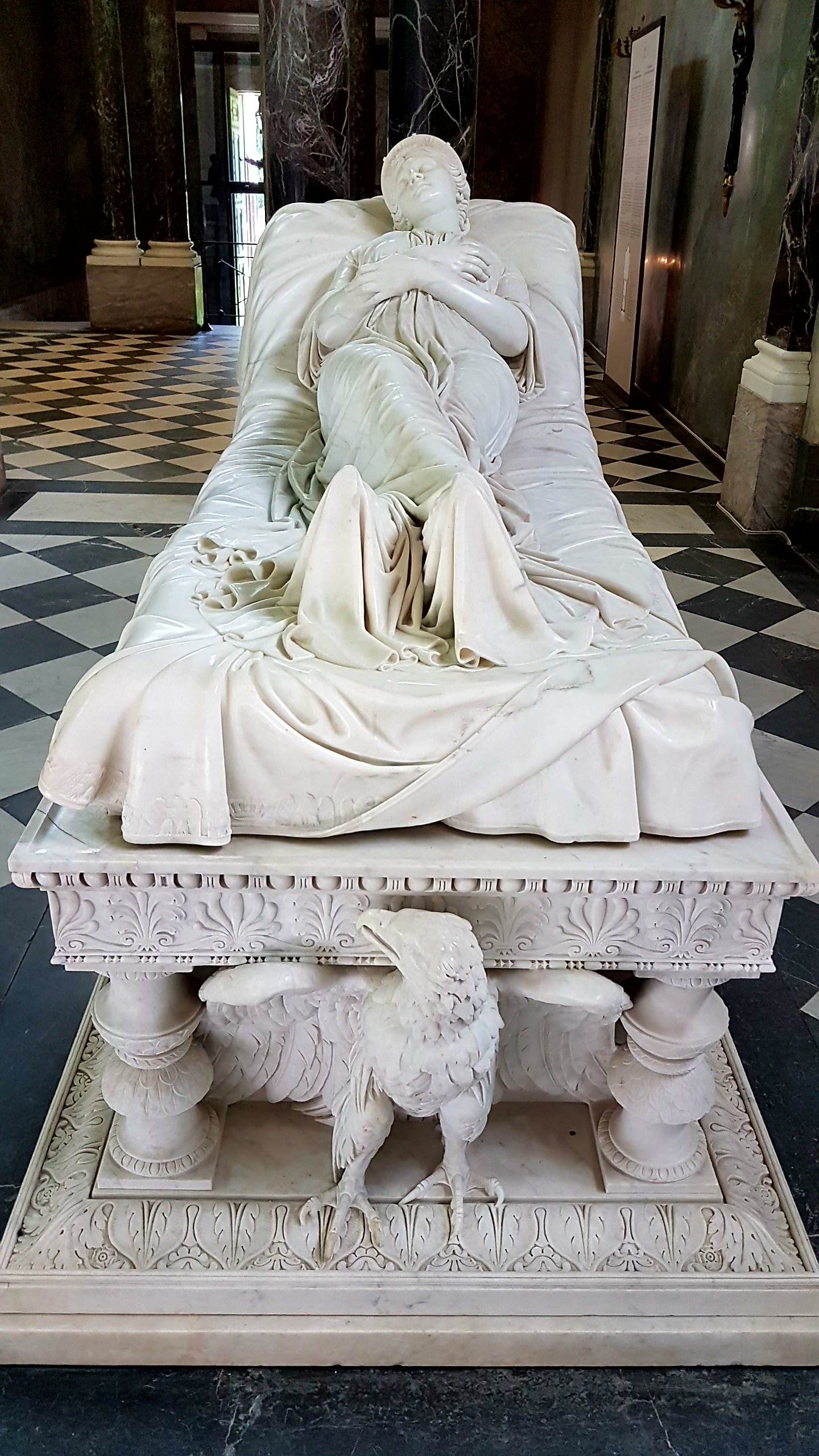
Grabmal der Königin Luise (Rauch)
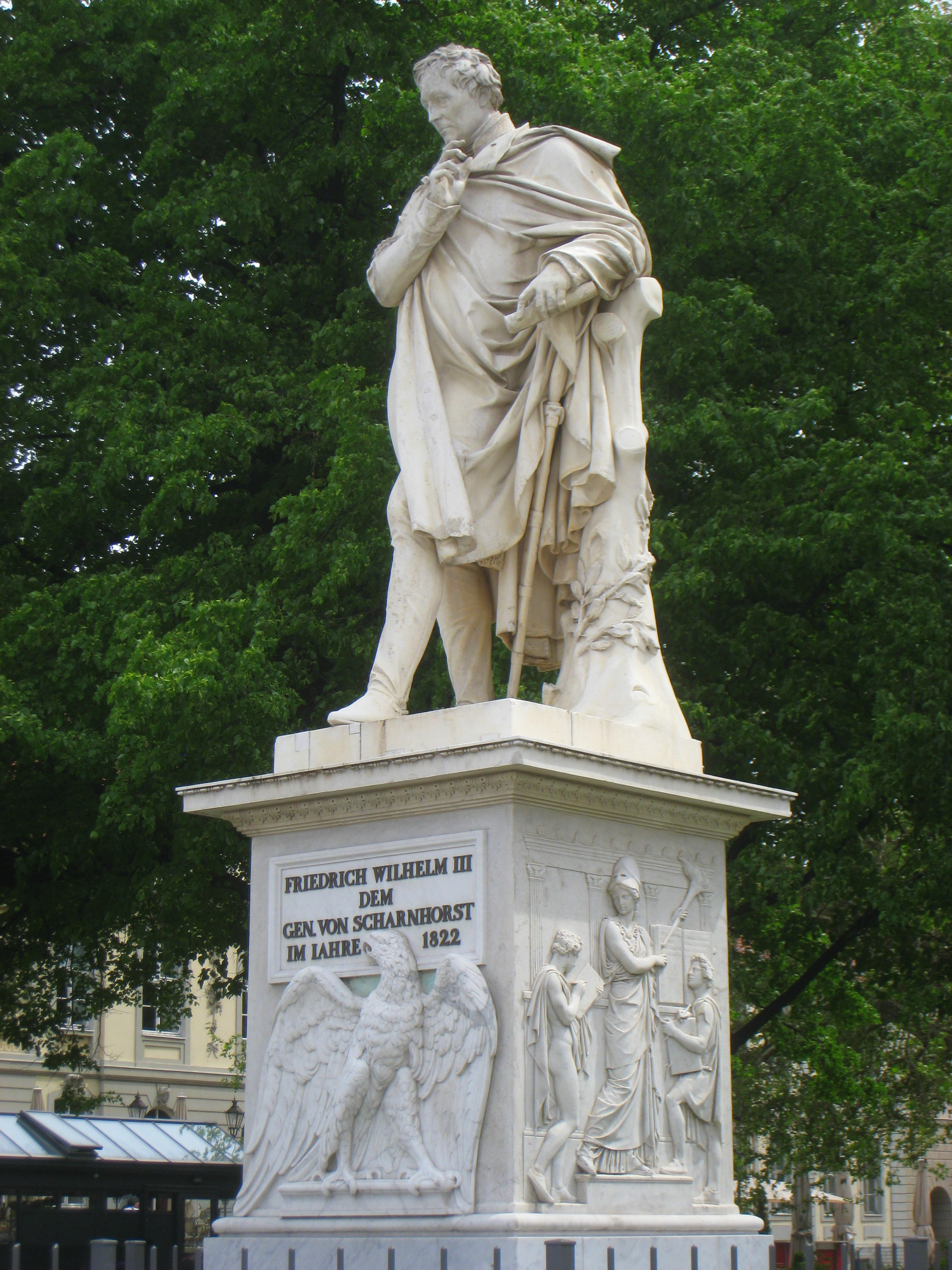
Scharnhorst-Denkmal (Rauch)
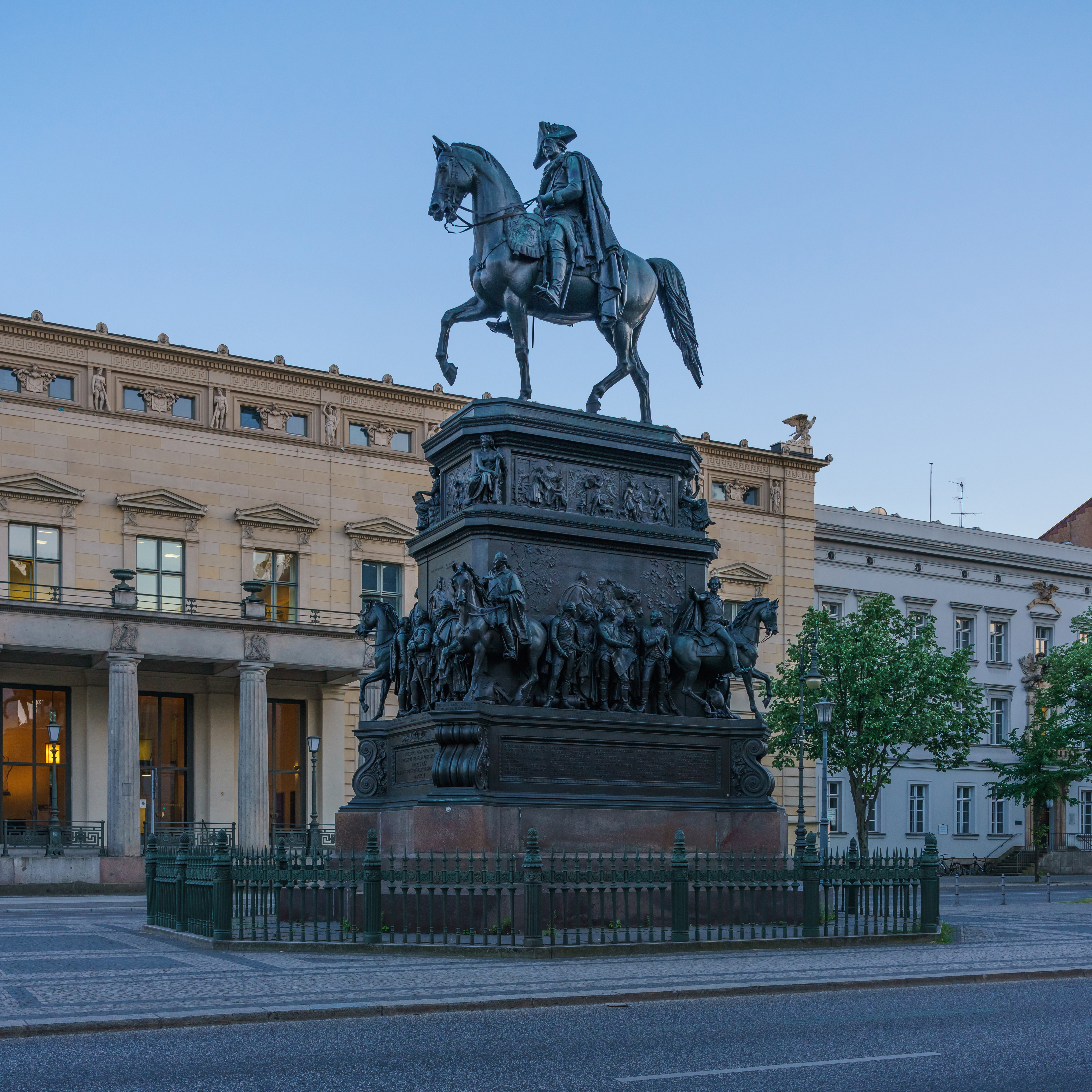
Denkmal Friedrichs des Großen (Rauch)

## Malerei des Klassizismus
In der Malerei lösten sich die Künstler von dem allegorischen Programm der Barockzeit und malten Szenen aus der griechischen und römischen Antike, die oft einen „patriotischen“ Hintersinn haben. Die Konturen werden klarer und die pastose Farbgebung verschwindet zugunsten eines flächigen Farbauftrages. Die koloristischen Aspekte der Malerei traten in den Hintergrund. Auf Farbigkeit konnte ein strenger Klassizist im Prinzip auch verzichten. Daher wirkt die Farbgebung eher kühl. Körpergrenzen werden zeichnerisch scharf abgegrenzt. Eine klar überschaubare und harmonische Komposition der Figuren, ein ruhiges Zeitmaß waltet in allen Gebärden.
In Illustrationen sind Umrissradierungen für den Klassizismus charakteristisch.

Gemälde des Klassizismus
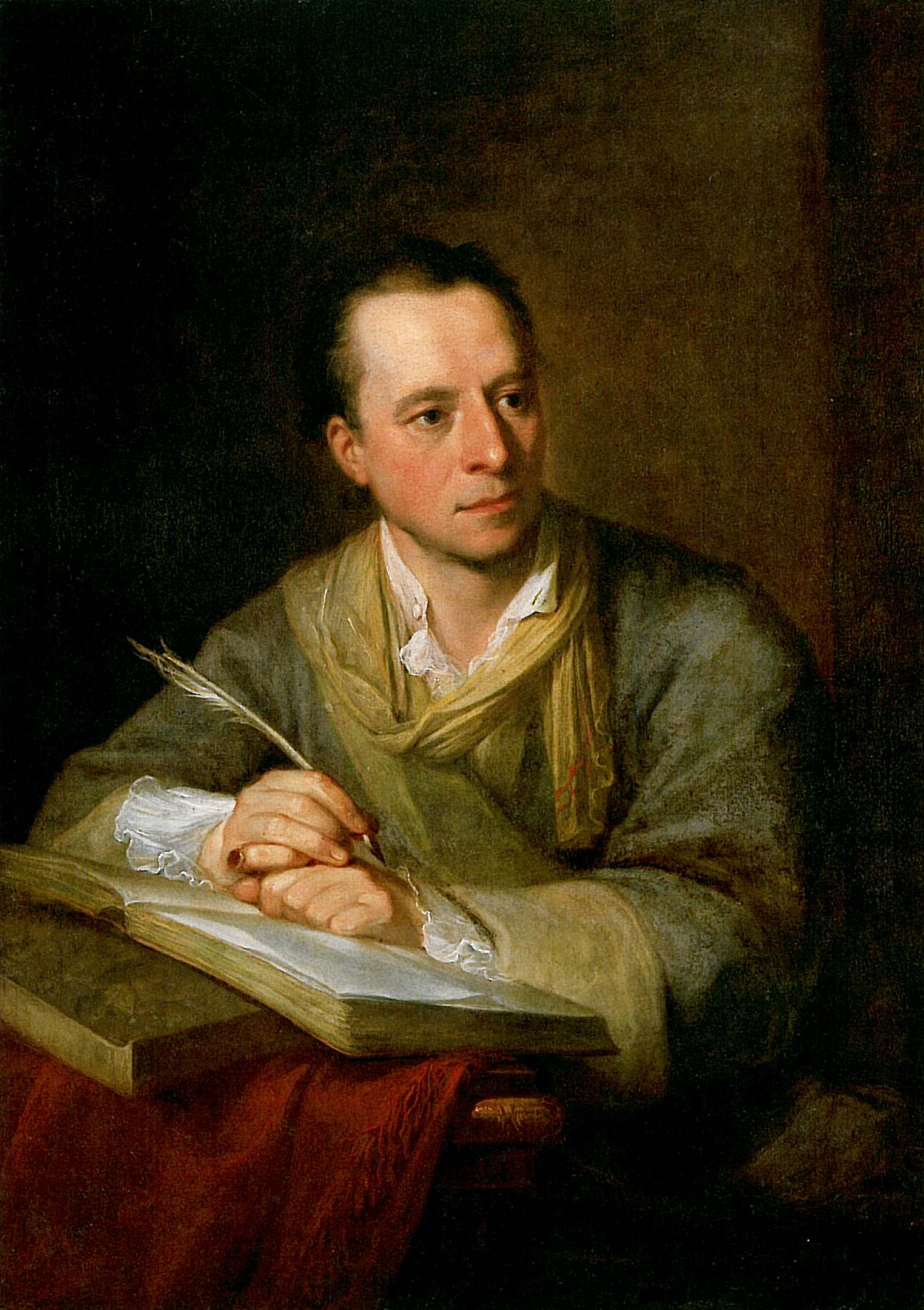
Angelika Kauffmann: Bildnis Johann Joachim Winckelmann, 1764
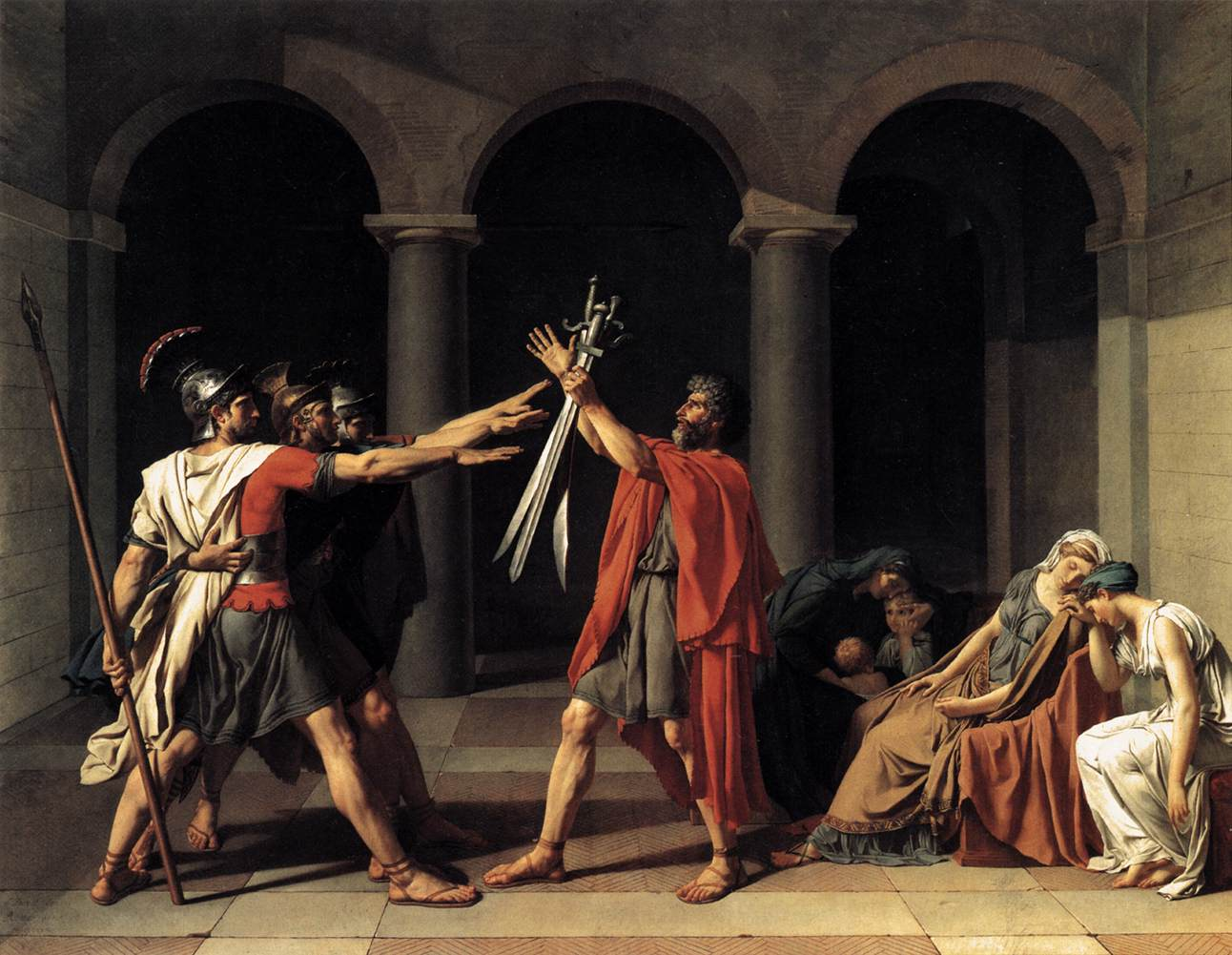
Jacques-Louis David: Der Schwur der Horatier, 1784
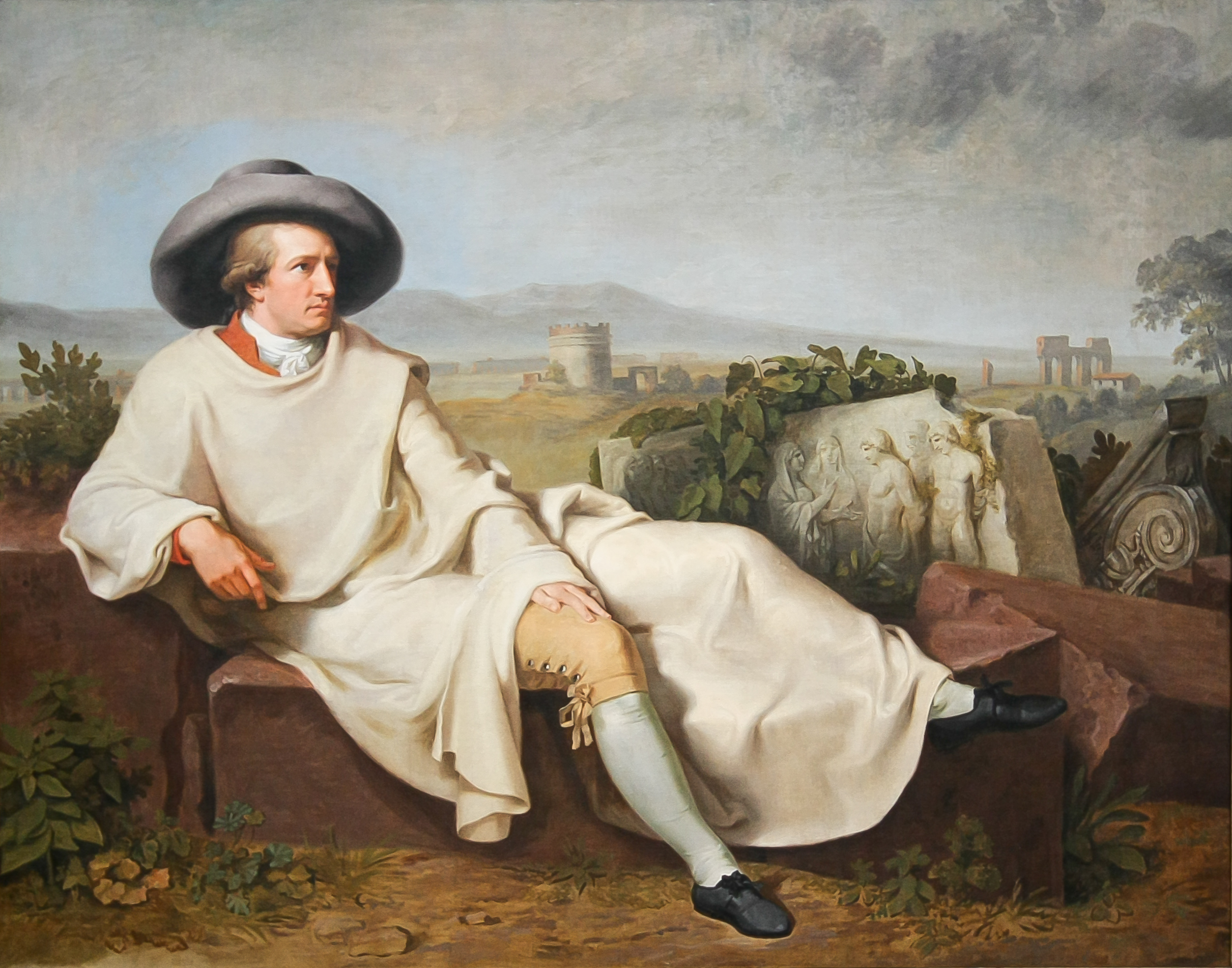
Johann Heinrich Wilhelm Tischbein: Goethe in der Campagna, 1786/87
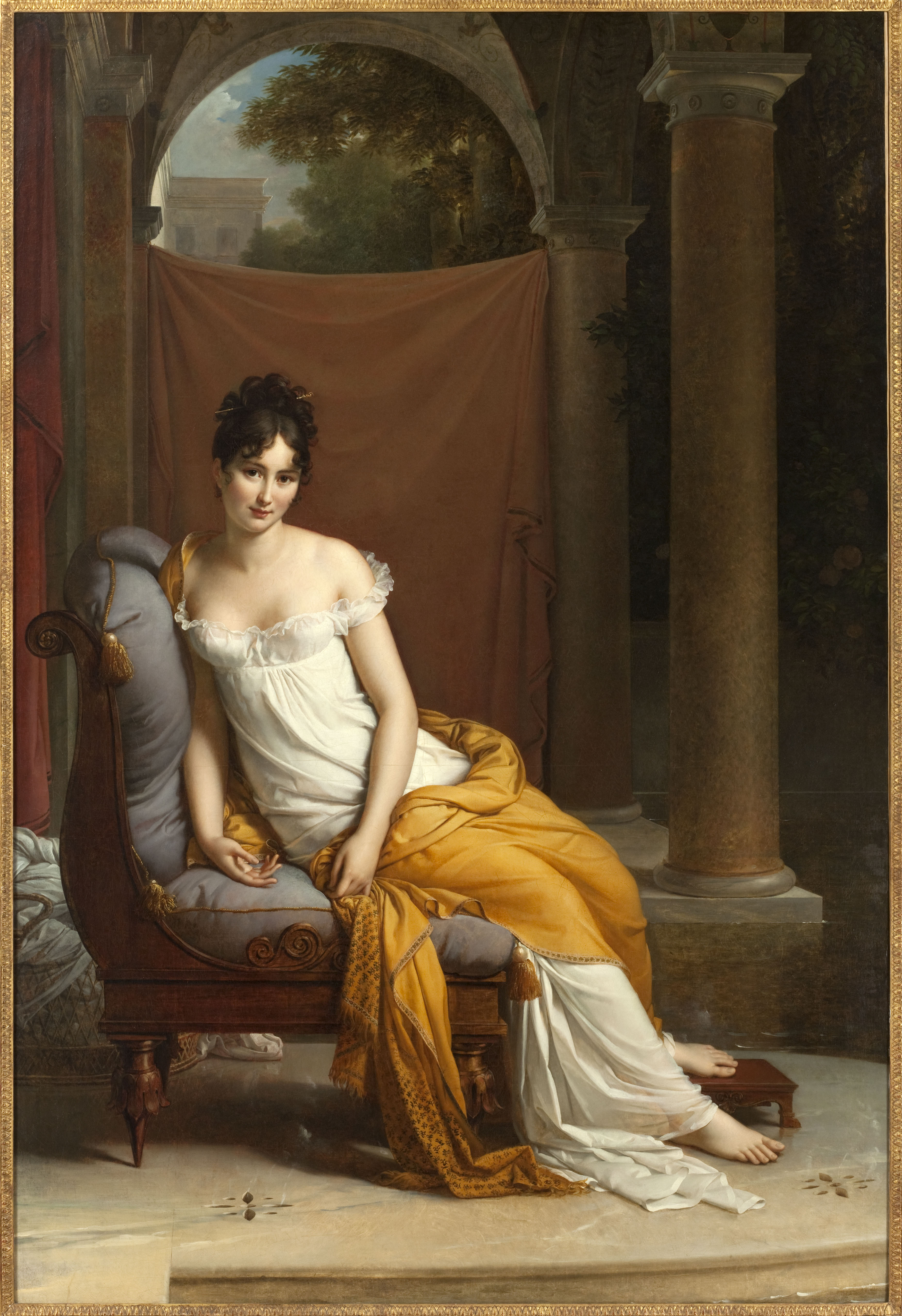
François Gérard: Porträt von Julie Récamier, 1802
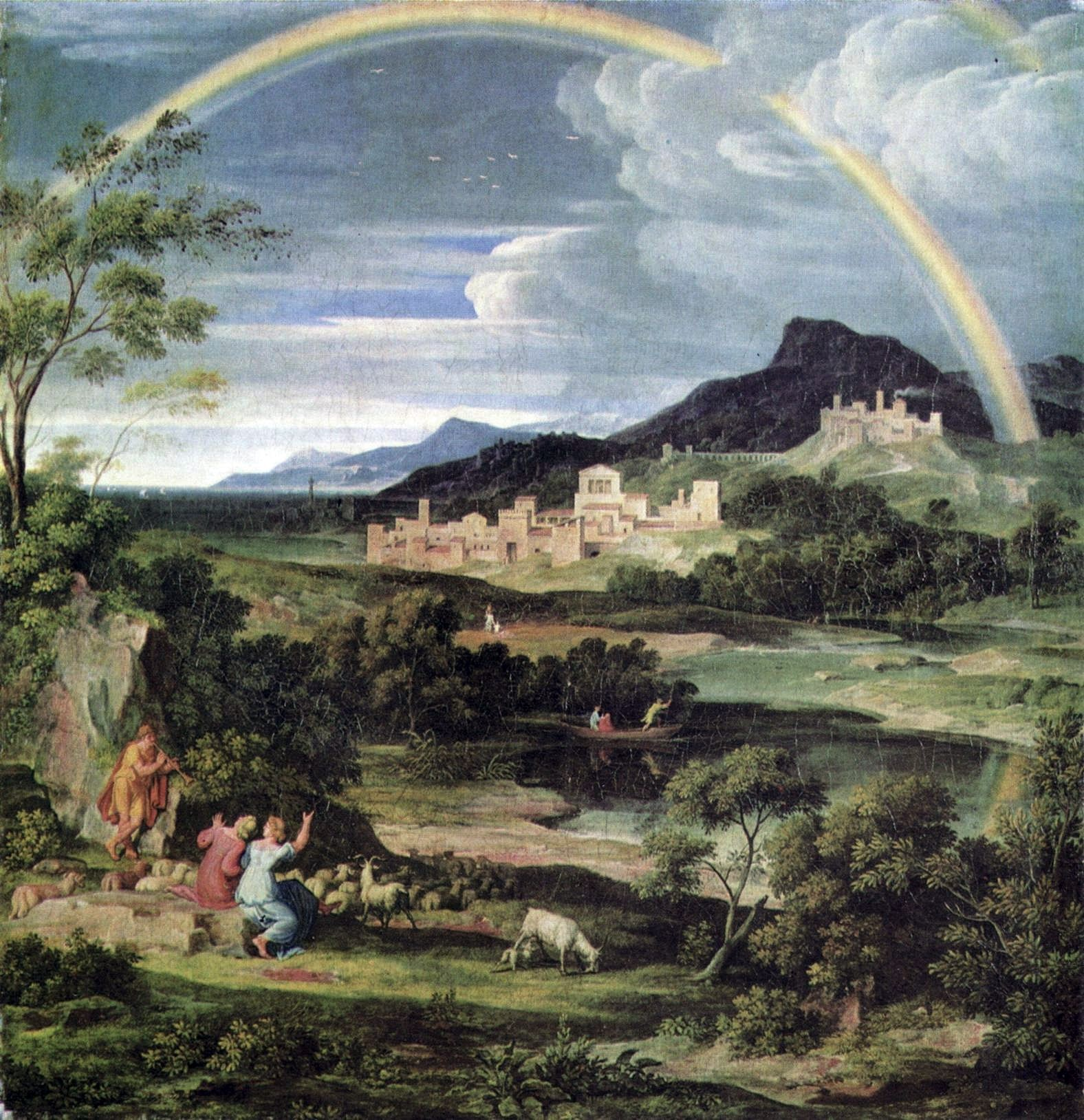
Joseph Anton Koch: Heroische Landschaft mit Regenbogen, 1805

## Architektur des Klassizismus
Die Architektur des Klassizismus orientiert sich stärker als vorherige Stile an antiken Bauten, vornehmlich griechischen Vorbildern. Portikus und Säulenordnung sind nun häufiger anzutreffen. Anwendung findet der Stil in fürstlichen und bürgerlichen Repräsentationsbauten, aber auch bei Bauwerken in traditionellen Bautechniken wie im Fachwerkbau. Seltener sind klassizistische Kirchen, hierbei dient der achteckige Turm der Winde oder das Pantheon als Vorbild.

Klassizistische Architektur
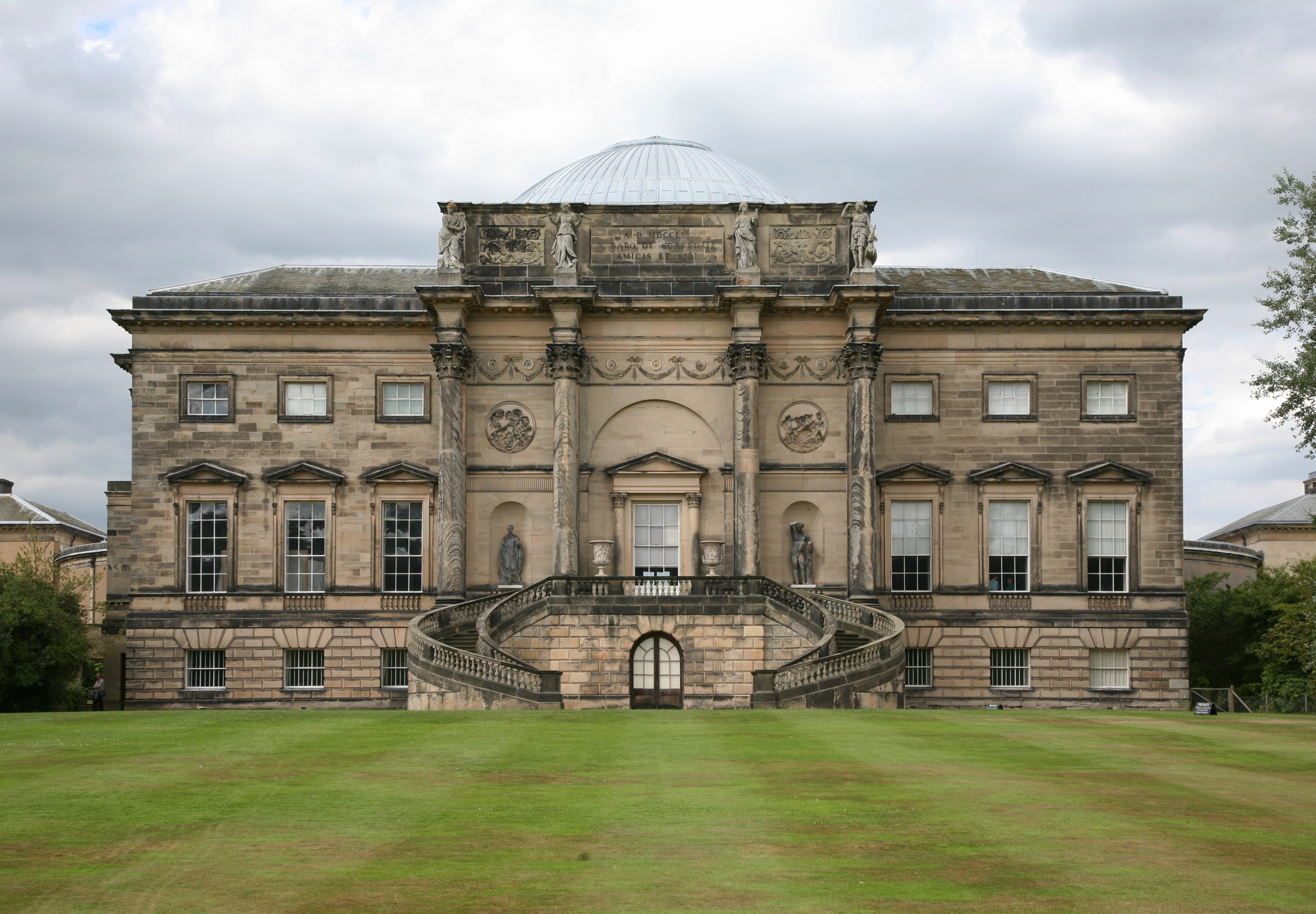
Kedleston Hall, Südseite von Robert Adam, Derbyshire, England
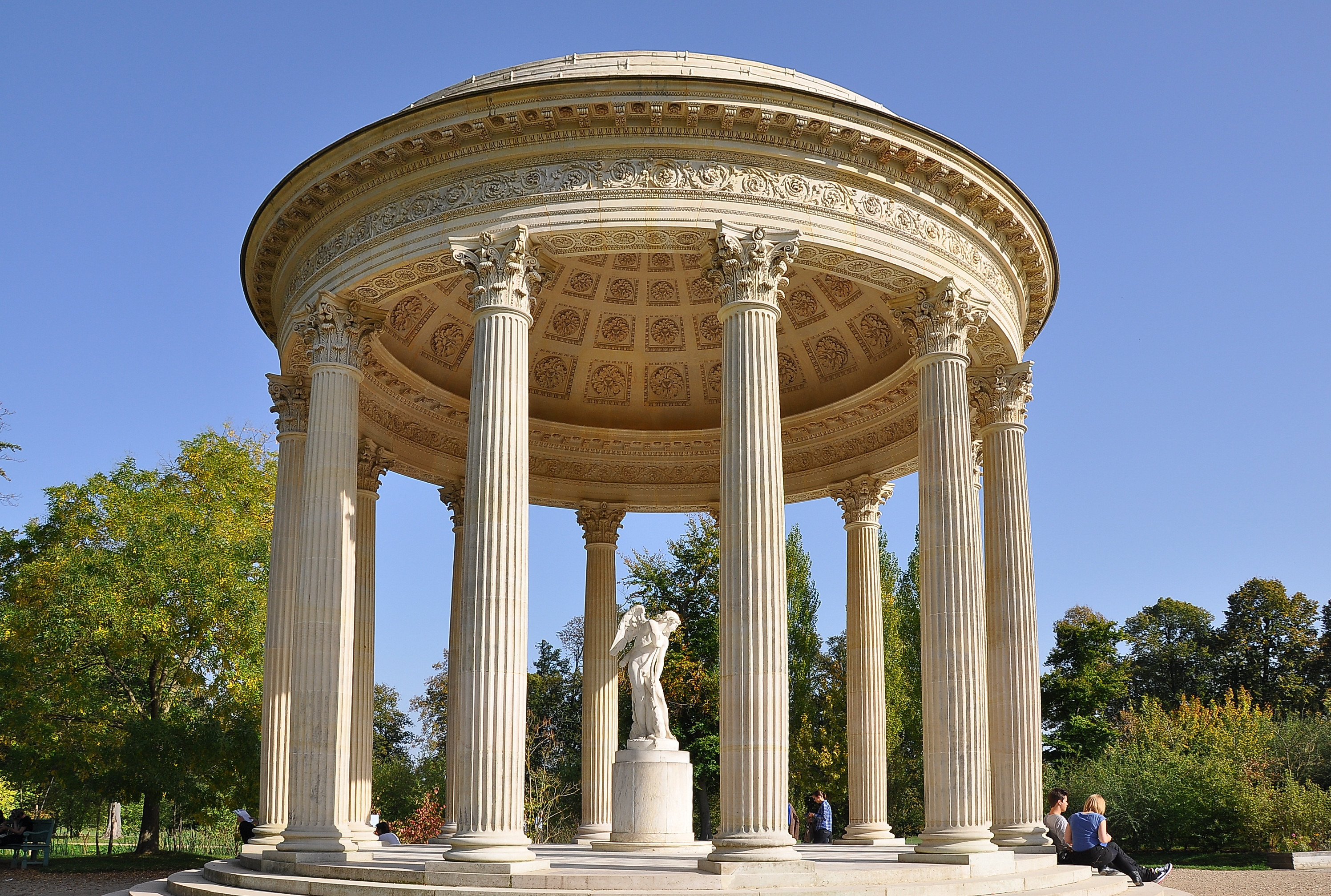
Temple de l’Amour (Richard Mique, 1778) im Park des Petit Trianon, Versailles, Frankreich
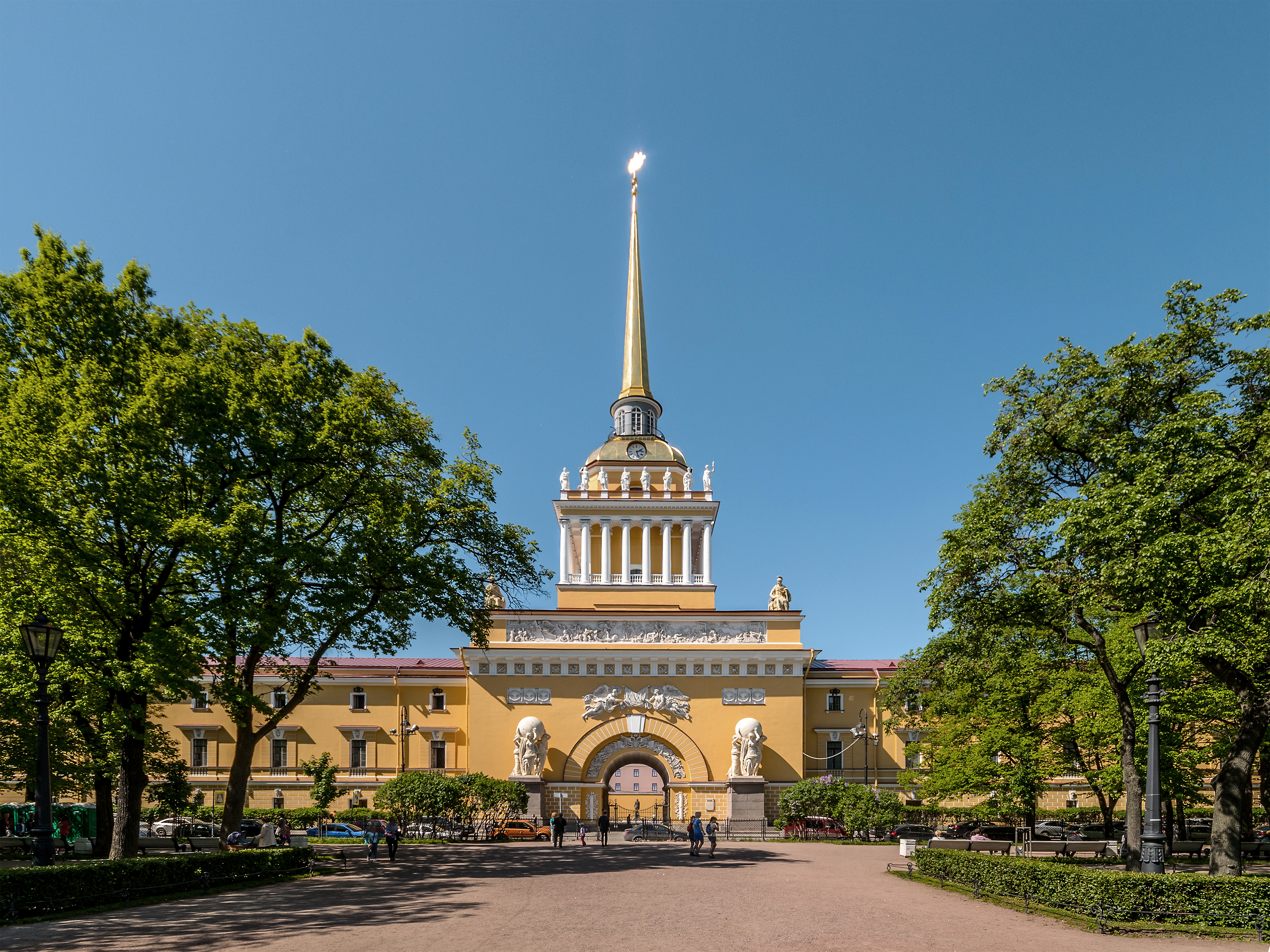
Admiralitätsgebäude (1806 bis 1823), Sankt Petersburg, Russland
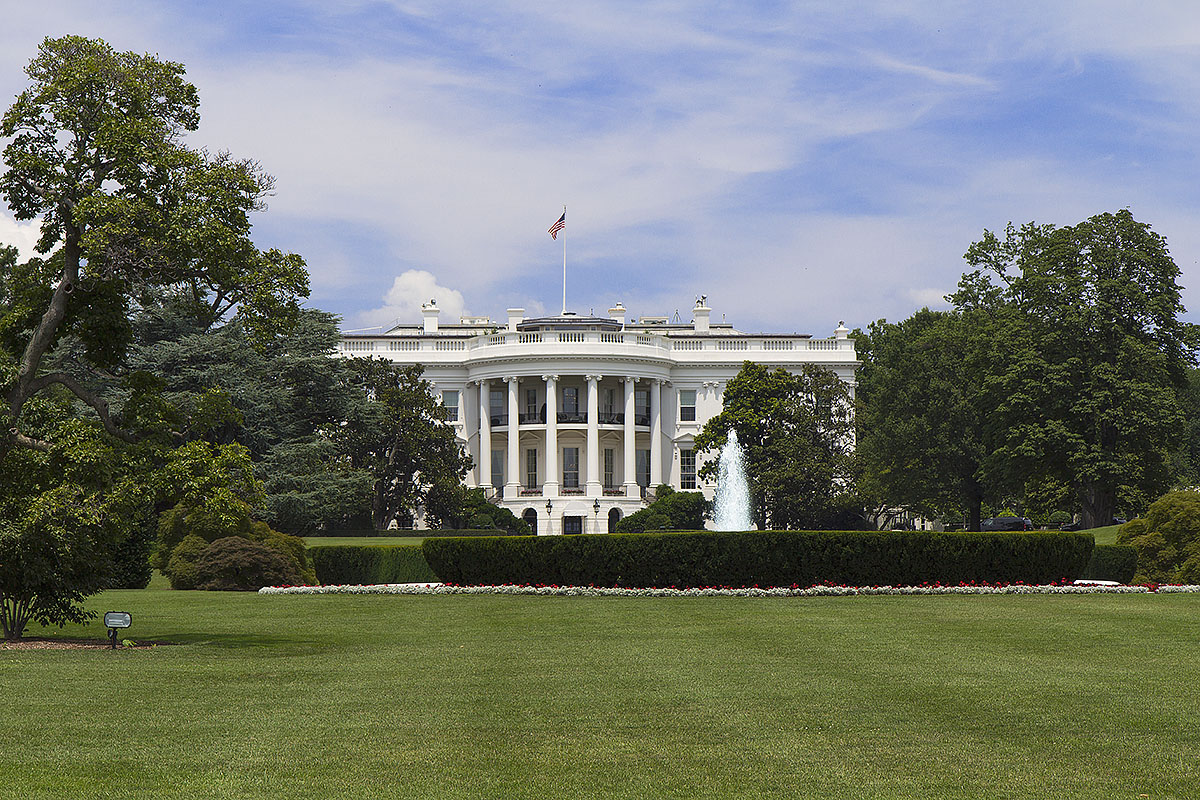
Weißes Haus (1819–1825) in Washington D.C. (USA)
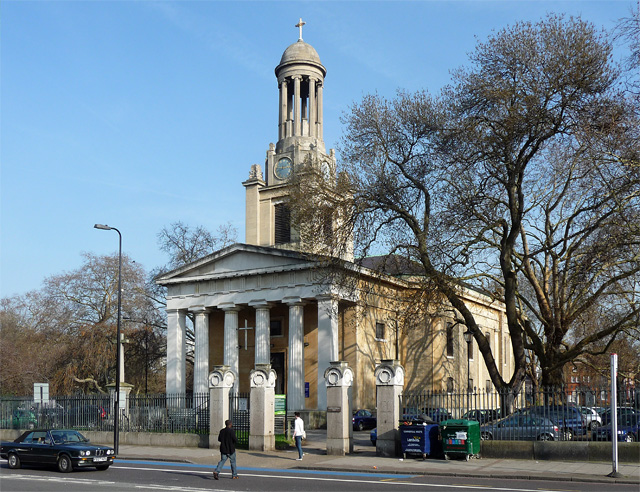
Kirche St. Mark (D. R. Roper, 1822–24), bei Camberwell, Southwark, England
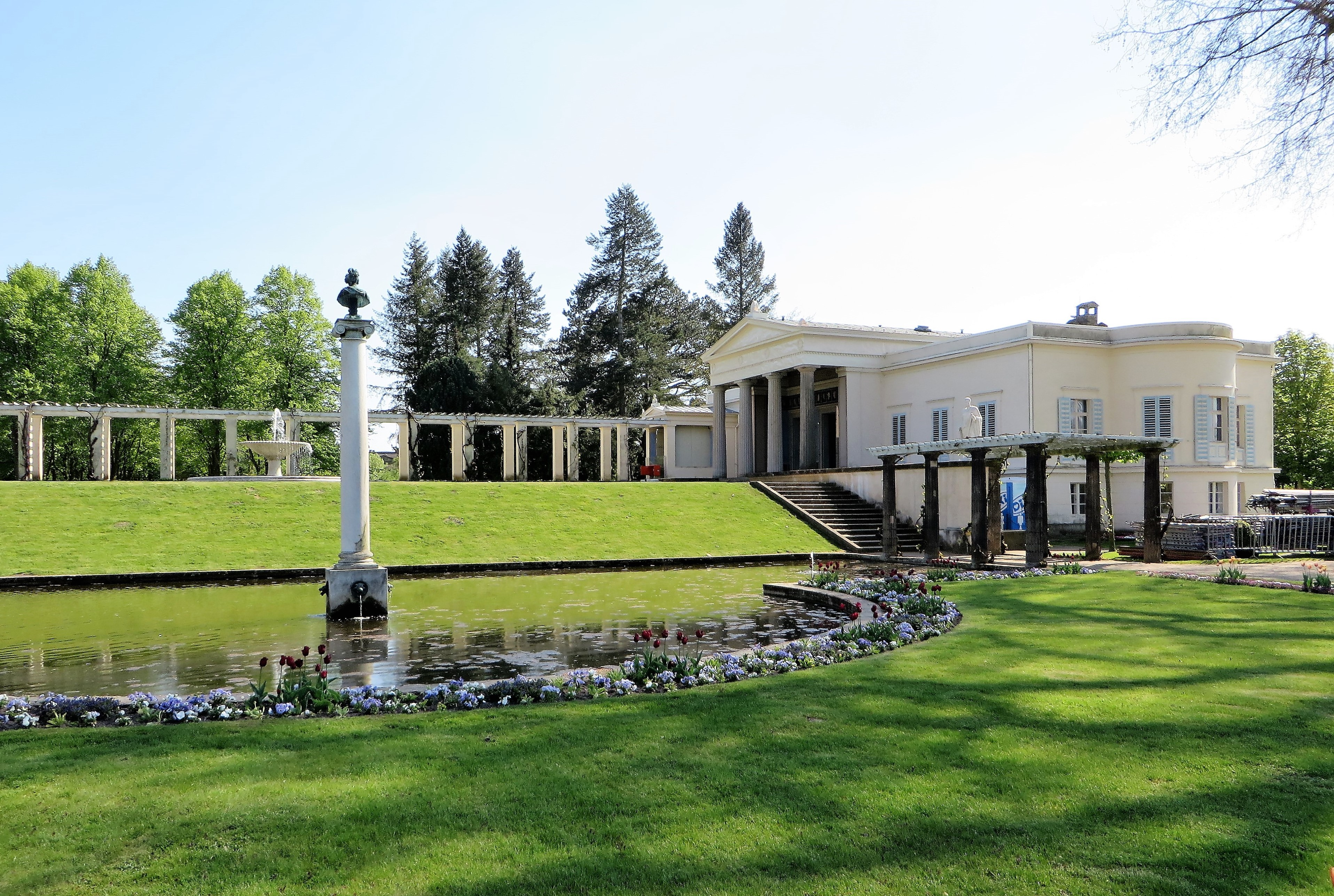
Schloss Charlottenhof (K. F. Schinkel, 1826–29), Potsdam
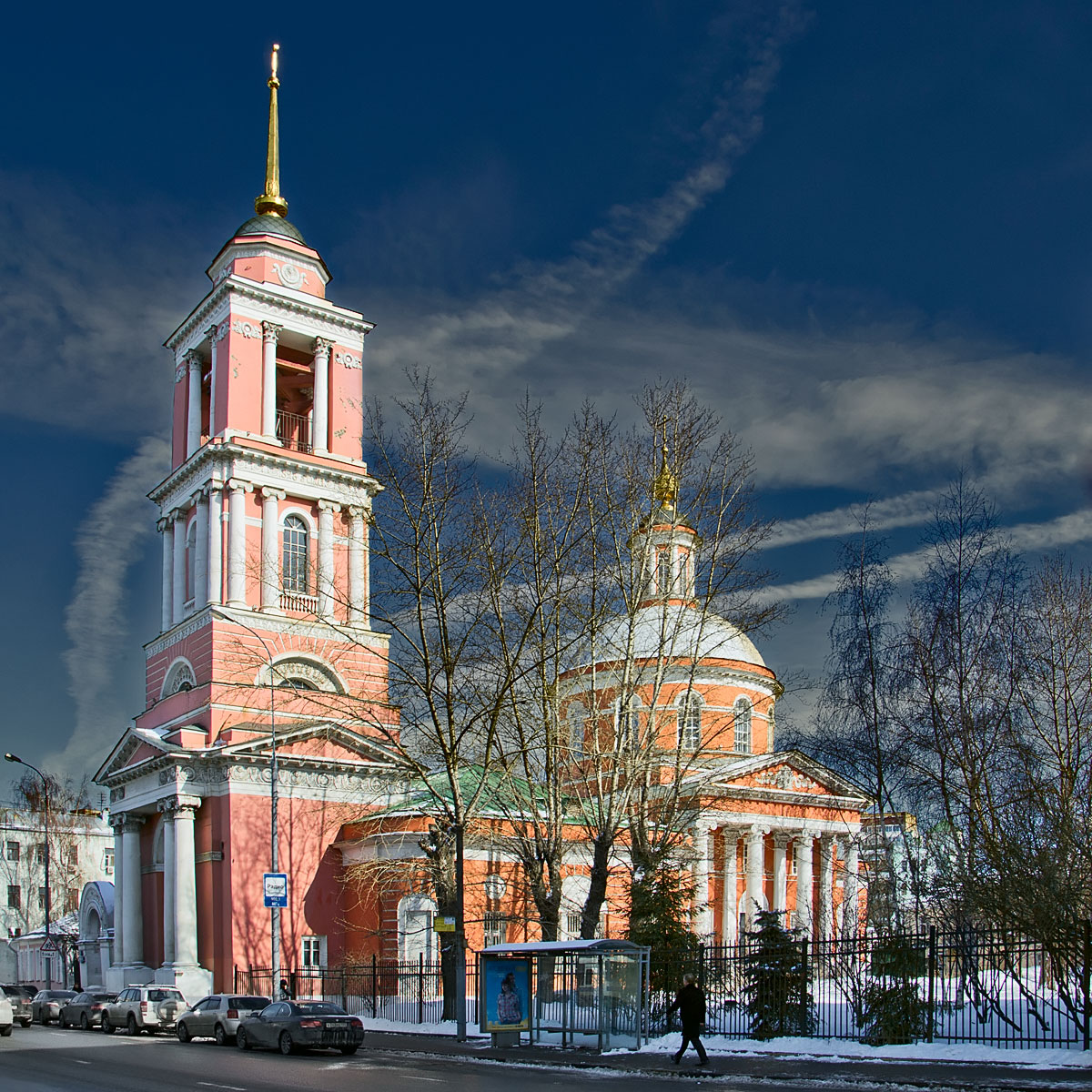
Kirche der Hl. Dreifaltigkeit in Vishnyaki, Moskau, Russland
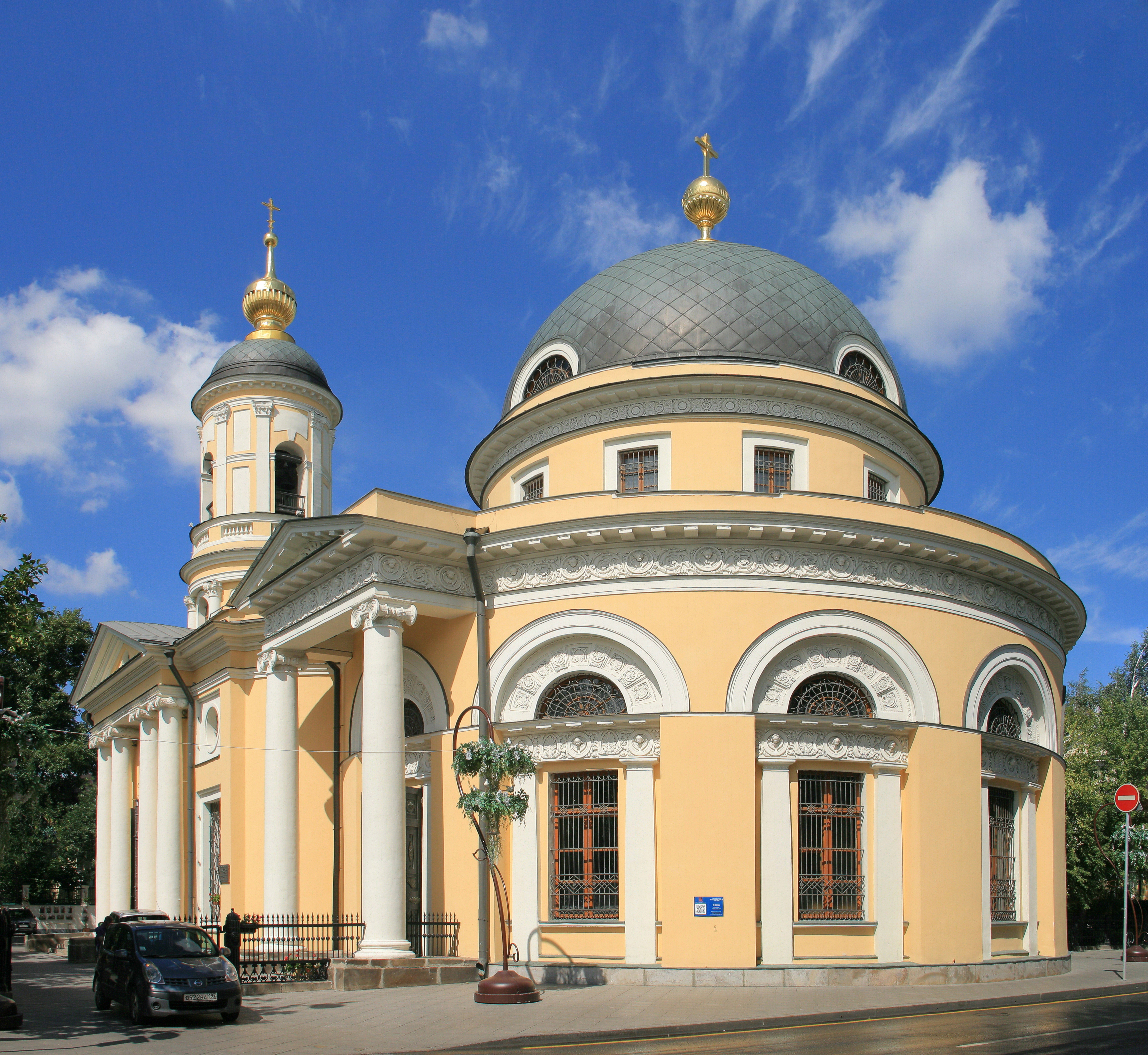
Theotokos-Kirche an der Ordynka Straße, Moskau, Russland (urspr. 1792 von Vasily Bazhenov, Rotunde 1824–1836 neu von Joseph Bove)
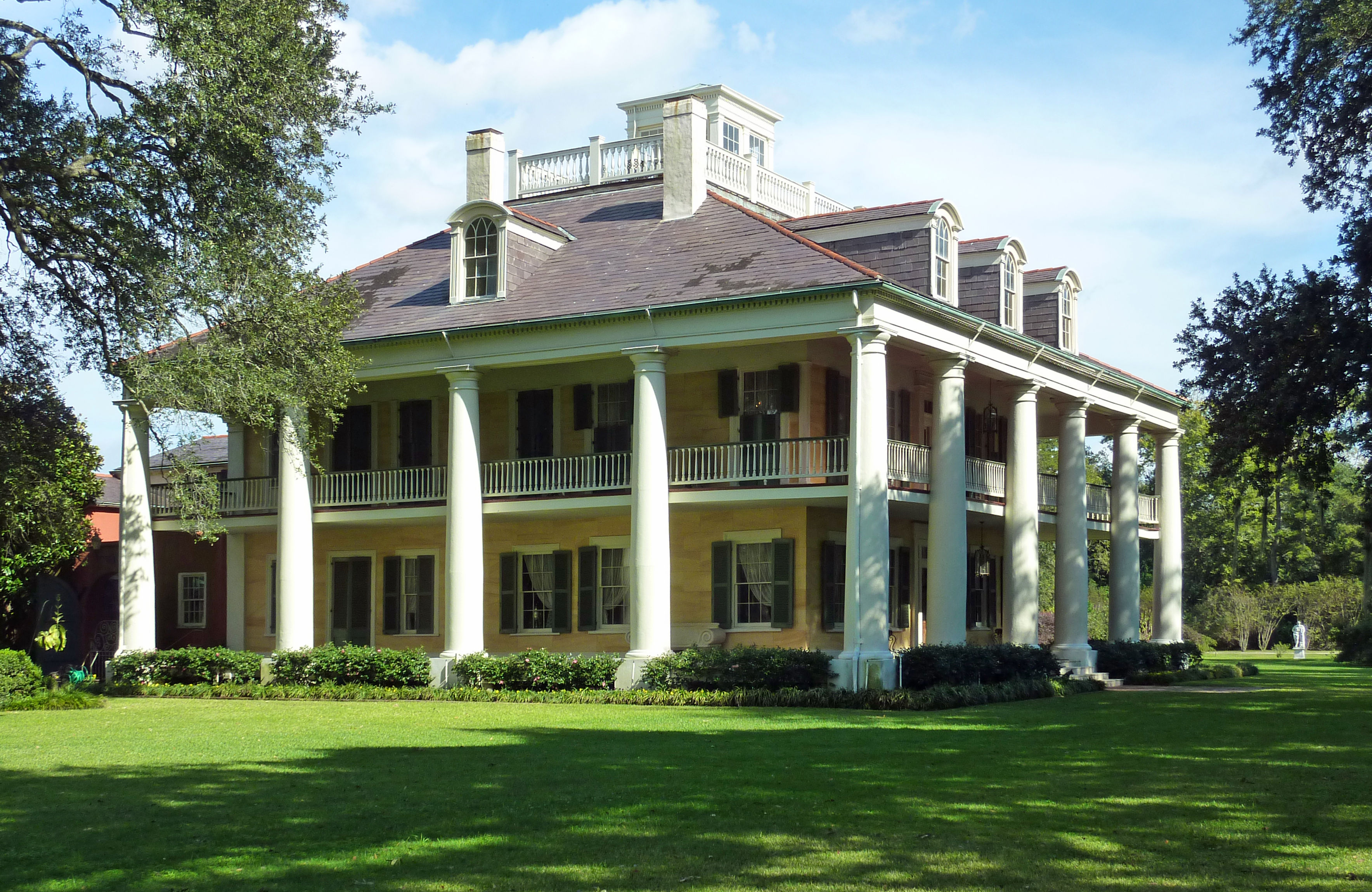
The Houmas (ca. 1829–1840), Herrenhaus einer ehemaligen Plantage bei Darrow, Louisiana (USA)
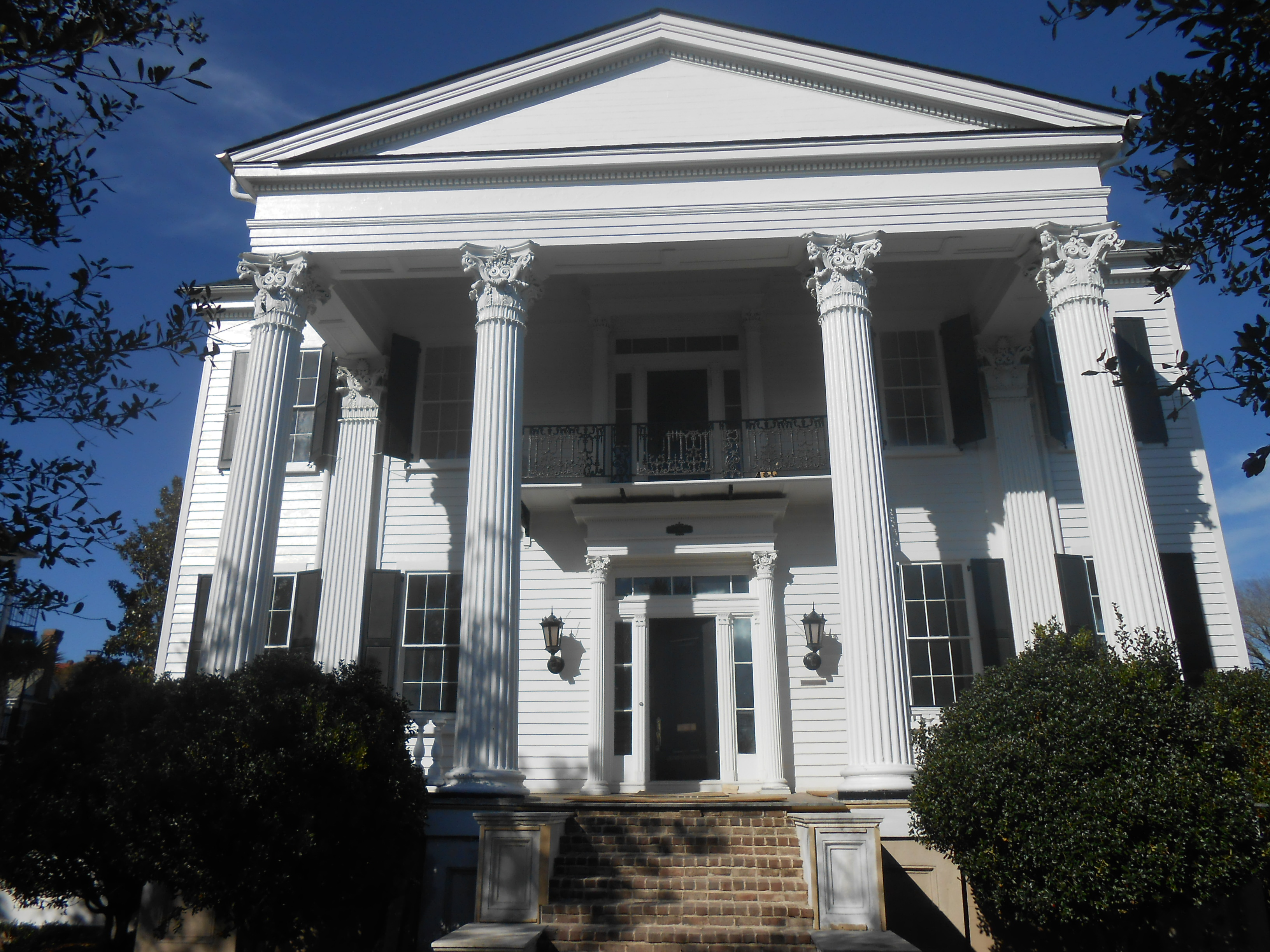
Klassizistisches Haus in Charleston, South Carolina, USA (Antebellum-Architektur)
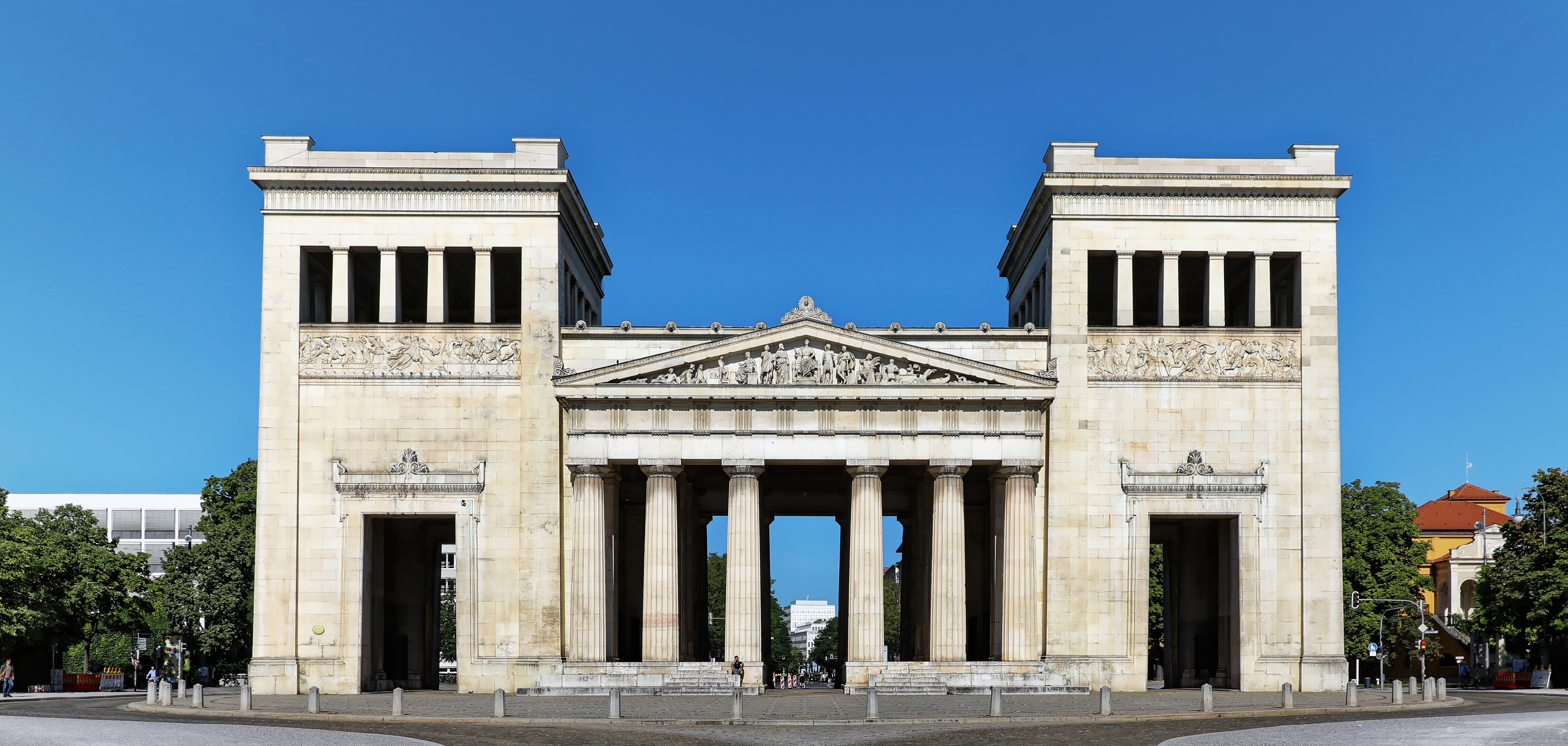
Propyläen (München), 1816 geplant, 1860 vollendet

## Möbelstile des Klassizismus

### Louis-Seize
Der unter Ludwig XVI. herrschende Stil war eine bewusste Abwendung vom Rokoko und markierte den Übergang zum Klassizismus.

### Directoire
Nach dem zwischen Französischer Revolution und Kaiserreich Napoléons I. herrschenden Direktorium benannter bürgerlicher Dekorationsstil. Er stand am Übergang zwischen Louise-seize und Empire und kann als Wendung gegen den aufwendigen Luxus der Oberschicht im Ancien Régime verstanden werden. Er war gekennzeichnet durch aus der Antike übernommene bewusst karge, nüchterne Formen mit sparsamen Dekor. Beliebte Formen waren die Méridienne (ein Canapé mit nach vorne gezogener Rückenlehne für die Mittagsruhe) oder die Récamiere.

### Empire
Charakteristisch waren wuchtige, geradlinige Formen und martialistische aus dem Directoire übernommene griechisch-römische sowie ägyptische Elemente.

## Künstler des Klassizismus
Künstler, die dem Klassizismus zugeordnet werden, siehe:
- Kategorie:Architekt des Klassizismus
- Kategorie:Bildhauer des Klassizismus
- Kategorie:Maler des Klassizismus